# Guest star de I Simpson

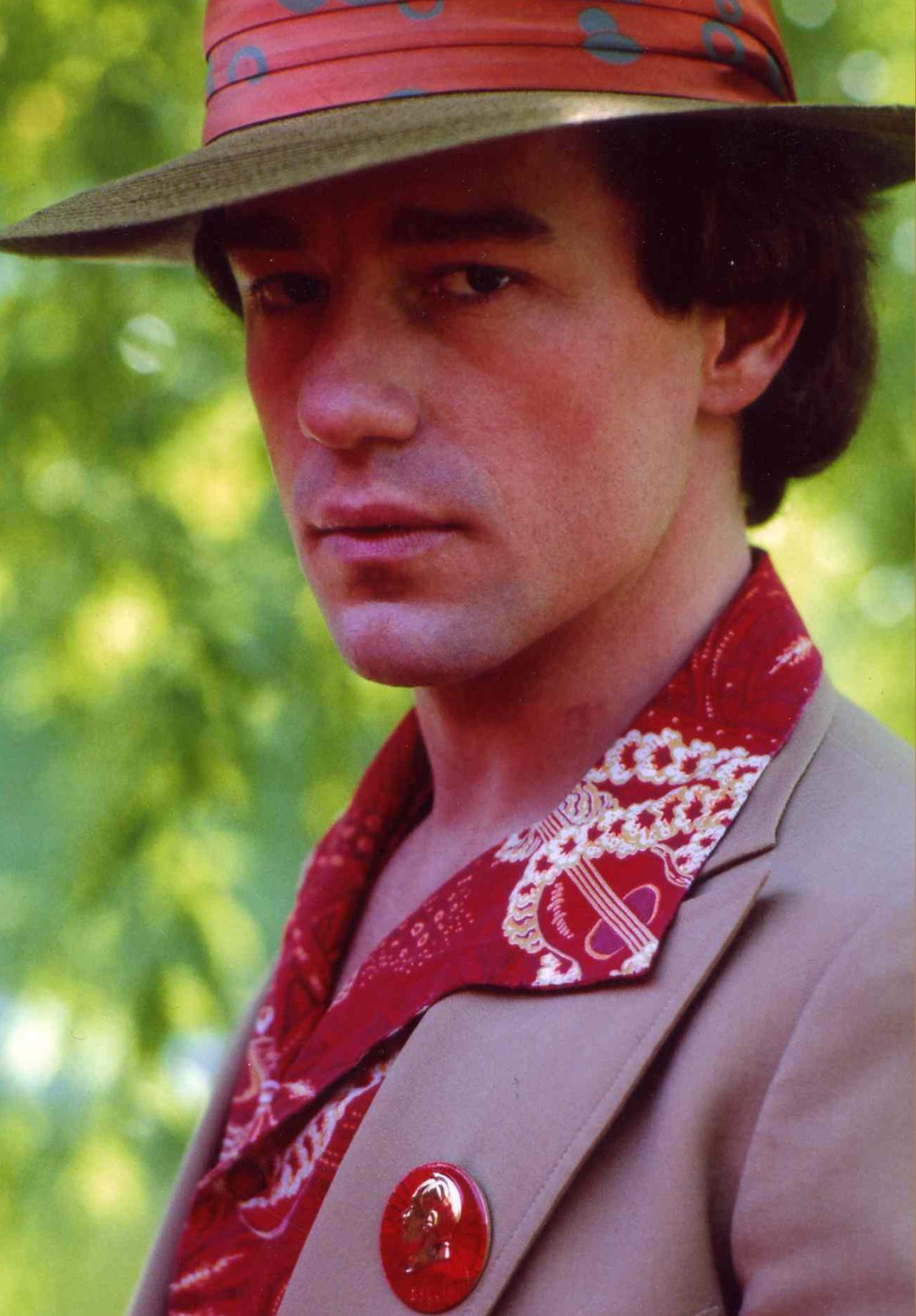
Phil Hartman, che morì nel 1998, realizzò il maggior numero di apparizioni nello show, 52 volte.

Questa è una lista di guest star apparse ne I Simpson. Diversi episodi della serie animata I Simpson hanno avuto delle celebrità come doppiatori d'eccezione, sia nel ruolo di sé stesse che nel ruolo di personaggi fittizi. Questa lista non include le celebrità imitate nello show.
Per guest star si intendono, nella versione americana, quei doppiatori non appartenenti al cast titolare di sei membri (Dan Castellaneta, Julie Kavner, Nancy Cartwright, Yeardley Smith, Hank Azaria ed Harry Shearer) che hanno prestato la propria voce allo show. D'altro canto, Marcia Wallace ha avuto tante apparizioni de facto nello show ma è sempre stata accreditata come una guest star. Nella lista sono menzionati solo gli episodi in cui il suo personaggio Edna Caprapall ha un importante ruolo. Questo stesso procedimento di stesura è stato adottato anche per altri doppiatori, come Phil Hartman. Gli episodi sono elencati in base all'ordine originale di messa in onda. Fra parentesi è inserito il codice di produzione. Sono stati esclusi dall'elenco gli episodi che non hanno avuto il contributo di alcun "ospite". La bandiera americana indica le guest stars apparse nell'edizione originale, mentre quella italiana indica sia i doppiatori usati nel ruolo svolto in originale da una guest star, sia gli "ospiti" celebri usati nell'edizione italiana.
Lo show attualmente detiene il Guinness World Record per "Più celebrità partecipanti ad una serie animata".

## Prima stagione

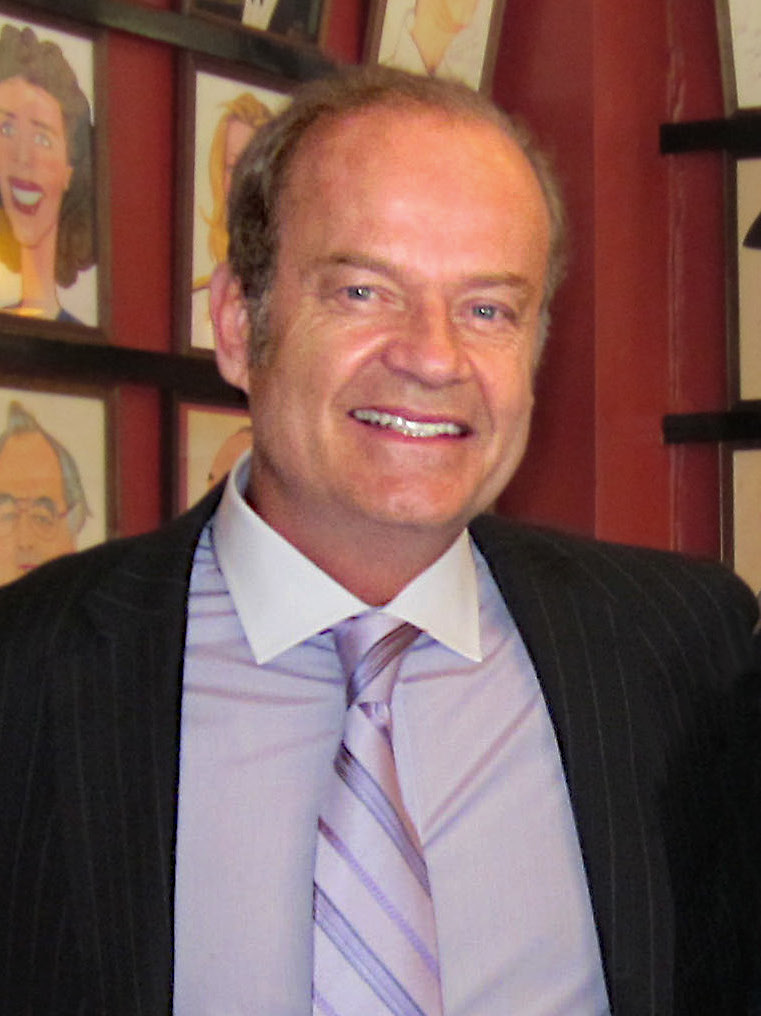
L'episodio della prima stagione intitolato Krusty va al fresco ha segnato la prima apparizione di Kelsey Grammer nel ruolo di Telespalla Bob.

- Episodio 2 (7G02) - Bart, il genio
  -  Marcia Wallace nel ruolo di Edna Caprapall e Miss Mellon (Prima apparizione)
- Episodio 3 (7G03) - L'odissea di Homer
  -  Sam McMurray nel ruolo del Lavoratore Drone
  -  Marcia Wallace nel ruolo di Edna Caprapall
- Episodio 6 (7G06) - Lisa sogna il blues
  -  Ron Taylor nel ruolo di Gengive Sanguinanti Murphy
  -  Pino Ammendola nel ruolo di Gengive Sanguinanti Murphy
  -  Miriam Flynn nel ruolo di Ms. Barr
- Episodio 7 (7G09) - Il richiamo dei Simpson
  -  Albert Brooks nel ruolo di Cowboy Bob (Accreditato come A. Brooks)
- Episodio 8 (7G07) - La testa parlante
  -  Marcia Wallace nel ruolo di Edna Caprapall
- Episodio 9 (7G11) - Nati per essere sfrenati
  -  Albert Brooks nel ruolo di Jacques (Accreditato come A. Brooks)
  -  Fabrizio Pucci nel ruolo di Jacques
- Episodio 10 (7G10) - Homer in the Night
  -  Sam McMurray nel ruolo di Gulliver Dark
- Episodio 11 (7G13) - Crêpes alle crêpes, vino al vino
  -  Christian Coffinet nel ruolo di un ufficiale della polizia
- Episodio 12 (7G12) - Krusty va al fresco
  -  Kelsey Grammer nel ruolo di Telespalla Bob (Prima apparizione)
  -  Massimo Corvo nel ruolo di Telespalla Bob
- Episodio 13 (7G01) - Sola, senza amore
  -  June Foray nel ruolo della Babysitter
  -  Penny Marshall nel ruolo di Ms. Botz
  -  Paul Willson nel ruolo del Fiorista

## Seconda stagione

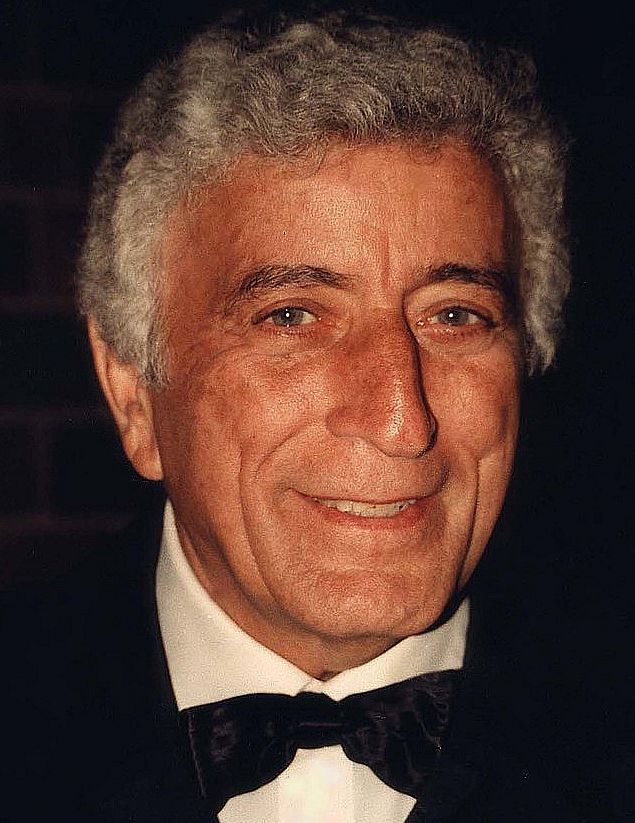
Tony Bennett è stato la prima persona ad apparire nello show nei panni di se stesso.

- Episodio 1 (7F03) - Bart rischia grosso
  -  Marcia Wallace nel ruolo di Edna Caprapall
- Episodio 2 (7F02) - Simpson e Dalila
  -  Harvey Fierstein nel ruolo di Karl
- Episodio 3 (7F04) - La paura fa novanta I
  -  James Earl Jones nei ruoli del Promotore, di Serak il Preparatore, e del Narratore
- Episodio 5 (7F05) - Homer il ballerino
  -  Tony Bennett nel ruolo di sé stesso
  -  Daryl Coley nel ruolo di Murphy Hibbert
  -  Tom Poston nel ruolo del Minchione di Capital City
  -  Ken Levine nel ruolo di Dan Horde
- Episodio 7 (7F07) - Bart sfida la festa del Ringraziamento
  -  Greg Berg nel ruolo di vari senzatetto
  -  Carol Kane nel ruolo di Maggie Simpson
- Episodio 9 (7F09) - Grattachecca e Fichetto e Marge
  -  Alex Rocco nel ruolo di Roger Meyers Jr. (Prima apparizione)
- Episodio 10 (7F10) - Bart è investito da un'auto
  -  Phil Hartman nel ruolo di Lionel Hutz (Prima apparizione di Hartman come voce di Lionel Hutz) e la voce del Paradiso
  -  Maurizio Romano nel ruolo di Lionel Hutz
- Episodio 11 (7F11) - Pesce palla... Al piede
  -  George Takei nel ruolo di Akira
  -  Joey Miyashima nel ruolo dell'apprendista chef Toshiro
  -  Sab Shimono nel ruolo del Chef Mastro del Sushi
  -  Diane Tanaka nel ruolo della Hostess
  -  Larry King nel ruolo di sé stesso
- Episodio 12 (7F12) - Come eravamo
  -  Jon Lovitz nel ruolo di Artie Ziff (Prima apparizione)
- Episodio 13 (7F13) - Homer contro Lisa e l'ottavo comandamento
  -  Phil Hartman nel ruolo di Troy McClure (Prima apparizione)
  -  Fabrizio Pucci nel ruolo di Troy McClure
- Episodio 14 (7F15) - Preside azzurro
  -  Marcia Wallace nel ruolo di Edna Caprapall
- Episodio 15 (7F16) - Oh fratello, dove sei?
  -  Danny DeVito nel ruolo di Herb Powell
  -  Fabrizio Pucci nel ruolo di Herb Powell
- Episodio 16 (7F14) - Il cane di Bart è un disastro a scuola
  -  Tracey Ullman nei ruoli di Sylvia Winfield ed Emily Winthropp
  -  Frank Welker nei ruoli del Piccolo aiutante di Babbo Natale e di altri cani
- Episodio 17 (7F17) - Caro vecchio denaro
  -  Audrey Meadows nel ruolo di Bea Simmons
  -  Phil Hartman nei ruoli di Lionel Hutz e Platone
  -  Maurizio Romano nel ruolo di Lionel Hutz
  -  Marcia Wallace nel ruolo di Edna Caprapall
- Episodio 18 (7F18) - Spennellando alla grande
  -  Jon Lovitz nel ruolo del Professor Lombardo
  -  Ringo Starr nel ruolo di sé stesso
- Episodio 19 (7F19) - Il supplente di Lisa
  -  Dustin Hoffman nel ruolo del sig. Bergstrom (accreditato come Sam Etic)
  -  Fabrizio Pucci nel ruolo del sig. Bergstrom
  -  Marcia Wallace nel ruolo di Edna Caprapall
- Episodio 21 (7F21) - Tre uomini e un fumetto
  -  Cloris Leachman nel ruolo della sig.na Glick
  -  Daniel Stern nel ruolo del Narratore

## Terza stagione

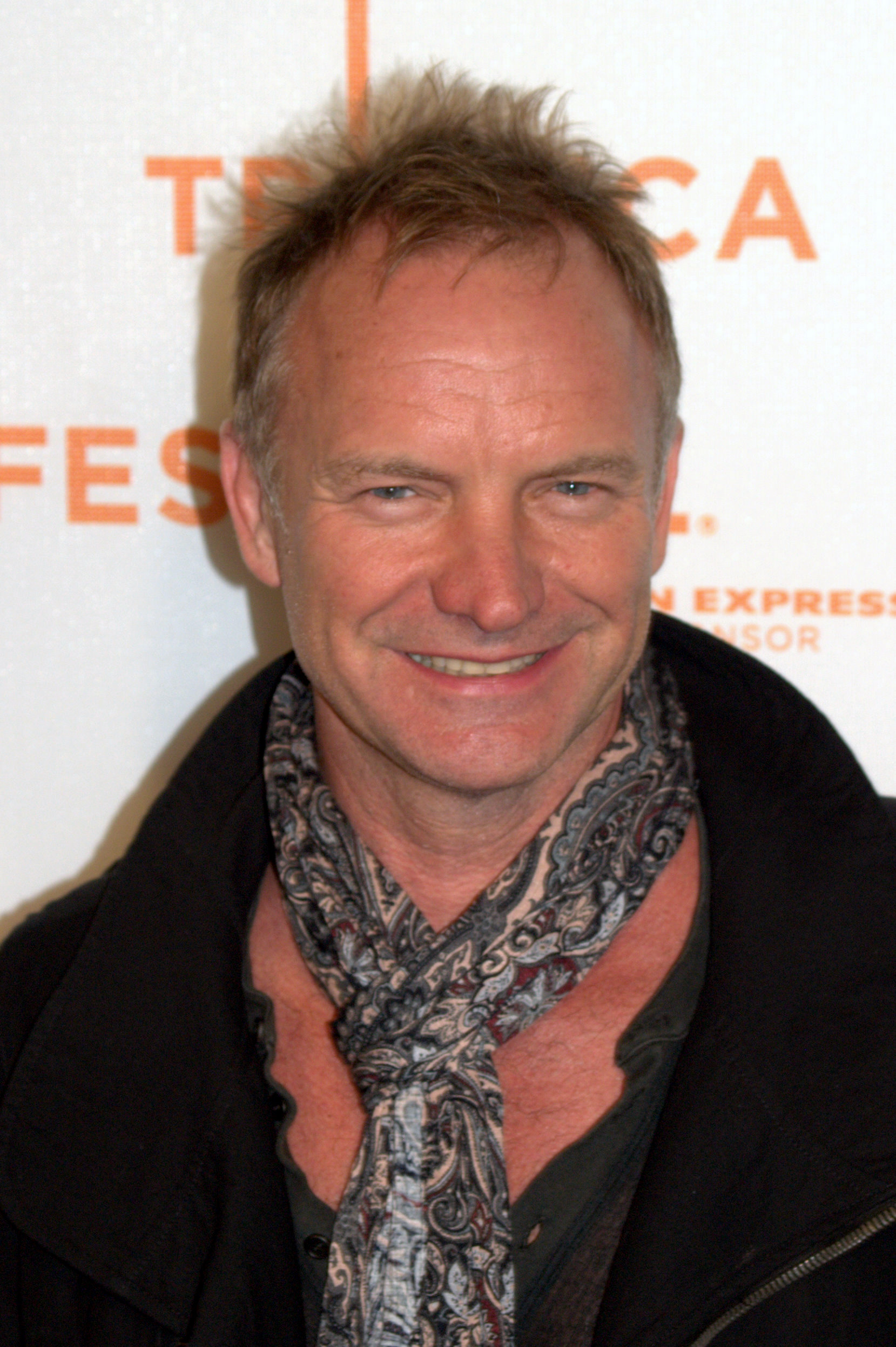
Sting è stato ospite nell'episodioRadio Bart.

- Episodio 1 (7F24) - Papà-zzo da legare
  -  Michael Jackson nel ruolo di Leon Kompowsky (accreditato come John Jay Smith)
  -  Kipp Lennon nel ruolo di Leon Kompowsky (parti cantate)
- Episodio 4 (8F03) - Bart l'assassino
  -  Joe Mantegna nei ruoli di Anthony "Tony Ciccione" D'Amico e sé stesso (mentre imita Tony Ciccione) (Prima apparizione)
  -  Neil Patrick Harris nel ruolo di sé stesso
  -  Phil Hartman nei ruoli di Lionel Hutz, Troy McClure, Joey ed il Padrino
  -  Marcia Wallace nel ruolo di Edna Caprapall
  -  Maurizio Romano nel ruolo di Lionel Hutz
  -  Fabrizio Pucci nel ruolo di Troy McClure
- Episodio 5 (8F04) - Homer definito
  -  Magic Johnson nel ruolo di sé stesso
  -  Chick Hearn nel ruolo di un annunciatore
  -  Jon Lovitz nel ruolo di Aristotele Amadopolis
- Episodio 6 (8F05) - Tale padre, tale clown
  -  Jackie Mason nel ruolo del Rabbino Hyman Krustofsky
- Episodio 7 (8F02) - La paura fa novanta II
  -  Marcia Wallace nel ruolo di Edna Caprapall
- Episodio 8 (8F06) - Il pony di Lisa
  -  Frank Welker nel ruolo di Principessa
  -  Marcia Wallace nel ruolo di Edna Caprapall

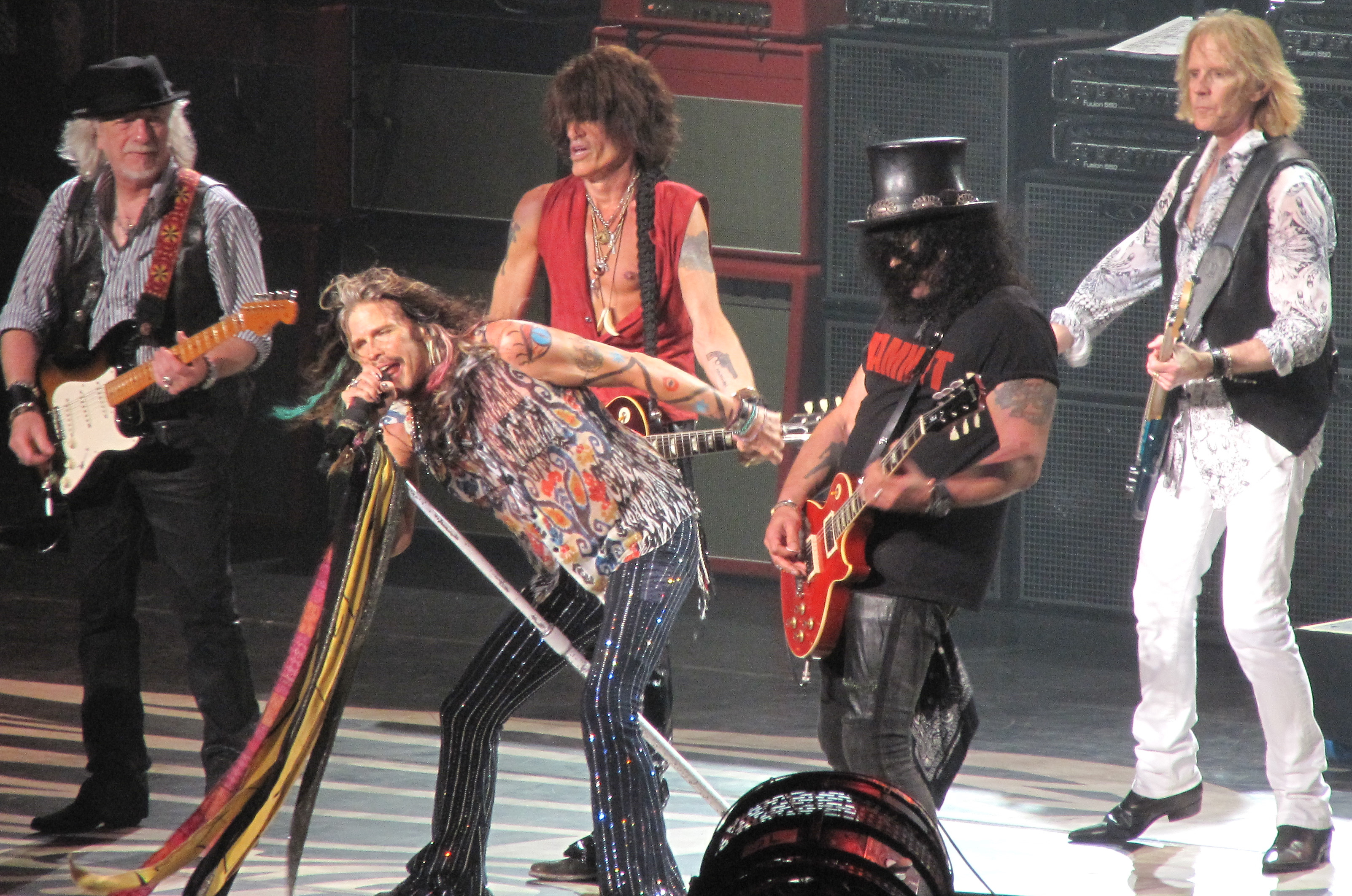
Gli Aerosmith sono stati la prima band ad apparire nello show nei panni di sé stessi.

- Episodio 9 (8F07) - Sabati di tuono
  -  Phil Hartman nel ruolo di Troy McClure
  -  Fabrizio Pucci nel ruolo di Troy McClure
  -  Larry McKay nel ruolo di un annunciatore
- Episodio 10 (8F08) - Flambé Boe
  -  Aerosmith nel ruolo di sé stessi:
  -  Phil Hartman nel ruolo di Lionel Hutz
  -  Maurizio Romano nel ruolo di Lionel Hutz
  -  Marcia Wallace nel ruolo di Edna Caprapall
  -  Kipp Lennon
- Episodio 11 (8F09) - Il licenziamento di Homer
  -  Phil Hartman nei ruoli di Horst e del mediatore di Borsa
- Episodio 13 (8F11) - Radio Bart
  -  Sting nel ruolo di sé stesso
  -  Vittorio Guerrieri nel ruolo di Sting
  -  Marcia Wallace nel ruolo di Edna Caprapall
- Episodio 14 (8F12) - Lisa l'indovina
  -  Phil Hartman nel ruolo di Troy McClure e Smooth Jimmy Apollo
  -  Fabrizio Pucci nel ruolo di Troy McClure
- Episodio 15 (8F14) - Homer da solo
  -  Phil Hartman nel ruolo di Troy McClure
  -  Fabrizio Pucci nel ruolo di Troy McClure
- Episodio 16 (8F16) - Bart l'amante
  -  Marcia Wallace nel ruolo di Edna Caprapall
  -  Franca Lumachi nel ruolo di Edna Caprapall

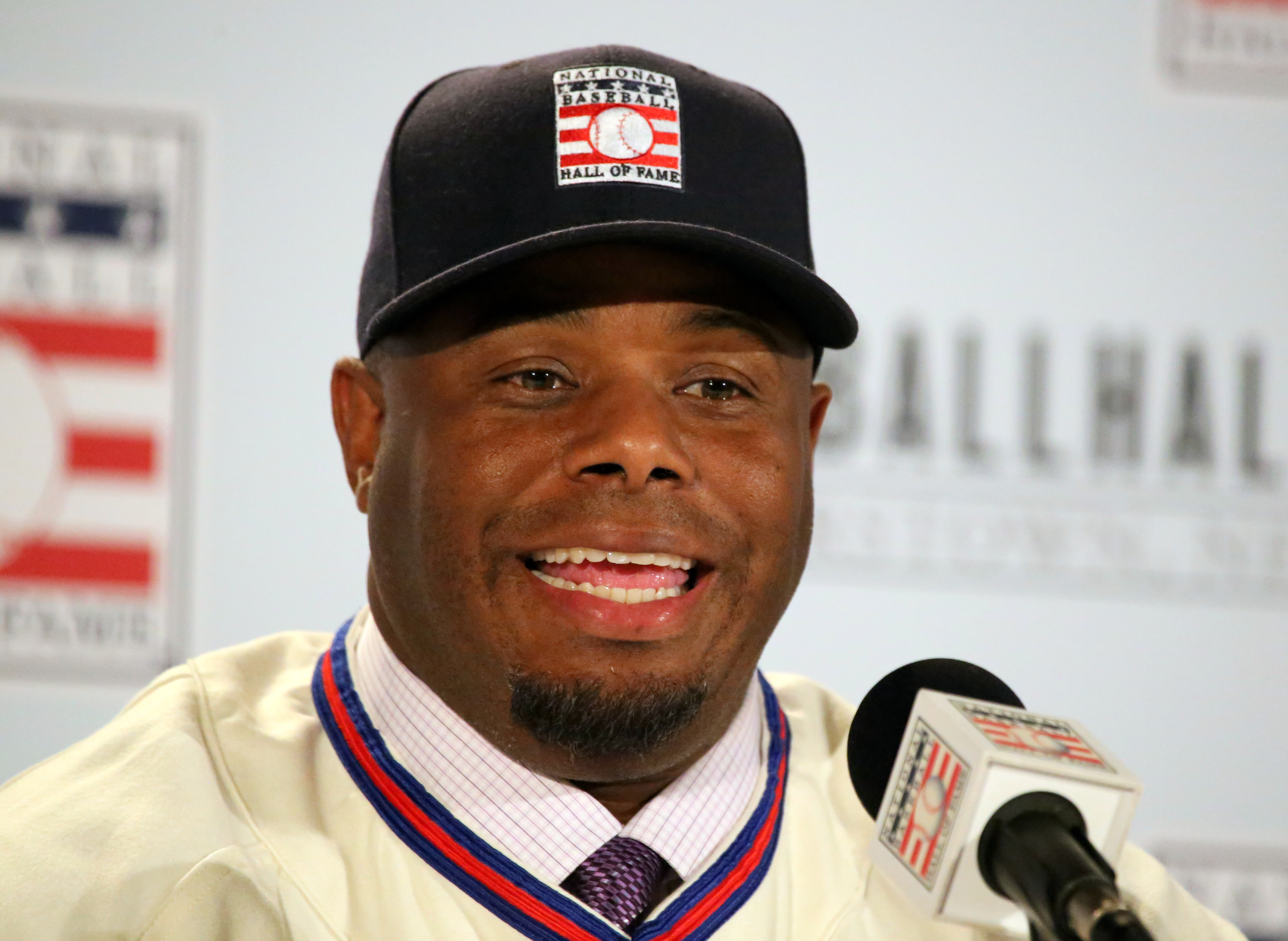
Ken Griffey Jr. è stato uno dei molti giocatori di baseball ospiti in Homer alla battuta.

- Episodio 17 (8F13) - Homer alla battuta
  -  Wade Boggs nel ruolo di sé stesso
  -  José Canseco nel ruolo di sé stesso
  -  Roger Clemens nel ruolo di sé stesso
  -  Ken Griffey Jr. nel ruolo di sé stesso
  -  Don Mattingly nel ruolo di sé stesso
  -  Steve Sax nel ruolo di sé stesso
  -  Mike Scioscia nel ruolo di sé stesso
  -  Ozzie Smith nel ruolo di sé stesso
  -  Darryl Strawberry nel ruolo di sé stesso
  -  Terry Cashman canta Talkin' Softball durante i titoli di coda
- Episodio 18 (8F15) - Vocazioni diverse
  -  Steve Allen nel ruolo della "Voce elettronicamente alterata" di Bart
  -  Marcia Wallace nel ruolo di Edna Caprapall
- Episodio 19 (8F17) - Morire come un cane
  -  Frank Welker nel ruolo di Piccolo aiutante di Babbo Natale
- Episodio 20 (8F19) - Il colonnello Homer
  -  Beverly D'Angelo nel ruolo di Lurleen Lumpkin
  -  Silvia Pepitoni nel ruolo di Lurleen Lumpkin
- Episodio 21 (8F20) - Vedovo nero
  -  Kelsey Grammer nel ruolo di Telespalla Bob
- Episodio 22 (8F21) - Lo show di Otto
  -  Michael McKean nel ruolo di David St. Hubbins
  -  Christopher Guest nel ruolo di Nigel Tufnel
- Episodio 23 (8F22) - L'amico di Bart s'innamora
  -  Kimmy Robertson nel ruolo di Samantha Stanky
  -  Rossella Acerbo nel ruolo di Samantha Stanky
  -  Phil Hartman nel ruolo di Troy McClure
  -  Fabrizio Pucci nel ruolo di Troy McClure
  -  Marcia Wallace nel ruolo di Edna Caprapall
- Episodio 24 (8F23) - Fratello, avresti da darmi due soldi?
  -  Joe Frazier nel ruolo di sé stesso
  -  Danny DeVito nel ruolo di Herb Powell
  -  Fabrizio Pucci nel ruolo di Herb Powell

## Quarta stagione
- Episodio 2 (8F18) - Un tram chiamato Marge
  -  Jon Lovitz nel ruolo di Llewellyn Sinclair
  -  Diego Reggente nel ruolo di Llewellyn Sinclair
  -  Phil Hartman nei ruoli di Lionel Hutz e Troy McClure
  -  Fabrizio Pucci nel ruolo di Troy McClure
  -  Maurizio Romano nel ruolo di Lionel Hutz
- Episodio 4 (9F02) - Lisa la reginetta di bellezza
  -  Bob Hope nel ruolo di sé stesso
- Episodio 7 (9F05) - Marge trova lavoro
  -  Tom Jones nel ruolo di sé stesso
  -  Phil Hartman nei ruoli di Lionel Hutz e Troy McClure
  -  Fabrizio Pucci nel ruolo di Troy McClure
  -  Maurizio Romano nel ruolo di Lionel Hutz
- Episodio 8 (9F06) - La nuova ragazza del quartiere
  -  Pamela Reed nel ruolo di Ruth Powers
  -  Sara Gilbert nel ruolo di Laura Powers
  -  Maura Cenciarelli nel ruolo di Laura Powers
  -  Phil Hartman nel ruolo di Lionel Hutz
  -  Maurizio Romano nel ruolo di Lionel Hutz
- Episodio 9 (9F07) - Mr. Spazzaneve
  -  Adam West nel ruolo di sé stesso
  -  Stefano De Sando nel ruolo di Adam West
  -  Linda Ronstadt nel ruolo di sé stessa
  -  Phil Hartman nel ruolo di Troy McClure
  -  Fabrizio Pucci nel ruolo di Troy McClure
- Episodio 10 (9F08) - La prima parola di Lisa
  -  Elizabeth Taylor nel ruolo di Maggie Simpson
  -  Monica Ward nel ruolo di Maggie Simpson

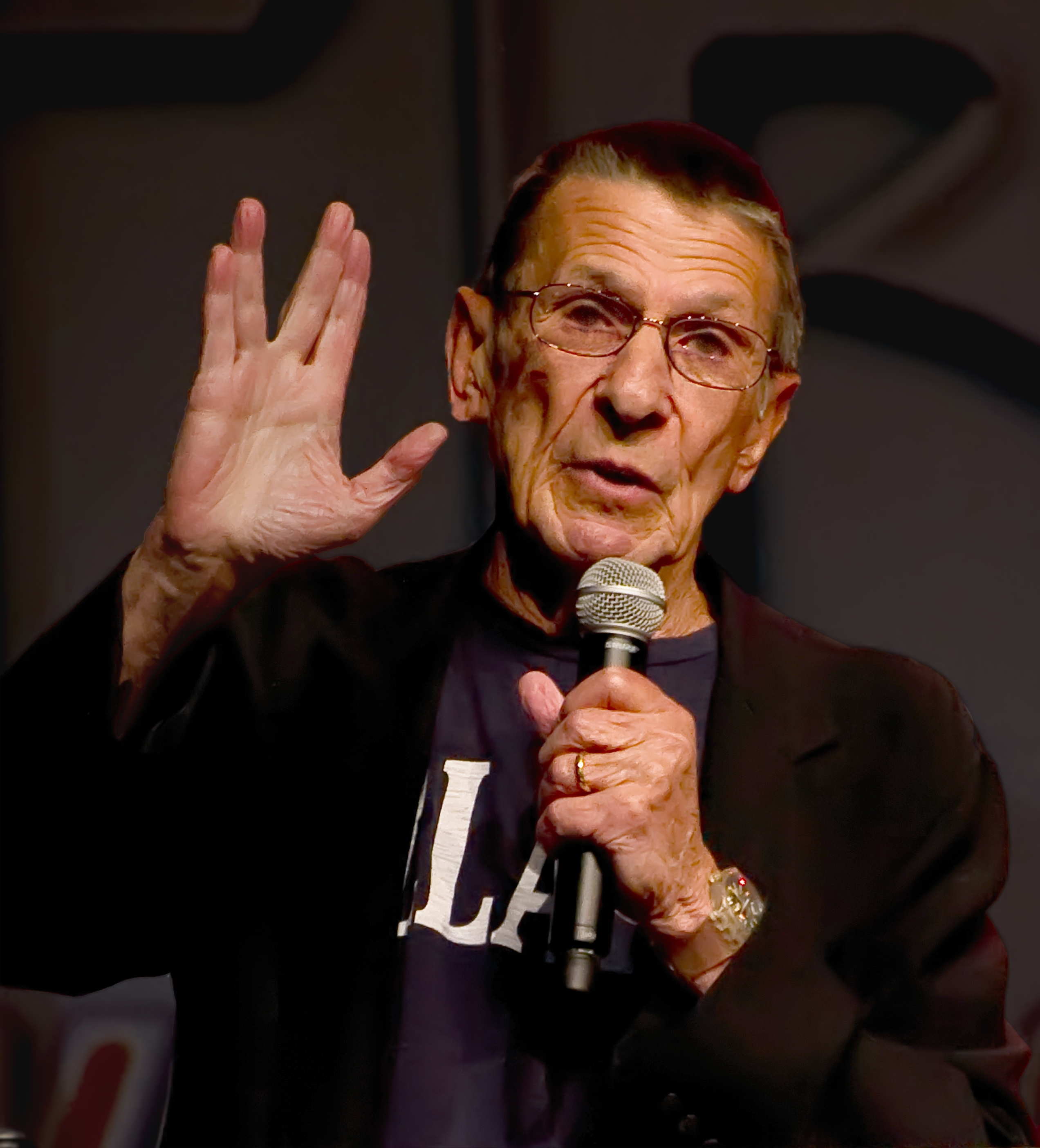
La prima delle due apparizioni di Leonard Nimoy fu nell'episodio Marge contro la monorotaia.

- Episodio 12 (9F10) - Marge contro la monorotaia
  -  Leonard Nimoy nel ruolo di sé stesso
  -  Phil Hartman nel ruolo di Lyle Langley
  -  Giorgio Locuratolo nel ruolo di Lyle Langley
- Episodio 13 (9F11) - La scelta di Selma
  -  Phil Hartman nei ruoli di Lionel Hutz, Troy McClure, Mandy Patinkin, l'annunciatore e la Security Guard
  -  Fabrizio Pucci nel ruolo di Troy McClure
  -  Maurizio Romano nel ruolo di Lionel Hutz
- Episodio 14 (9F12) - Fratello dello stesso pianeta
  -  Phil Hartman nei ruoli del Fratellone Tom e del Sig. Muntz
- Episodio 16 (9F14) - Niente birra per Homer
  -  Phil Hartman nei ruoli di Troy McClure e Lionel Hutz
  -  Fabrizio Pucci nel ruolo di Troy McClure
  -  Maurizio Romano nel ruolo di Lionel Hutz
- Episodio 17 (9F15) - Occhio per occhio, dente per dente
  -  Joyce Brothers nel ruolo di sé stessa
- Episodio 19 (9F16) - La facciata
  -  Brooke Shields nel ruolo di sé stessa
- Episodio 20 (9F18) - La festa delle mazzate
  -  Barry White nel ruolo di sé stesso
  -  Gianni Giuliano nel ruolo di Barry White
- Episodio 21 (9F20) - Marge in catene
  -  David Crosby nel ruolo di sé stesso
  -  Phil Hartman nei ruoli di Troy McClure e Lionel Hutz
  -  Fabrizio Pucci nel ruolo di Troy McClure
  -  Maurizio Romano nel ruolo di Lionel Hutz

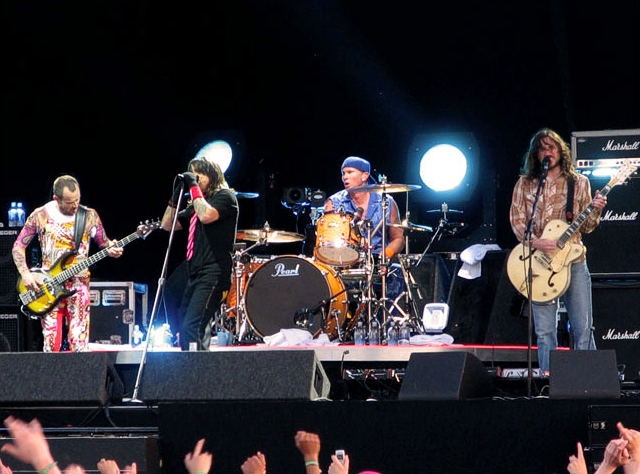
I Red Hot Chili Peppers sono stati la seconda band ad apparire nello show, nell'episodio Krusty viene kacciato.

- Episodio 22 (9F19) - Lo show di Krusty viene cancellato
  -  Barry White nel ruolo di sé stesso
  -  Gianni Giuliano nel ruolo di Barry White
  -  Johnny Carson nel ruolo di sé stesso
  -  Bette Midler nel ruolo di sé stessa
  -  Luke Perry nel ruolo di sé stesso
  -  Francesco Prando nel ruolo di Luke Perry
  -  Hugh Hefner nel ruolo di sé stesso
  -  I Red Hot Chili Peppers nel ruolo di sé stessi:
  -  Elizabeth Taylor nel ruolo di sé stessa

## Quinta stagione

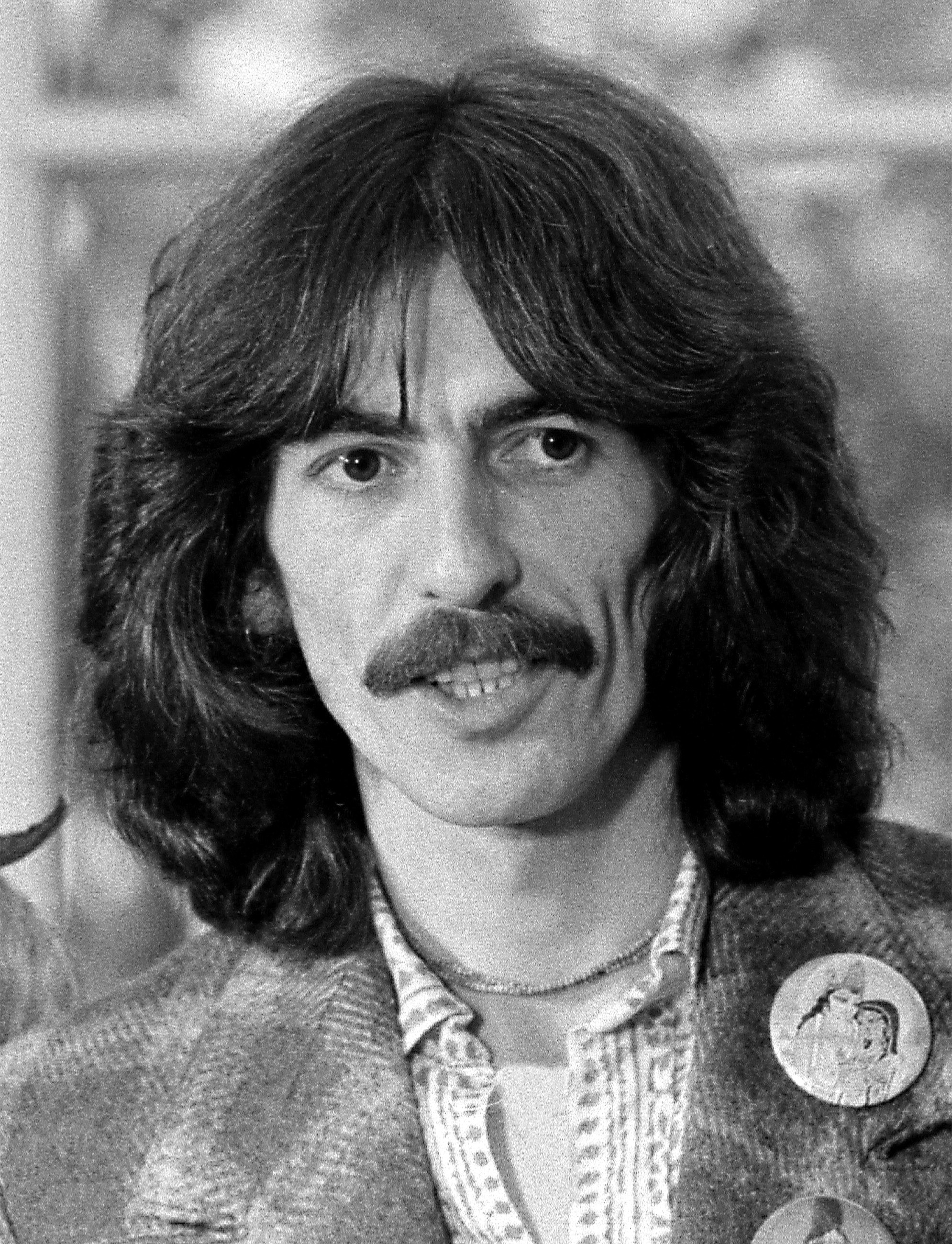
Dopo Ringo Starr, George Harrison è stato il secondo membro dei Beatles ad apparire nello show.

- Episodio 1 (9F21) - Il quartetto vocale di Homer
  -  George Harrison nel ruolo di sé stesso
  -  David Crosby nel ruolo di sé stesso
  -  I Dapper Dans cantano le canzoni dei Re Acuti:
  -  Anton Giulio Castagna e Davide Lepore cantano le canzoni dei Re Acuti
- Episodio 2 (9F22) - Il promontorio della paura
  -  Kelsey Grammer nel ruolo di Telespalla Bob
  -  Ermanno Ribaudo nel ruolo di Telespalla Bob
- Episodio 4 (1F01) - L'orsetto del cuore
  -  I Ramones nel ruolo di sé stessi
- Episodio 5 (1F04) - La paura fa novanta IV
  -  Frank Welker nel ruolo del Gremlin
  -  Phil Hartman nel ruolo di Lionel Hutz
  -  Maurizio Romano nel ruolo di Lionel Hutz
- Episodio 6 (1F03) - Marge in fuga
  -  Pamela Reed nel ruolo di Ruth Powers
  -  George Fenneman nel ruolo del Narratore di Dragnet
  -  Phil Hartman nei ruoli di Troy McClure e Lionel Hutz
  -  Fabrizio Pucci nel ruolo di Troy McClure
  -  Maurizio Romano nel ruolo di Lionel Hutz
- Episodio 7 (1F05) - Il fanciullo interiore di Bart
  -  Albert Brooks nei ruoli di Brad Goodman e McGarnigle (accreditato come A. Brooks)
  -  Rodolfo Bianchi nel ruolo di Brad Goodman
  -  James Brown nel ruolo di sé stesso
  -  Phil Hartman nel ruolo di Troy McClure
  -  Fabrizio Pucci nel ruolo di Troy McClure

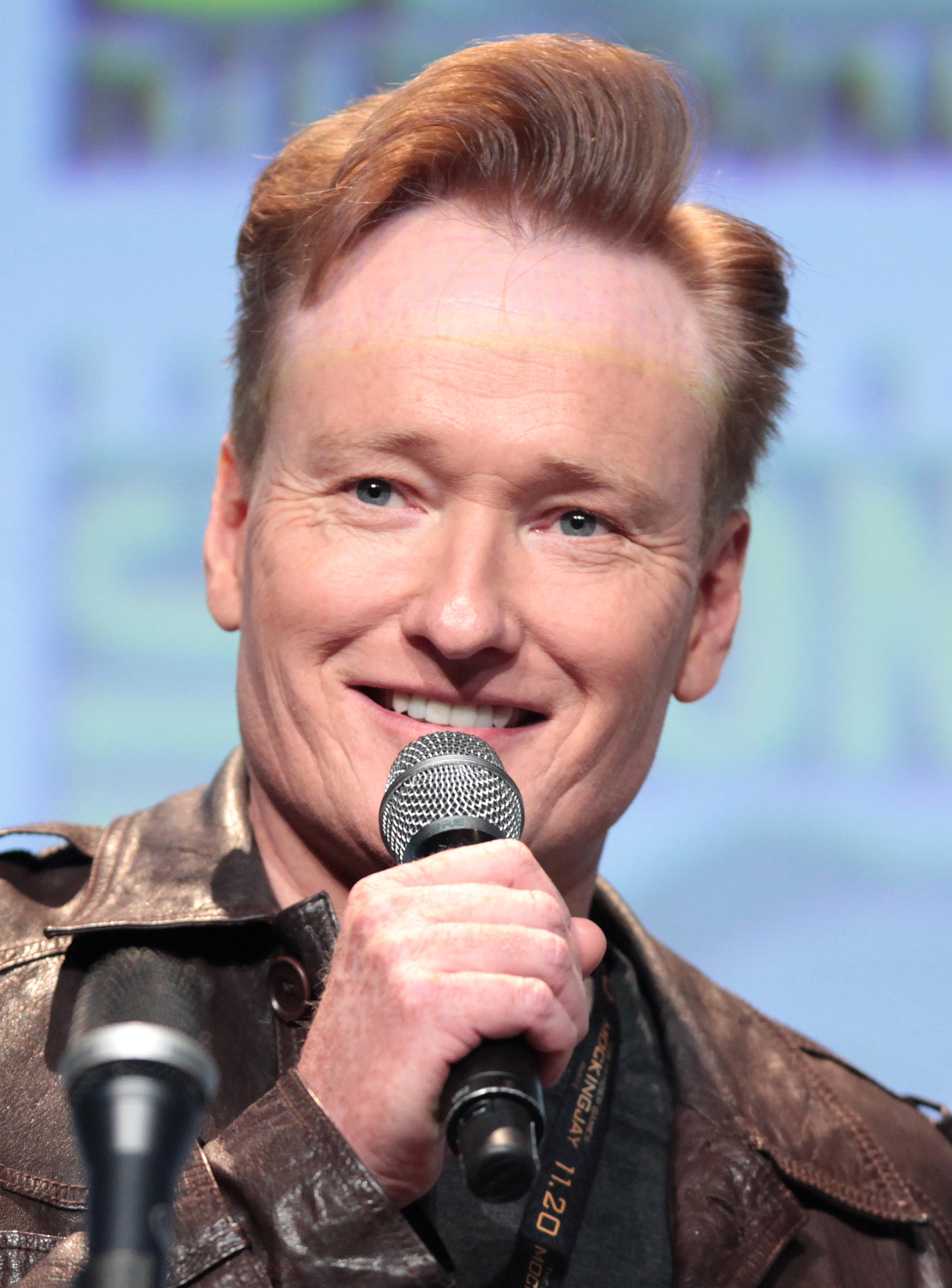
Conan O'Brien, prima di partecipare al doppiaggio della serie come guest star, ne era già stato sceneggiatore.

- Episodio 8 (1F06) - Finché la barca va...
  -  Ernest Borgnine nel ruolo di sé stesso
  -  Sergio Fiorentini nel ruolo di Ernest Borgnine
- Episodio 9 (1F07) - L'ultima tentazione di Homer
  -  Michelle Pfeiffer nel ruolo di Mindy Simmons
  -  Valeria Marini nel ruolo di Mindy Simmons
  -  Werner Klemperer nel ruolo del Colonnello Klink
  -  Phil Hartman nel ruolo di Lionel Hutz
  -  Maurizio Romano nel ruolo di Lionel Hutz
- Episodio 10 (1F08) - $pringfield
  -  Robert Goulet nel ruolo di sé stesso
  -  Gerry Cooney nel ruolo di sé stesso
  -  Ferruccio Amendola nel ruolo di Rain Man
- Episodio 11 (1F09) - Homer il vigilante
  -  Sam Neill nel ruolo di Molloy il ladro di appartamenti
- Episodio 12 (1F11) - Bart diventa famoso
  -  Conan O'Brien nel ruolo di sé stesso
- Episodio 13 (1F10) - Homer e Apu
  -  James Woods nel ruolo di sé stesso
  -  Rodolfo Bianchi nel ruolo di James Woods
- Episodio 14 (1F12) - Lisa contro Malibu Stacy
  -  Kathleen Turner nel ruolo di Stacy Lovell
  -  Leo Gullotta nel ruolo di Stacy Lovell

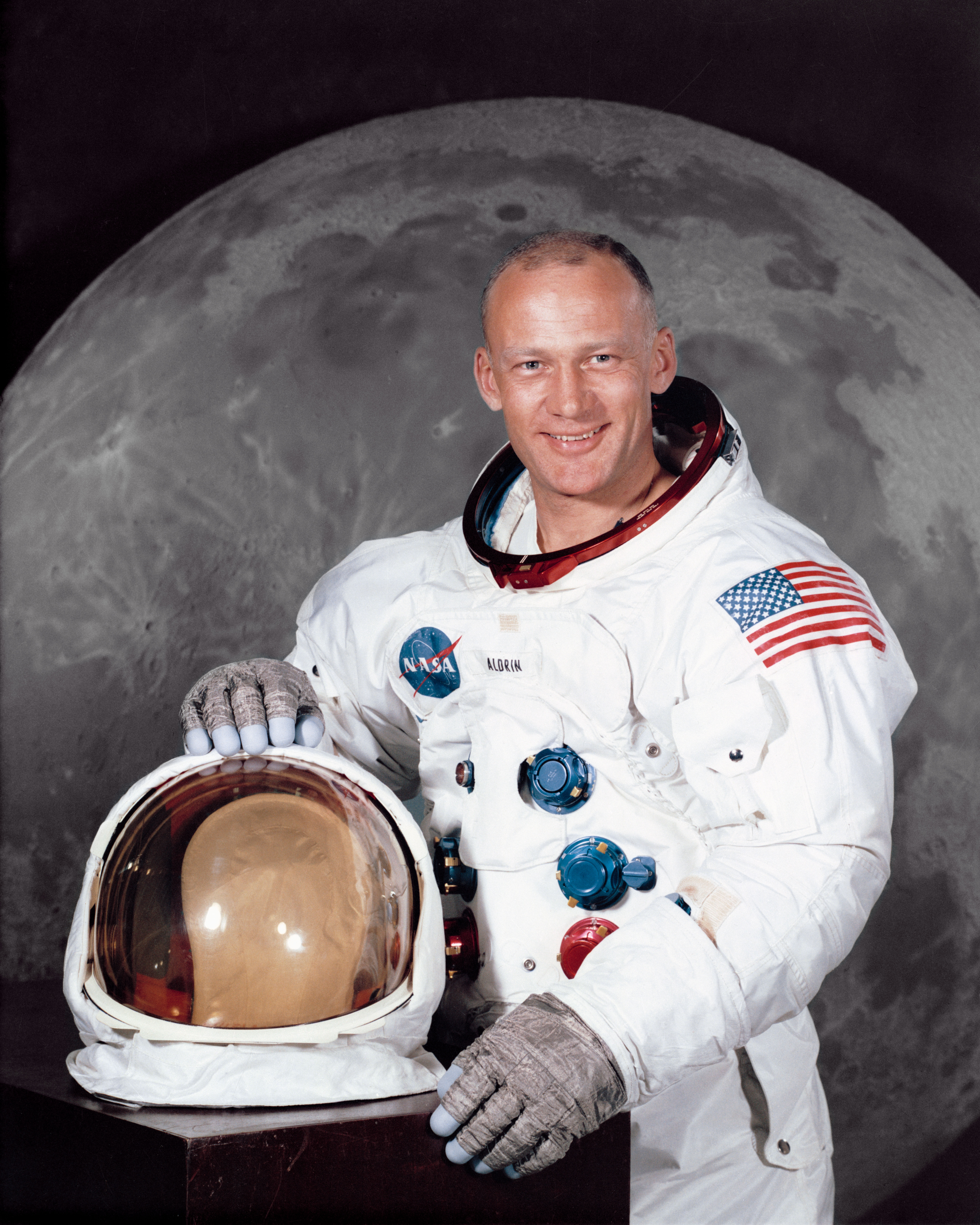
Buzz Aldrin è apparso nell'episodio Homer nello spazio profondo.

- Episodio 15 (1F13) - Homer nello spazio profondo
  -  James Taylor nel ruolo di sé stesso
  -  Massimo Giuliani nel ruolo di James Taylor
  -  Buzz Aldrin nel ruolo di sé stesso
  -  Saverio Moriones nel ruolo di Buzz Aldrin
- Episodio 18 (1F16) - L'erede di Burns
  -  Phil Hartman nel ruolo di Lionel Hutz
  -  Maurizio Romano nel ruolo di Lionel Hutz
- Episodio 19 (1F18) - Il direttore in grigioverde
  -  Frank Welker nel ruolo del Piccolo aiutante di Babbo Natale
  -  Gianfranco D'Angelo nel ruolo del Sovrintendente Chalmers
- Episodio 20 (1F19) - Il ragazzo che sapeva troppo
  -  Phil Hartman nel ruolo di Lionel Hutz
  -  Maurizio Romano nel ruolo di Lionel Hutz
- Episodio 21 (1F21) - L'amante di Lady Bouvier
  -  Phil Hartman nei ruoli di Troy McClure
  -  Fabrizio Pucci nel ruolo di Troy McClure
- Episodio 22 (1F20) - Episodi de I Simpson (quinta stagione)#I segreti di un matrimonio felice
  -  Phil Hartman nel ruolo di Lionel Hutz
  -  Maurizio Romano nel ruolo di Lionel Hutz

## Sesta stagione
- Episodio 2 (1F17) - La rivale di Lisa
  -  Winona Ryder nel ruolo di Allison Taylor
  -  Sandra Mondaini nel ruolo di Allison Taylor
- Episodio 5 (2F02) - Telespalla Bob Roberts
  -  Kelsey Grammer nel ruolo di Telespalla Bob
  -  Dr. Demento nel ruolo di sé stesso
  -  Larry King nel ruolo di sé stesso
  -  Henry Corden nel ruolo di Fred Flintstone
  -  Phil Hartman nel ruolo di Lionel Hutz
  -  Maurizio Romano nel ruolo di Lionel Hutz
- Episodio 6 (2F03) - La paura fa novanta V
  -  James Earl Jones nel ruolo di Maggie Simpson (segmento Tempo e punizione)

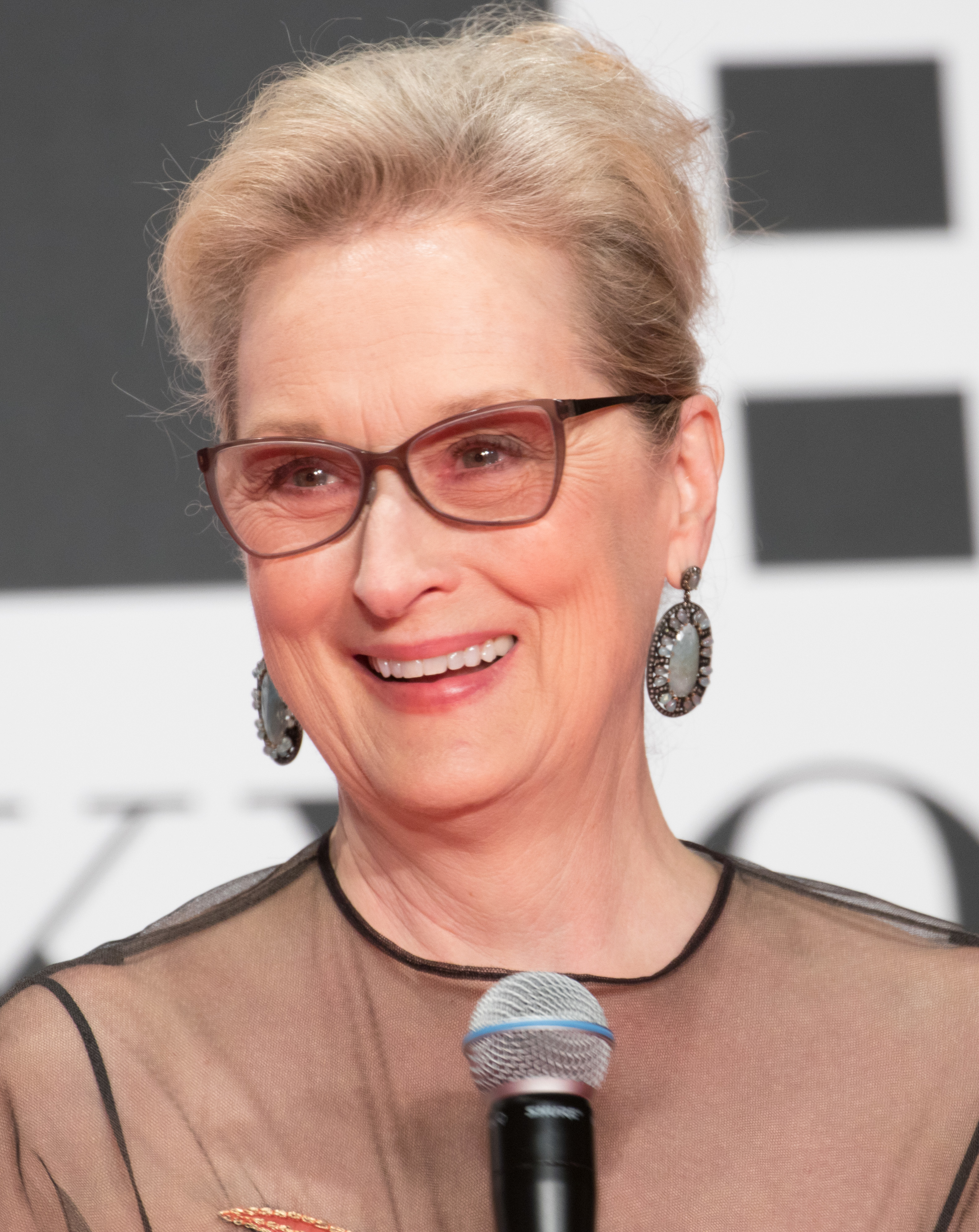
Meryl Streep è apparsa nel ruolo di Jessica Lovejoy.

- Episodio 7 (2F04) - La fidanzatina di Bart
  -  Meryl Streep nel ruolo di Jessica Lovejoy
  -  Laura Boccanera nel ruolo di Jessica Lovejoy
- Episodio 9 (2F06) - Homer l'acchiappone
  -  Dennis Franz nel ruolo di sé stesso (mentre interpreta il personaggio di Homer Simpson)
- Episodio 10 (2F07) - Il nonno contro l'incapacità sessuale
  -  Phil Hartman nel ruolo di Troy McClure
  -  Fabrizio Pucci nel ruolo di Troy McClure
- Episodio 11 (2F08) - Paura di volare
  -  Ted Danson nel ruolo di Sam Malone
  -  Woody Harrelson nel ruolo di Woody Boyd
  -  Rhea Perlman nel ruolo di Carla Tortelli
  -  John Ratzenberger nel ruolo di Cliff Claven
  -  George Wendt nel ruolo di Norm Peterson
  -  Anne Bancroft nel ruolo della Dr.ssa Zweig
  -  Angiola Baggi nel ruolo della Dr.ssa Zweig
- Episodio 12 (2F09) - Homer il grande
  -  Patrick Stewart nel ruolo di Numero Uno
  -  Vittorio Amandola nel ruolo di Numero Uno
- Episodio 13 (2F10) - E con Maggie son tre
  - Nessuno[2]
- Episodio 14 (2F11) - La cometa di Bart
  - Nessuno[2]

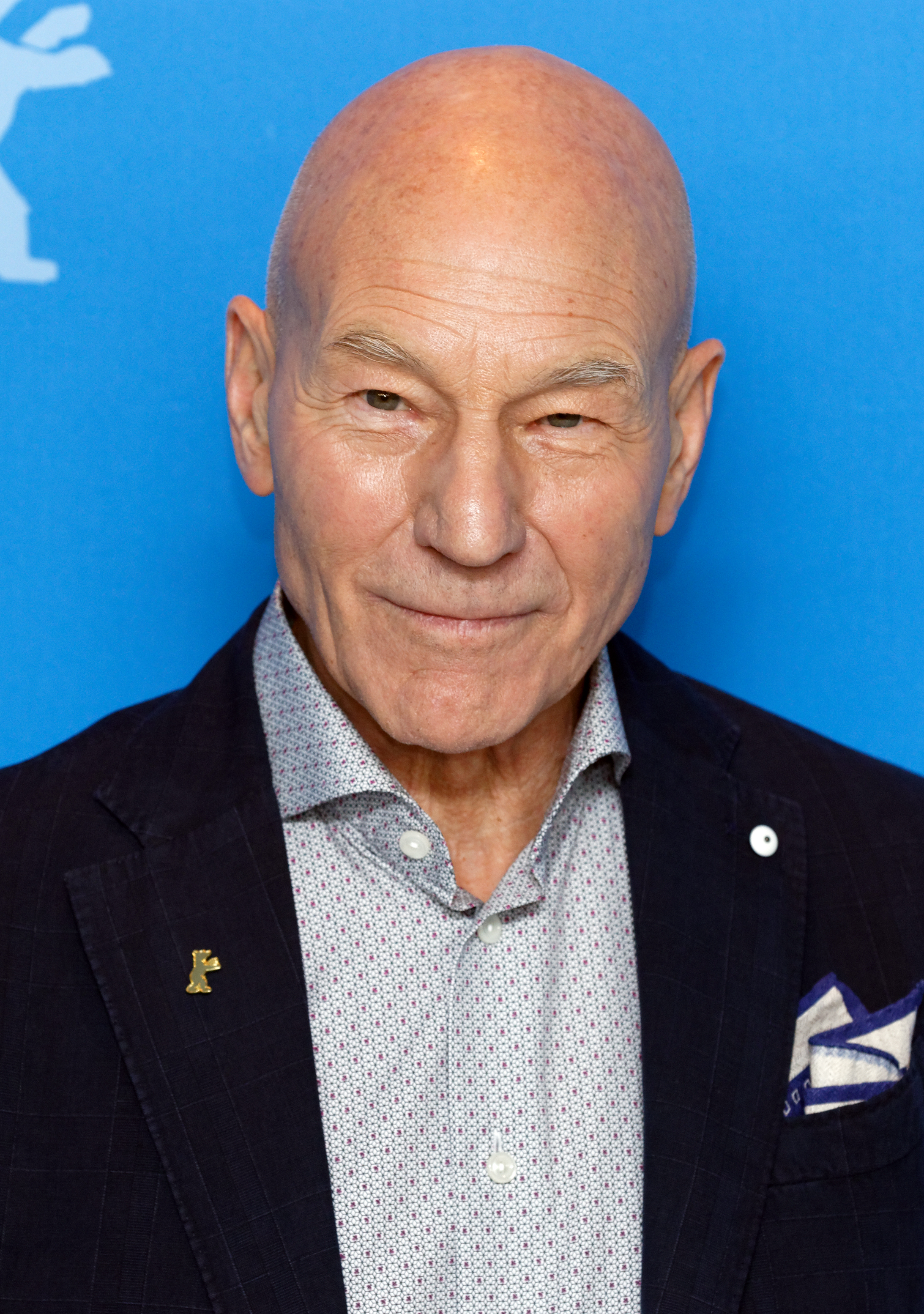
Patrick Stewart è apparso nell'episodio Homer il grande.

- Episodio 15 (2F12) - Homer il Clown
  -  Dick Cavett nel ruolo di sé stesso
  -  Johnny Unitas nel ruolo di sé stesso
  -  Joe Mantegna nel ruolo di Tony Ciccione
- Episodio 16 (2F13) - Bart contro l'Australia
  -  Phil Hartman nel ruolo di Evan Conover
- Episodio 17 (2F14) - Homer contro Patty & Selma
  -  Mel Brooks nel ruolo di sé stesso
  -  Susan Sarandon nel ruolo dell'insegnante di danza
  -  Gianni Bonagura nel ruolo di Mel Brooks
- Episodio 18 (2F31) - Il Film Festival di Springfield
  -  Jon Lovitz nel ruolo di Jay Sherman
  -  Maurice LaMarche nel ruolo di George C. Scott
  -  Phil Hartman nel ruolo Charlton Heston in Ben-Hur
  -  Giorgio Gori nel ruolo di Jay Sherman
- Episodio 19 (2F15) - Il matrimonio di Lisa
  -  Mandy Patinkin nel ruolo di Hugh Parkfield
  -  Phil Hartman nel ruolo di Troy McClure
- Episodio 20 (2F18) - La carica delle due dozzine e uno
  -  Frank Welker nel ruolo del Piccolo Aiutante di Babbo Natale e dei cuccioli
- Episodio 22 (2F32) - Musica maestro
  -  Ron Taylor nel ruolo di Gengive Sanguinanti Murphy
  -  Steve Allen nel ruolo di sé stesso
  -  Phil Hartman nel ruolo di Lionel Hutz
- Episodio 23 (2F21) - Il braccio violento della legge a Springfield
  -  Phil Hartman nel ruolo di Lionel Hutz
- Episodio 25 (2F16) - Chi ha sparato al signor Burns? (prima parte)
  -  Tito Puente nel ruolo di sé stesso
  -  Giorgio Lopez nel ruolo di Tito Puente

## Settima stagione

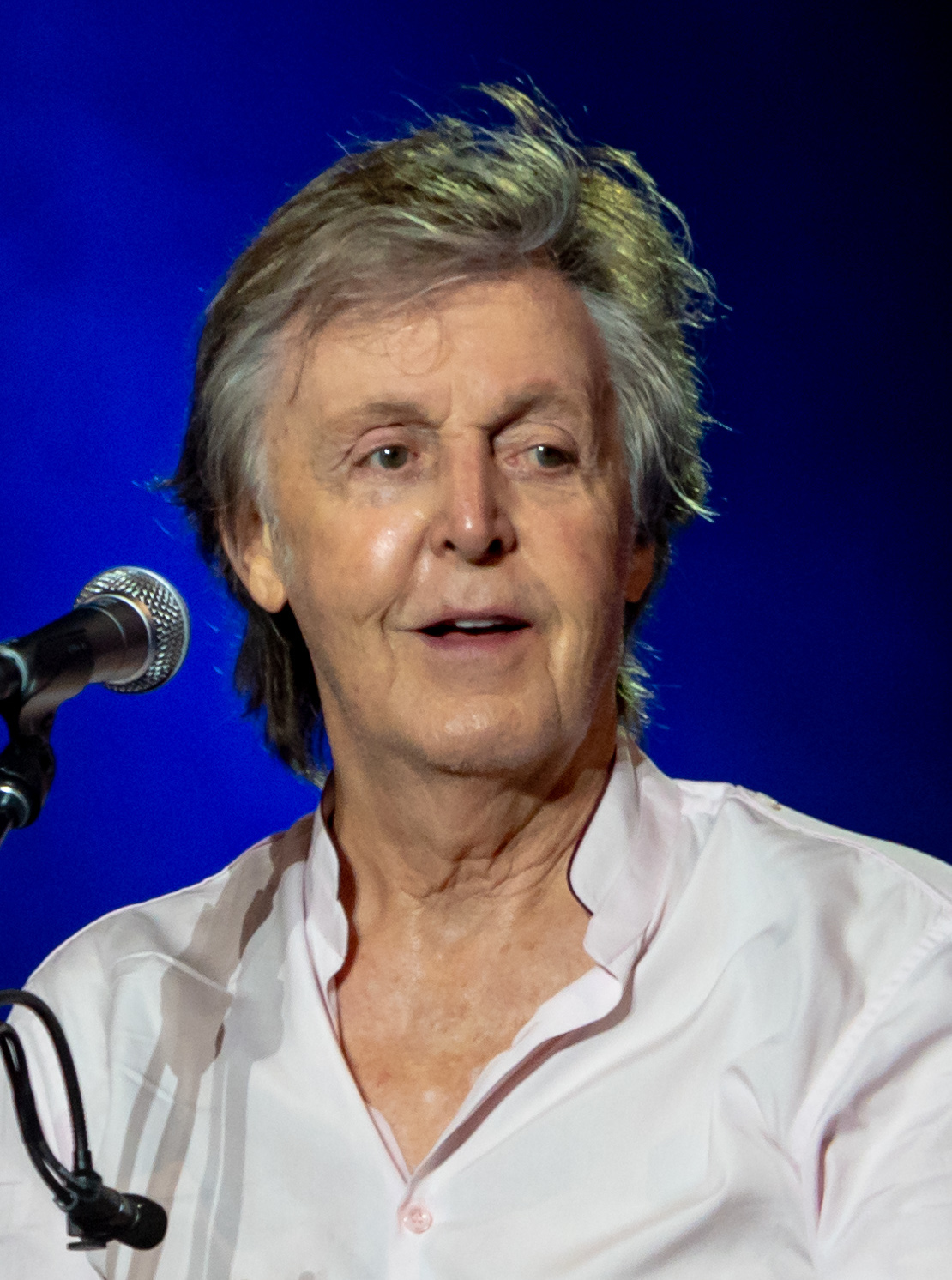
Paul McCartney guest star accanto a sua moglie Linda.

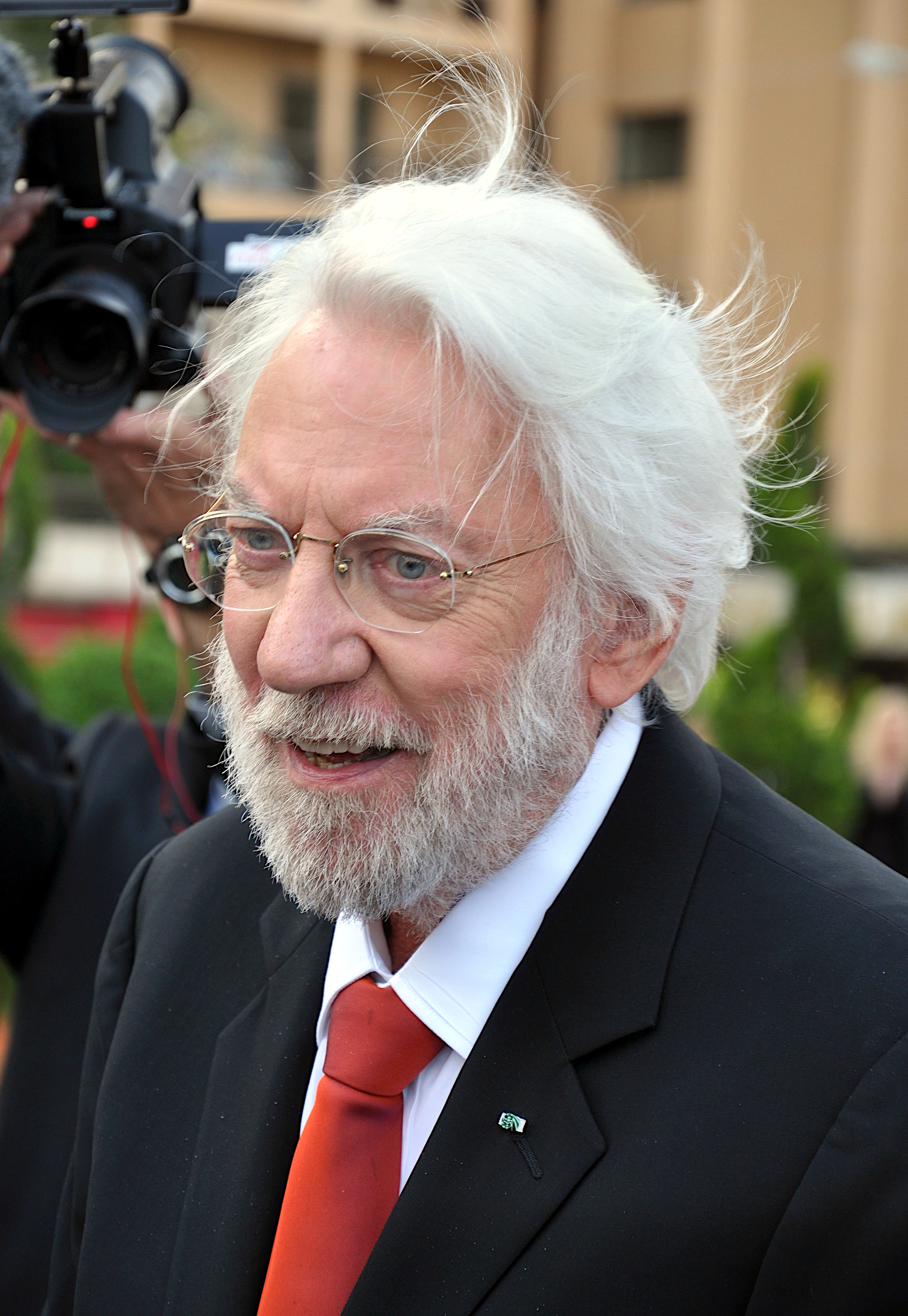
Donald Sutherland appare nel ruolo di Hollis Hurlbut.

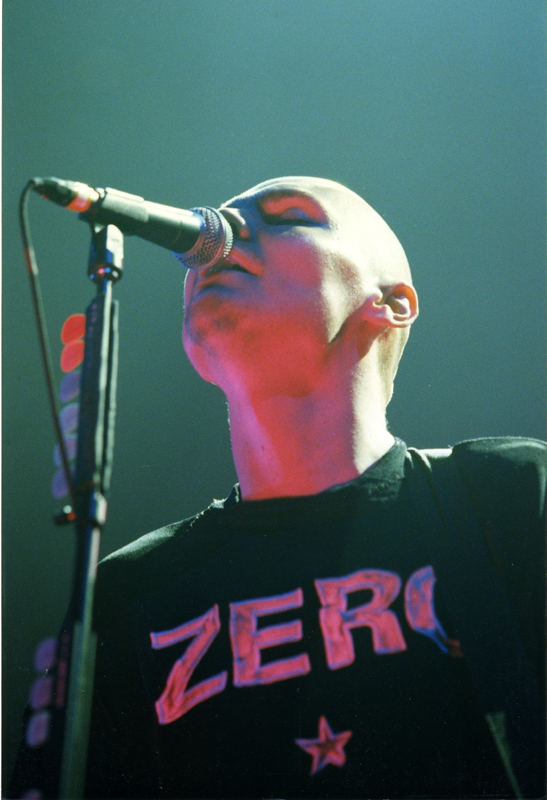
Billy Corgan appare con il resto dei The Smashing Pumpkins.

- Episodio 1 (2F20) - Chi ha sparato al signor Burns? (seconda parte)
  -  Tito Puente nel ruolo di sé stesso[3]
  -  Giorgio Lopez nel ruolo di Tito Puente
- Episodio 2 (2F17) - L'uomo radioattivo
  -  Mickey Rooney nel ruolo di sé stesso
  -  Phil Hartman nel ruolo di Lionel Hutz
  -  Gil Baroni nel ruolo di Mickey Rooney
- Episodio 3 (3F01) - Casa dolce casettina-uccia-ina-ina
  -  Joan Kenley nel ruolo della voce telefonica
  -  Frank Welker nel ruolo della scimmia
- Episodio 5 (3F03) - Lisa la vegetariana
  -  Paul McCartney nel ruolo di sé stesso
  -  Linda McCartney nel ruolo di sé stessa
  -  Phil Hartman nel ruolo di Troy McClure
  -  Saverio Moriones nel ruolo di Paul McCartney
- Episodio 6 (3F04) - La paura fa novanta VI
  -  Paul Anka nel ruolo di sé stesso
- Episodio 7 (3F05) - Maxi Homer
  -  Joan Kenley nel ruolo della voce telefonica
- Episodio 8 (3F06) - Mamma Simpson
  -  Glenn Close nel ruolo di Mona Simpson
  -  Harry Morgan nel ruolo di Bill Gannon della serie televisiva Dragnet
  -  Ludovica Modugno nel ruolo di Mona Simpson
- Episodio 9 (3F08) - L'ultimo sfavillio di Telespalla Bob
  -  Kelsey Grammer nel ruolo di Telespalla Bob
  -  R. Lee Ermey nel ruolo del Colonnello Leslie Hapablap
  -  Saverio Moriones nel ruolo di Colonnello Leslie Hapablap
- Episodio 10 (3F31) - Il 138º episodio spettacolare
  -  Glenn Close nel ruolo di Mona Simpson
  -  Phil Hartman nel ruolo di Troy McClure e Lionel Hutz
- Episodio 11 (3F07) - Marge non essere orgogliosa
  -  Lawrence Tierney nel ruolo del detective Don Brodka
  -  Phil Hartman nel ruolo di Troy McClure
  -  Bruno Conti nel ruolo di Don Brodka
- Episodio 14 (3F11) - Scene di lotta di classe a Springfield
  -  Tom Kite nel ruolo di sé stesso
- Episodio 15 (3F12) - Bart la spia
  -  Bob Newhart nel ruolo di sé stesso
  -  Phil Hartman nel ruolo di Troy McClure
- Episodio 16 (3F13) - Lisa l'iconoclasta
  -  Donald Sutherland nel ruolo di Hollis Hurlbut
  -  Phil Hartman nel ruolo di Troy McClure
- Episodio 18 (3F16) - Il giorno che morì la violenza
  -  Kirk Douglas nel ruolo di Chester J. Lampwick
  -  Alex Rocco nel ruolo di Roger Meyers, Jr.
  -  Jack Sheldon nel ruolo di un antropomorfico emendamento costituzionale
  -  Suzanne Somers nel ruolo di sé stessa
  -  Phil Hartman nel ruolo di Lionel Hutz
  -  Franco Chillemi nel ruolo di Chester J. Lampwick
- Episodio 19 (3F15) - Un pesce di nome Selma
  -  Jeff Goldblum nel ruolo di MacArthur Parker
  -  Phil Hartman nel ruolo di Troy McClure e Tony Ciccione
  -  Danilo De Girolamo nel ruolo di MacArthur Parker
- Episodio 20 (3F17) - Bart girandolone
  -  Jim Lau nel ruolo di un dottore di Hong Kong
- Episodio 21 (3F18) - 22 cortometraggi di Springfield
  -  Phil Hartman nel ruolo di Lionel Hutz e del Presidente dell'ospedale
- Episodio 23 (3F20) - Tanto Apu per niente
  -  Joe Mantegna nel ruolo di Tony Ciccione
- Episodio 24 (3F21) - Homerpalooza
  -  Peter Frampton nel ruolo di sé stesso
  -  The Smashing Pumpkins nel ruolo di sé stessi
    - Billy Corgan nel ruolo di sé stesso
    - James Iha nel ruolo di sé stesso
    - D'arcy Wretzky nel ruolo di sé stessa
    - Jimmy Chamberlin nel ruolo di sé stesso

  -  Cypress Hill nel ruolo di sé stessi
    - Sen Dog nel ruolo di sé stesso
    - B-Real nel ruolo di sé stesso
    - DJ Muggs nel ruolo di sé stesso

  -  Sonic Youth nel ruolo di sé stessi, suonano anche una versione Grunge nei titoli di coda
    - Thurston Moore nel ruolo di sé stesso
    - Lee Ranaldo nel ruolo di sé stesso
    - Kim Gordon nel ruolo di sé stessa
    - Steve Shelley nel ruolo di sé stesso
- Episodio 25 (3F22) - Un mare di amici
  -  Christina Ricci nel ruolo di Erin

## Ottava stagione

Gillian Anderson apparsa con il co-protagonista di The X-Files David Duchovny nel ruolo dei loro personaggi Fox Mulder e Dana Scully.

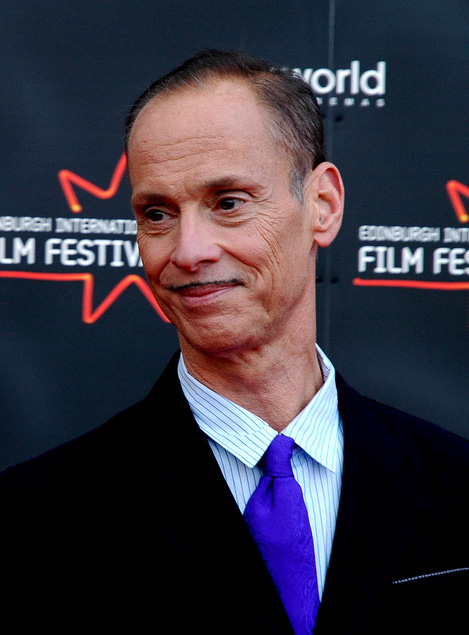
John Waters guest star in La fobia di Homer.

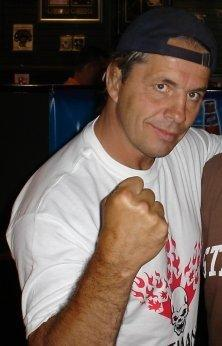
Bret Hart, l'unico wrestler professionista apparso come guest star nei Simpson, fino ad ora.

- Episodio 1 (4F02) - La paura fa novanta VII
  -  Phil Hartman nel ruolo di Bill Clinton
- Episodio 2 (3F23) - Si trasloca solo due volte
  -  Albert Brooks nel ruolo di Hank Scorpio
  -  Sally Stevens canta Scorpio nei titoli di coda
  -  Andrea Ward nel ruolo di Hank Scorpio
- Episodio 3 (4F03) - Homer toro scatenato
  -  Paul Winfield nel ruolo di Lucious Sweet
  -  Michael Buffer nel ruolo di sé stesso
- Episodio 4 (4F05) - Burns Baby Burns
  -  Rodney Dangerfield nel ruolo di Larry Burns
  -  Maurizio Reti nel ruolo di Larry Burns
- Episodio 8 (4F07) - Uragano Neddy
  -  Jon Lovitz nel ruolo di Jay Sherman della sit-com The Critic
- Episodio 9 (3F24) - Il viaggio misterioso di Homer
  -  Johnny Cash nel ruolo del coyote spirito guida di Homer
  -  Gerolamo Alchieri nel ruolo del coyote spirito guida di Homer
- Episodio 10 (3G01) - Springfield Files
  -  Leonard Nimoy nel ruolo di sé stesso
  -  David Duchovny nel ruolo dell'agente dell'FBI Fox Mulder
  -  Gillian Anderson nel ruolo dell'agente dell'FBI Dana Scully
  -  Gianni Bersanetti nel ruolo dell'agente dell'FBI Fox Mulder
  -  Claudia Catani nel ruolo dell'agente dell'FBI Dana Scully
- Episodio 11 (4F08) - Il mondo iellato di Marge Simpson
  -  Jack Lemmon nel ruolo di Frank Ormand
  -  Joe Mantegna nel ruolo di Tony Ciccione
- Episodio 14 (4F12) - Lo show di Grattachecca e Fichetto e Pucci
  -  Alex Rocco nel ruolo di Roger Meyers Jr.
  -  Phil Hartman nel ruolo di Troy McClure
- Episodio 15 (4F11) - La fobia di Homer
  -  John Waters nel ruolo di John
  -  Gerolamo Alchieri nel ruolo di John
- Episodio 16 (4F14) - Fratelli coltelli
  -  David Hyde Pierce nel ruolo di Cecil Terwilliger e dell'uomo nella folla
  -  Kelsey Grammer nel ruolo di Telespalla Bob Terwilliger
  -  Francesco Prando nel ruolo di Cecil Terwilliger
- Episodio 18 (4F15) - Homer contro il 18º emendamento
  -  Dave Thomas nel ruolo di Rex Banner
  -  Joe Mantegna nel ruolo di Tony Ciccione
  -  Stefano De Sando nel ruolo di Rex Banner
- Episodio 19 (4F09) - Una scuola elementare confidenziale
  -  Marcia Wallace nel ruolo di Edna Caprapall
- Episodio 20 (4F16) - L'ammutinamento canino
  -  Frank Welker nel ruolo di Laddie
- Episodio 21 (4F17) - Il vecchio e Lisa
  -  Bret Hart nel ruolo di sé stesso
- Episodio 22 (4F18) - In Marge abbiamo fede
  -  Frank Welker nel ruolo dei babbuini
  -  Gedde Watanabe nel ruolo del caposquadra della fabbrica
  -  Sab Shimono nel ruolo dell'operaio della fabbrica e di Mr. Brillio
- Episodio 23 (4F19) - Il nemico di Homer
  -  Frank Welker nel ruolo di un cane vice presidente esecutivo
- Episodio 24 (4F20) - La bacheca della serie dalla serie "I Simpson"
  -  Gailard Sartain nel ruolo di Gran Papino
  -  Tim Conway nel ruolo di sé stesso
  -  Phil Hartman nel ruolo di Troy McClure
- Episodio 25 (4F21) - La guerra segreta di Lisa Simpson
  -  Willem Dafoe nel ruolo del comandante della scuola militare

## Nona stagione

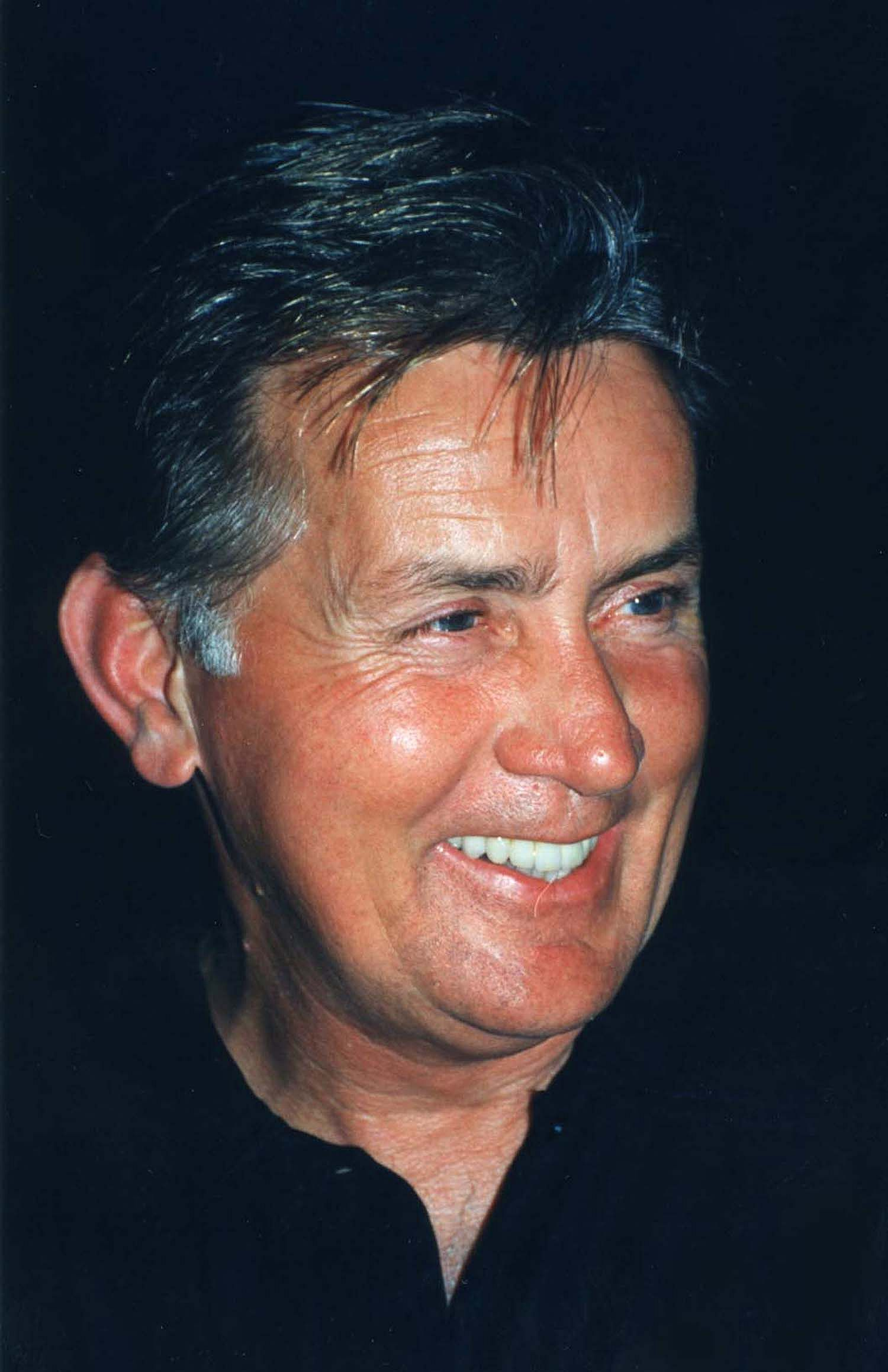
Martin Sheen ha fornito la voce al vero preside Seymour Skinner.

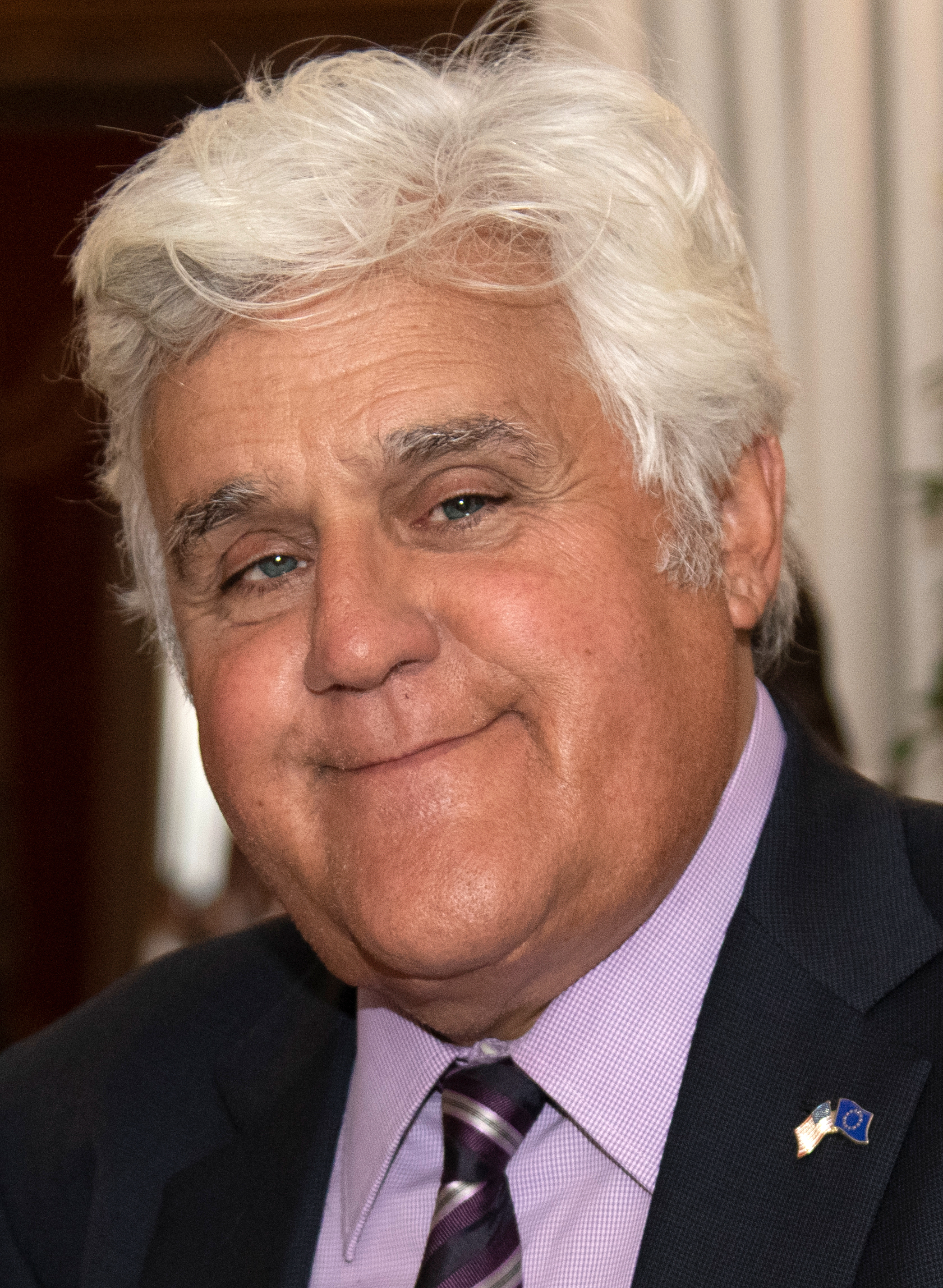
Jay Leno appare nel ruolo di sé stesso nell'episodio L'ultima tentazione di Krusty.

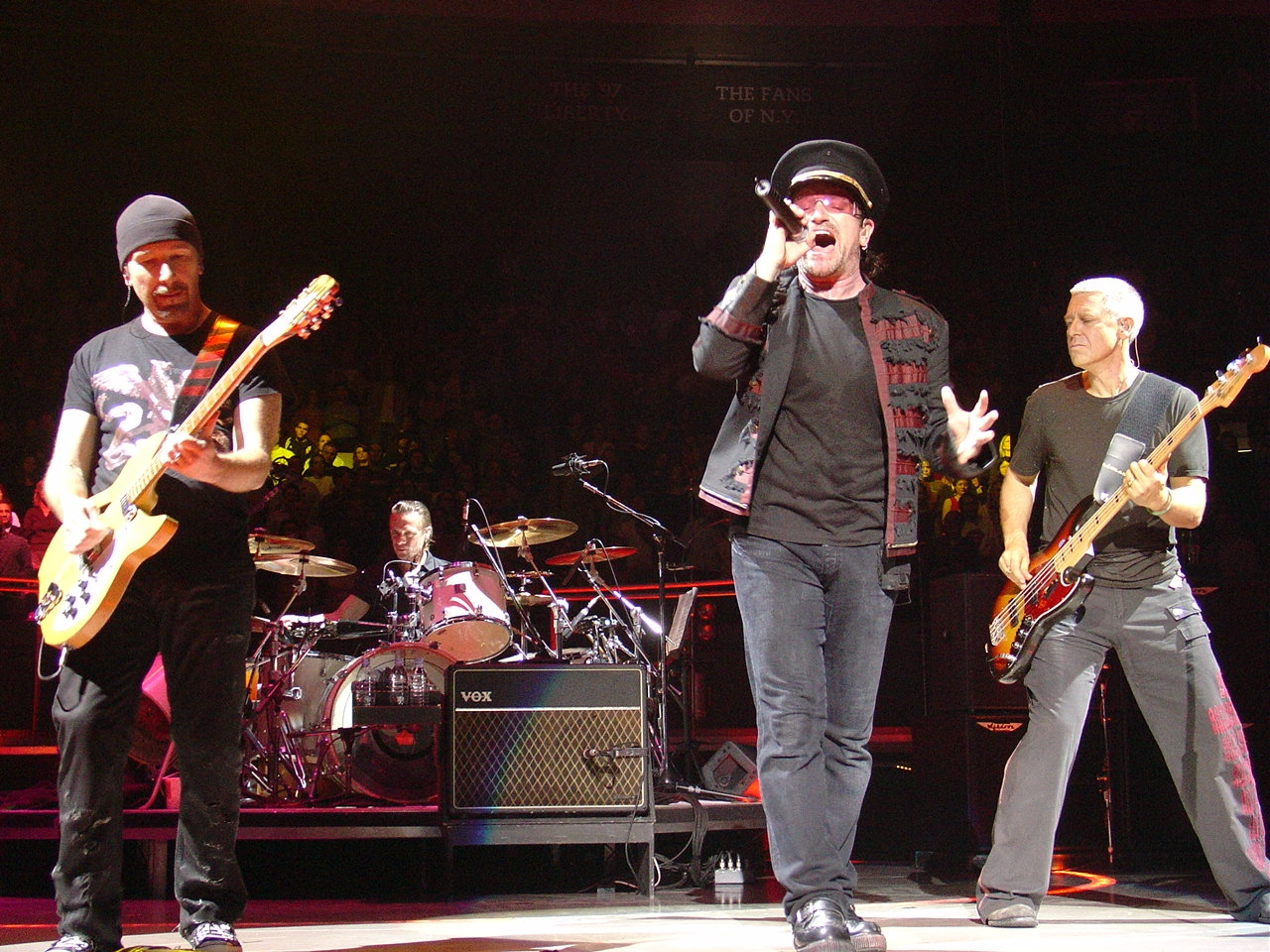
U2, senza Larry Mullen, Jr., appaiono come guest star in Spazzatura fra i titani.

- Episodio 1 (4F22) - La città di New York contro Homer
  -  Joan Kenley nel ruolo della voce telefonica
- Episodio 2 (4F23) - Il direttore e il povero
  -  Martin Sheen nel ruolo del vero preside Seymour Skinner
  -  Paolo Liguori nel ruolo del vero preside Seymour Skinner
- Episodio 3 (3G02) - Il sassofono di Lisa
  -  Fyvush Finkel nel ruolo di sé stesso
- Episodio 6 (5F03) - Bart star del football
  -  Joe Namath nel ruolo di sé stesso
  -  Mike Judge nel ruolo di Hank Hill
  -  Roy Firestone nel ruolo di sé stesso
- Episodio 7 (5F04) - Le due signore Nahasapeemapetilon
  -  Andrea Martin nel ruolo della madre di Apu
  -  Jan Hooks nel ruolo di Manjula Nahasapeemapetilon
- Episodio 8 (5F05) - Lisa la scettica
  -  Stephen Jay Gould nel ruolo di sé stesso
  -  Phil Hartman nel ruolo di Lionel Hutz
- Episodio 9 (5F06) - La donna immobile
  -  Phil Hartman nel ruolo di Lionel Hutz (ultima esibizione nel ruolo di Lionel Hutz)
  -  Paolo Bonolis nel ruolo di Lionel Hutz
- Episodio 10 (5F07) - Miracolo su Evergreen Terrace
  -  Alex Trebek nel ruolo di sé stesso
- Episodio 12 (5F08) - Bart giostraio
  -  Jim Varney nel ruolo di Cooter
  -  Vittorio Sgarbi nel ruolo di Cooter
- Episodio 14 (5F11) - Il pulmino per bambini
  -  James Earl Jones nel ruolo del narratore
  -  Jack Ong nel ruolo del pescatore cinese
  -  Phil Hartman nel ruolo di Troy McClure
- Episodio 15 (5F10) - L'ultima tentazione di Krusty
  -  Jay Leno nel ruolo di sé stesso
  -  Bruce Baum nel ruolo di sé stesso
  -  Janeane Garofalo nel ruolo di sé stessa
  -  Bobcat Goldthwait nel ruolo di sé stesso
  -  Steven Wright nel ruolo di sé stesso
  -  Hank Williams canta Canyonero!
- Episodio 16 (5F12) - Imbroglio imbrogliato
  -  Helen Hunt nel ruolo di Renee
  -  Veronica Pivetti nel ruolo di Renee
- Episodio 17 (4F24) - Lisa la Simpson
  -  Phil Hartman nel ruolo di Troy McClure
- Episodio 18 (5F13) - Il Winchesterino
  -  Phil Hartman nel ruolo di Troy McClure
- Episodio 19 (3G04) - Marinaio Homer
  -  Rod Steiger nel ruolo del capitano Tenille
  -  Bob Denver nel ruolo di sé stesso
- Episodio 20 (5F14) - Guai da un trilione di dollari
  -  Paul Winfield nel ruolo di Lucious Sweet
- Episodio 22 (5F09) - Spazzatura fra i titani
  -  Steve Martin nel ruolo di Ray Patterson
  -  U2 nel ruolo di sé stessi:[4]
    - Bono nel ruolo di sé stesso
    - The Edge nel ruolo di sé stesso
    - Adam Clayton nel ruolo di sé stesso

  -  Paul McGuinness nel ruolo di sé stesso
  -  Susie Smith nel ruolo di sé stessa
  -  Franco Zucca nel ruolo di Ray Patterson
- Episodio 23 (5F16) - Il re delle montagne
  -  Brendan Fraser nel ruolo di Brad
  -  Steven Weber nel ruolo di Neil

## Decima stagione

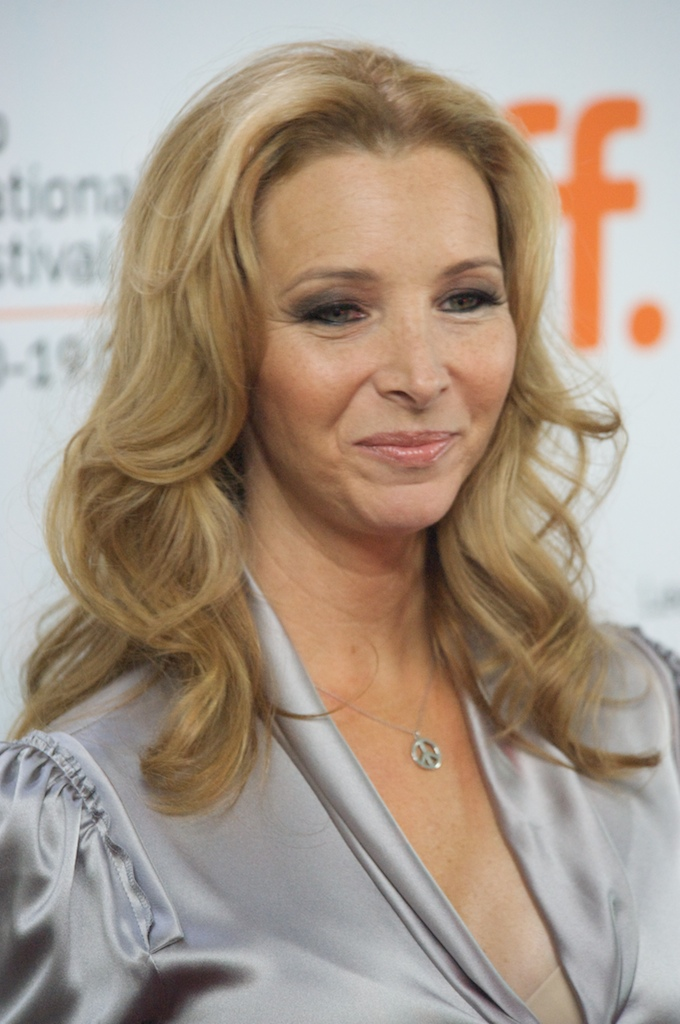
L'attrice Lisa Kudrow voce di Alex Whitney.

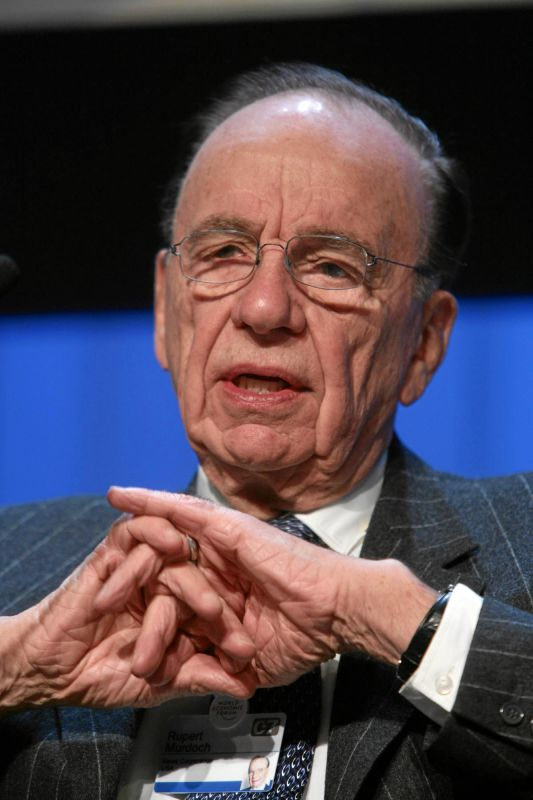
Rupert Murdoch proprietario della News Corp. nel ruolo di sé stesso nell'episodio Domenica, orrenda domenica.

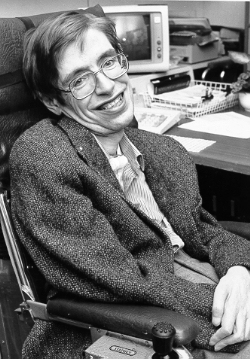
Prima apparizione di Stephen Hawking nello show.

- Episodio 1 (5F20) - Tanto va Homer al lardo che...
  -  Lisa Kudrow nel ruolo di Alex Whitney
  -  Monica Bertolotti nel ruolo di Alex Whitney
- Episodio 2 (5F21) - L'inventore di Springfield
  -  William Daniels nel ruolo di KITT
- Episodio 3 (5F22) - Mamma Bart
  -  Phil Hartman nel ruolo di Troy McClure (Ultima apparizione nel ruolo di Troy McClure e nell'intero show)
- Episodio 4 (AABF01) - La paura fa novanta IX
  -  Robert Englund nel ruolo di Freddy Krueger
  -  Ed McMahon nel ruolo di sé stesso
  -  Jerry Springer nel ruolo di sé stesso
  -  Regis Philbin nel ruolo di sé stesso (Filmati video di vita reale)
  -  Kathie Lee Gifford nel ruolo di sé stessa (Filmati video di vita reale)
- Episodio 5 (5F19) - Dalle stelle alle stalle
  -  Alec Baldwin nel ruolo di sé stesso
  -  Kim Basinger nel ruolo di sé stessa
  -  Ron Howard nel ruolo di sé stesso
  -  Brian Grazer nel ruolo di sé stesso
  -  Francesco Prando nel ruolo di Alec Baldwin
  -  Micaela Esdra nel ruolo di Kim Basinger
  -  Claudio Sorrentino nel ruolo di Ron Howard
- Episodio 6 (AABF02) - Homer figlio dei fiori
  -  George Carlin nel ruolo di Seth
  -  Martin Mull nel ruolo di Munchie
  -  Yo La Tengo suona una versione "hippie e psichedelica" dei titoli di coda
- Episodio 9 (AABF05) - Sindacato con la mafia
  -  Mark Hamill nel ruolo di sé stesso e del proprietario del cinema
  -  Joe Mantegna nel ruolo di Tony Ciccione
  -  Dick Tufeld nel ruolo del robot di Lost in Space
  -  Francesco Prando nel ruolo di Mark Hamill
- Episodio 10 (AABF06) - Viva Ned Flanders
  -  The Moody Blues nel ruolo di sé stessi
    - Ray Thomas nel ruolo di sé stesso
    - Graeme Edge nel ruolo di sé stesso
    - Justin Hayward nel ruolo di sé stesso
    - John Lodge nel ruolo di sé stesso
- Episodio 11 (AABF07) - Schermaglie fra generazioni
  -  Cyndi Lauper nel ruolo di sé stessa
- Episodio 12 (AABF08) - Domenica, orrenda domenica
  -  Fred Willard nel ruolo di Wally Kogen
  -  Troy Aikman nel ruolo di sé stesso
  -  Rosey Grier nel ruolo di sé stesso
  -  John Madden nel ruolo di sé stesso
  -  Dan Marino nel ruolo di sé stesso
  -  Rupert Murdoch nel ruolo di sé stesso
  -  Dolly Parton nel ruolo di sé stessa
  -  Pat Summerall nel ruolo di sé stesso
- Episodio 13 (AABF09) - Homer il Max-imo
  -  Ed Begley Jr. nel ruolo di sé stesso
- Episodio 14 (AABF11) - Io sto con Cupido
  -  Elton John nel ruolo di sé stesso
  -  Jan Hooks nel ruolo di Manjula Nahasapeemapetilon
  -  Paola Barale nel ruolo di Manjula Nahasapeemapetilon
- Episodio 15 (AABF10) - Marge ingrana la marcia
  -  Hank Williams canta "Canyonero"
- Episodio 19 (AABF15) - Homer e la pop art
  -  Isabella Rossellini nel ruolo di Astrid Weller
  -  Jasper Johns nel ruolo di sé stesso
- Episodio 20 (AABF16) - I vecchi e il mare
  -  Jack LaLanne nel ruolo di sé stesso
  -  NRBQ cantano "Can't Buy Me Love"
- Episodio 21 (AABF17) - Monty non può comprare amore
  -  Michael McKean nel ruolo di Jerry Rude
- Episodio 22 (AABF18) - Springfield utopia delle utopie
  -  Stephen Hawking nel ruolo di sé stesso
- Episodio 23 (AABF20) - Da Tokyo con orrore
  -  George Takei nel ruolo di Wink: presentatore del gioco TV
  -  Gedde Watanabe nel ruolo del cameriere di Americalandia, del padre Giapponese e del Water
  -  Keone Young nel ruolo del lottatore di Sumo
  -  Karen Maruyama nel ruolo dell'hostess Giapponese
  -  Denice Kumagai nel ruolo della madre Giapponese

## Undicesima stagione

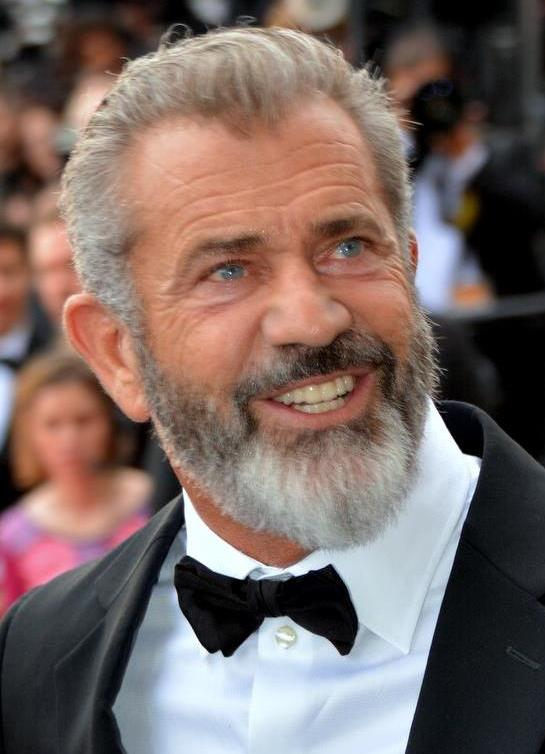
Mel Gibson appare nell'episodio Oltre la sfera della cantonata.

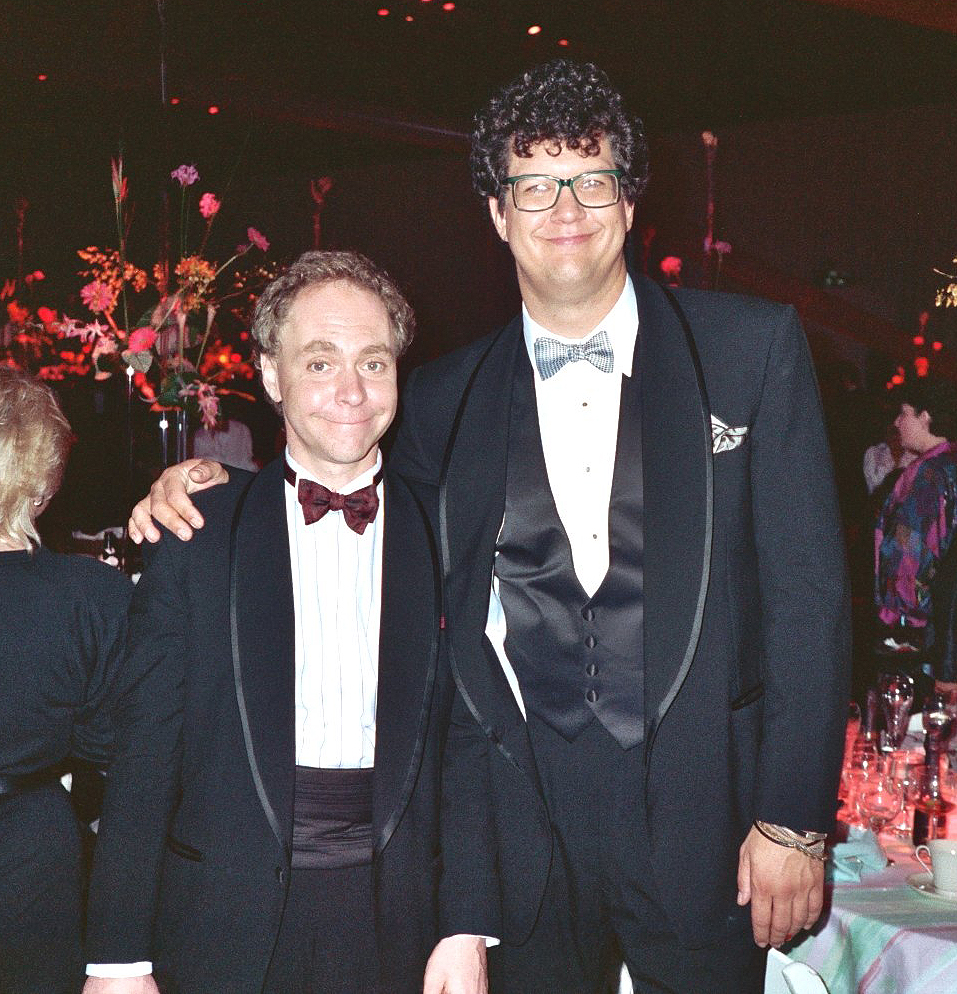
Penn & Teller appaiono nell'episodioSete di gloria, fame d'amore.

- Episodio 1 (AABF23) - Oltre la sfera della cantonata
  -  Mel Gibson nel ruolo di sé stesso
  -  Jack Burns nel ruolo di Edward Christian
  -  Claudio Sorrentino nel ruolo di Mel Gibson
- Episodio 2 (AABF22) - Gli aiutanti speciali di Bart
  -  Mark McGwire nel ruolo di sé stesso
- Episodio 3 (AABF21) - Indovina chi viene a criticare
  -  Ed Asner nel ruolo del direttore dello Springfield Shopper
- Episodio 4 (BABF01) - La paura fa novanta X
  -  Tom Arnold nel ruolo di sé stesso
  -  Dick Clark nel ruolo di sé stesso
  -  Lucy Lawless nel ruolo di sé stessa
  -  Frank Welker nel ruolo di Flanders-Lupo mannaro
- Episodio 5 (AABF19) - L'erba del vicino è sempre più verde
  -  The B-52s cantano Glove Slap[5]
  -  Frank Welker nel ruolo degli animali della fattoria
- Episodio 6 (BABF02) - Sete di gloria, fame d'amore
  -  Penn Jillette nel ruolo di sé stesso
  -  Teller nel ruolo di sé stesso
  -  Ron Howard nel ruolo di sé stesso
  -  Pat O'Brien nel ruolo di sé stesso
  -  Nancy O'Dell nel ruolo di sé stessa
- Episodio 7 (BABF03) - Quando niente quando troppo!
  -  Garry Marshall nel ruolo di Larry Kidkill
  -  Jan Hooks nel ruolo di Manjula Nahasapeemapetilon
  -  Butch Patrick nel ruolo di sé stesso
- Episodio 8 (BABF05) - Mogli e moto dei paesi tuoi
  -  John Goodman nel ruolo di Meathook
  -  Henry Winkler nel ruolo di Ramrod
  -  Jay North nel ruolo di sé stesso
  -  Jan Hooks nel ruolo di Manjula Nahasapeemapetilon
  -  NRBQ cantano alcune canzoni e fanno una loro versione dei titoli di coda in un video dal vivo.
    - Terry Adams nel ruolo di sé stesso
    - Joey Spampinato nel ruolo di sé stesso
    - Johnny Spampinato nel ruolo di sé stesso
    - Tom Ardolino nel ruolo di sé stesso
- Episodio 9 (BABF07) - A Natale ogni spassolo vale
  -  Tim Robbins nel ruolo di Jim Hope
  -  Gary Coleman nel ruolo di sé stesso
  -  Clarence Clemons nel ruolo del narratore
  -  Joe Mantegna nel ruolo di Tony Ciccione
- Episodio 10 (BABF04) - Piccola grande mamma
  -  Elwood Edwards nel ruolo del dottore virtuale
- Episodio 11 (BABF06) - Chi con fede agisce, con fede guarisce
  -  Don Cheadle nel ruolo di Fratello Fede
  -  Joe Mantegna nel ruolo di Tony Ciccione
- Episodio 12 (BABF08) - Il castello in aria di Homer
  -  Britney Spears nel ruolo di sé stessa
- Episodio 13 (BABF09) - Febbre da cavallo galattica
  -  Randy Bachman nel ruolo di sé stesso
  -  Fred Turner nel ruolo di sé stesso
  -  Trevor Denman nel ruolo dell'annunciatore
  -  Jim Cummings nel ruolo di Duncan (alias Furious D)
- Episodio 14 (BABF10) - Di nuovo solo-solino-soletto
  -  Shawn Colvin nel ruolo di Rachel Jordan
  -  Frank Welker nel ruolo del pappagallo
- Episodio 15 (BABF11) - Missionario impossibile
  -  Betty White nel ruolo di sé stessa
- Episodio 19 (BABF16) - Ammazza l'alligatore e scappa
  -  Diedrich Bader nel ruolo dello sceriffo
  -  Kid Rock nel ruolo di sé stesso
  -  Joe C. nel ruolo di sé stesso
  -  Charlie Rose nel ruolo di sé stesso
  -  Robert Evans nel ruolo di sé stesso
- Episodio 20 (BABF15) - Ultimo tip-tap a Springfield
  -  Frank Welker nel ruolo del puma
- Episodio 21 (BABF18) - Questa pazza pazza pazza pazza Marge
  -  Parker Posey nel ruolo di Becky
  -  Marc Wilmore nel ruolo del dottor Wilmore
- Episodio 22 (BABF19) - Dietro la risata
  -  Jim Forbes nel ruolo del narratore
  -  Willie Nelson nel ruolo di sé stesso

## Dodicesima stagione

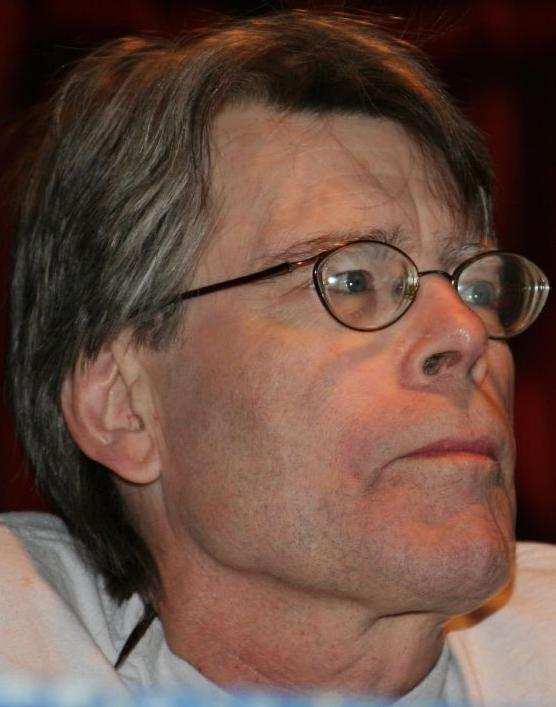
L'autore Stephen King appare nel terzo episodio della stagione.

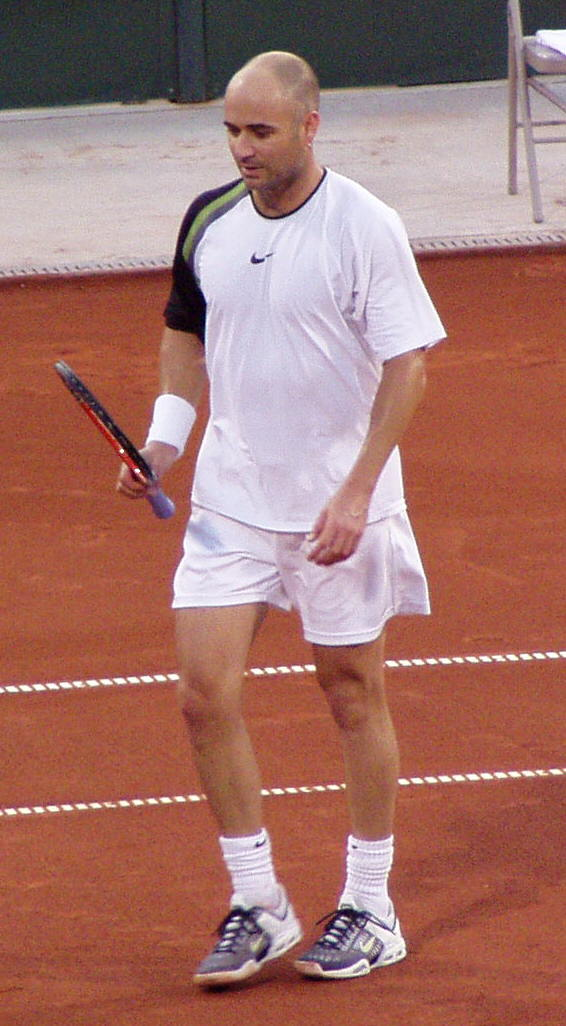
Andre Agassi nel ruolo di sé stesso.

- Episodio 2 (BABF20) - La storia di due Springfield
  -  Gary Coleman nel ruolo di sé stesso
  -  The Who nel ruolo di sé stessi
    - John Entwistle nel ruolo di sé stesso
    - Roger Daltrey nel ruolo di sé stesso
    - Paul Townshend nel ruolo di Pete Townshend[6]

  -  Frank Welker nel ruolo del tasso
- Episodio 3 (BABF17) - Figlia unica di Krusty ignaro
  -  Drew Barrymore nel ruolo di Sophie
  -  Stephen King nel ruolo di sé stesso
  -  Amy Tan nel ruolo di sé stessa
  -  John Updike nel ruolo di sé stesso
  -  Joe Mantegna nel ruolo di Tony Ciccione
  -  Jay Mohr nel ruolo di Christopher Walken
- Episodio 4 (CABF01) - Lisa l'ambientalista
  -  Joshua Jackson nel ruolo di Jesse Grass
- Episodio 5 (CABF04) - Homer si gioca la dignità
  -  Leeza Gibbons nel ruolo di sé stessa
- Episodio 6 (CABF02) - Galeotto fu il computer e chi lo usò
  -  Patrick McGoohan nel ruolo di Numero 6
- Episodio 7 (CABF03) - Truffa oggi... truffa domani!
  -  Edward Norton nel ruolo di Devon Bradley
- Episodio 10 (CABF05) - Fidarsi è bene, non fidarsi è meglio
  -  Michael Keaton nel ruolo di Jack Crowley
  -  Charles Napier nel ruolo della guardia
  -  Robert Schimmel nel ruolo di sé stesso
  -  Bruce Vilanch nel ruolo di sé stesso
- Episodio 11 (CABF08) - Il peggior episodio mai visto
  -  Tom Savini nel ruolo di sé stesso
- Episodio 12 (CABF07) - Homer il racchettaro
  -  Andre Agassi nel ruolo di sé stesso
  -  Pete Sampras nel ruolo di sé stesso
  -  Serena Williams nel ruolo di sé stessa
  -  Venus Williams nel ruolo di sé stessa
- Episodio 13 (CABF10) - Il giorno dello sciacallino
  -  Kelsey Grammer nel ruolo di Telespalla Bob
  -  Gary Coleman nel ruolo di sé stesso
- Episodio 14 (CABF12) - Party Posse: musica e follia
  -  NSYNC nel ruolo di sé stessi
    - Lance Bass nel ruolo di sé stesso
    - JC Chasez nel ruolo di sé stesso
    - Joey Fatone nel ruolo di sé stesso
    - Chris Kirkpatrick nel ruolo di sé stesso
    - Justin Timberlake nel ruolo di sé stesso
- Episodio 15 (CABF09) - Affamatissimo Homer
  -  Stacy Keach nel ruolo di Howard K. Duff VIII (Prima apparizione)
- Episodio 16 (CABF11) - Bulli e secchioni
  -  Jan Hooks nel ruolo di Manjula Nahasapeemapetilon
  -  Kathy Griffin nel ruolo di Francine
- Episodio 17 (CABF13) - Il safari dei Simpson
  -  Frank Welker nel ruolo degli animali africani
- Episodio 18 (CABF14) - Trilogia di una giornata
  -  Joe Mantegna nel ruolo di Tony Ciccione
  -  Frankie Muniz nel ruolo di Thelonious
- Episodio 19 (CABF15) - Vado a Osannalandia
  -  Shawn Colvin nel ruolo di Rachel Jordan
- Episodio 21 (CABF17) - Il cantastorie
  -  Frank Welker nel ruolo di Babe, il bue blu

## Tredicesima stagione

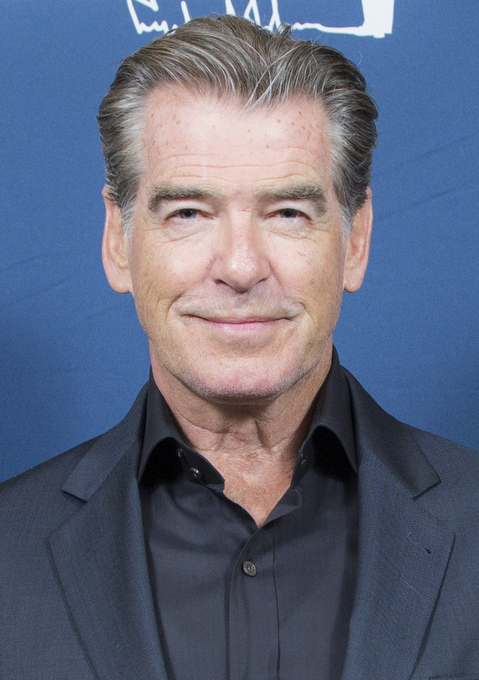
Pierce Brosnan appare nell'episodio La paura fa novanta XII.

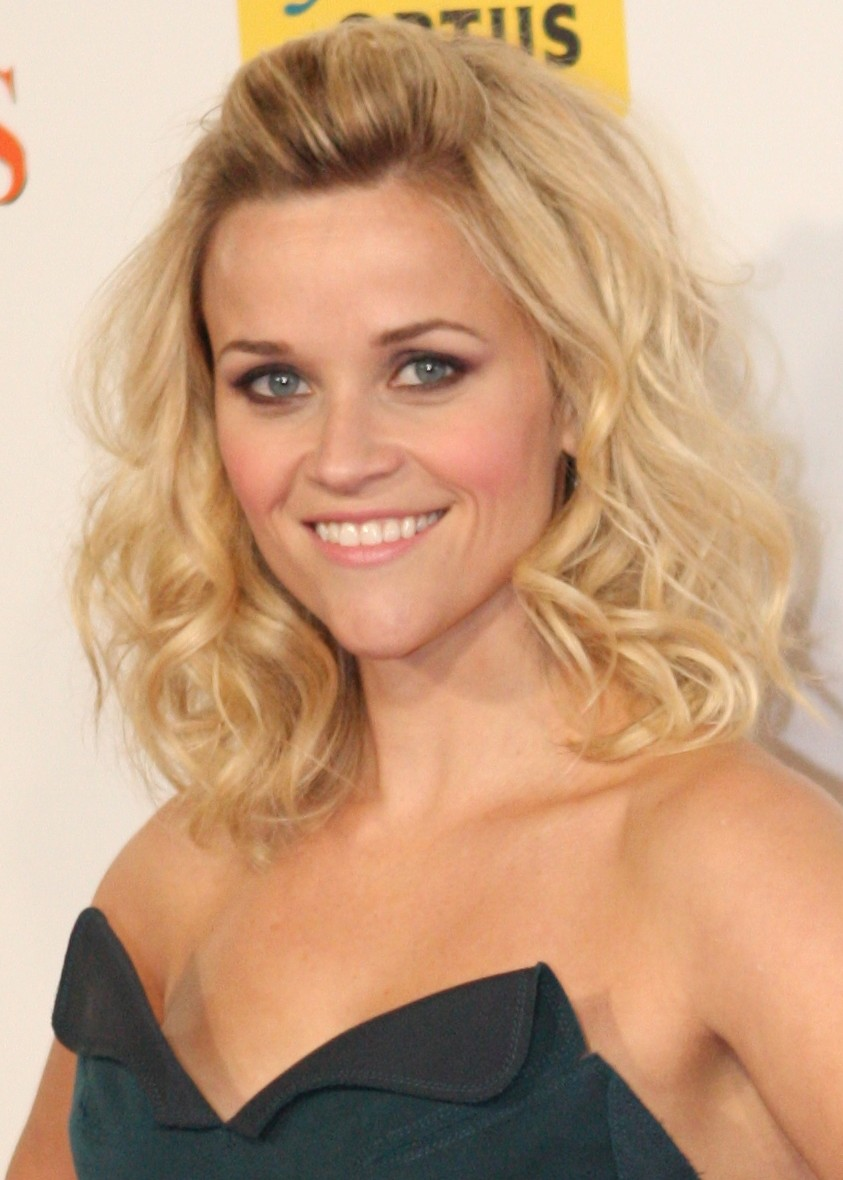
Reese Witherspoon voce di Greta, figlia di Rainier Wolfcastle.

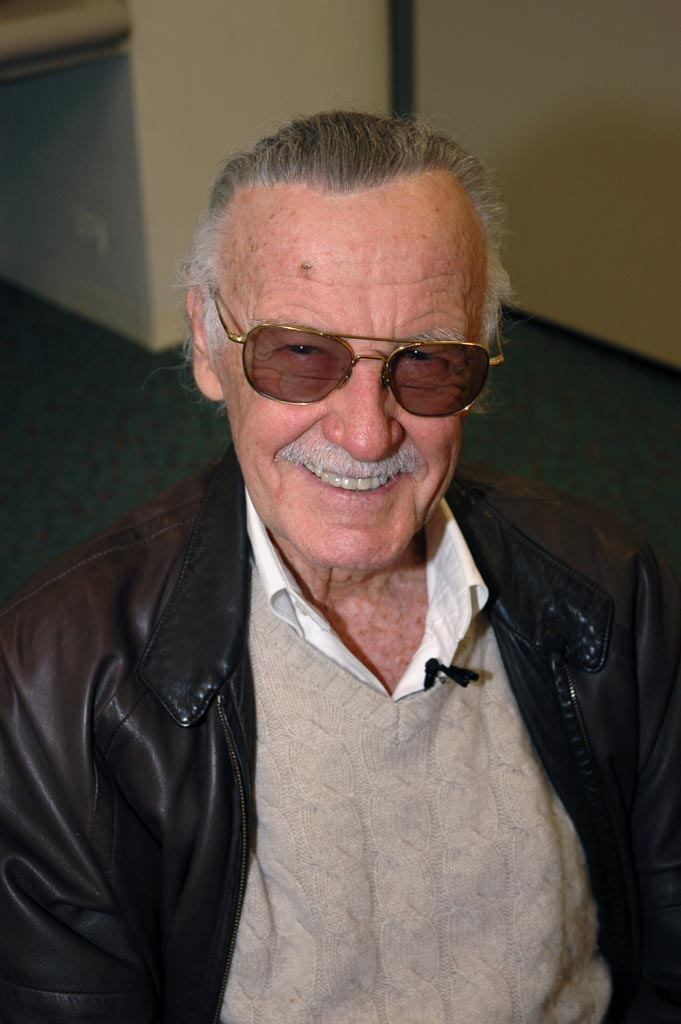
Il fumettista Stan Lee, voce di sé stesso nell'episodio Papà incacchiato.

- Episodio 1 (CABF19) - La paura fa novanta XII
  -  Pierce Brosnan nel ruolo di una delle voci dell'Ultracasa 3000
  -  Matthew Perry nel ruolo di una delle voci dell'Ultracasa 3000
  -  Luca Ward nel ruolo di Pierce Brosnan
  -  Francesco Prando nel ruolo di Matthew Perry
- Episodio 2 (CABF22) - Genitori sotto accusa
  -  Jane Kaczmarek nel ruolo del giudice Grazia Negata (prima apparizione)
  -  Luciana Littizzetto nel ruolo del giudice Grazia Negata (prima apparizione)
- Episodio 3 (CABF20) - Homer il barista
  -  R.E.M. nel ruolo di sé stessi
    - Peter Buck nel ruolo di sé stesso
    - Mike Mills nel ruolo di sé stesso
    - Michael Stipe nel ruolo di sé stesso
- Episodio 4 (CABF18) - Burns, fusto innamorato
  -  Julia Louis-Dreyfus nel ruolo di Gloria
  -  Serena Dandini nel ruolo di Gloria
  -  George Takei nel ruolo del cameriere
- Episodio 5 (CABF21) - Rigurgiti del passato
  -  Paul Newman nel ruolo di sé stesso
  -  Judith Owen nel ruolo di sé stessa
  -  Joe Mantegna nel ruolo dell'ipnotizzatore
- Episodio 6 (DABF02) - Lei di poca fede
  -  Richard Gere nel ruolo di sé stesso
  -  Mario Cordova nel ruolo di Richard Gere
- Episodio 7 (DABF01) - Tafferuglio in famiglia
  -  Delroy Lindo nel ruolo di Gabriel
  -  Jane Kaczmarek nel ruolo del giudice Grazia Negata
  -  Luciana Littizzetto nel ruolo del giudice Grazia Negata
  -  Teo Bellia nel ruolo di Gabriel
- Episodio 8 (DABF03) - Dolce e amara Marge
  -  Ben Stiller nel ruolo di Garth AmoreDiMamma
  -  Ignazio La Russa nel ruolo di Garth AmoreDiMamma
- Episodio 10 (DABF04) - Proposta semi-decente
  -  Jon Lovitz nel ruolo di Artie Ziff
- Episodio 11 (DABF06) - Tra i due spasimanti il terzo gode
  -  Reese Witherspoon nel ruolo di Greta Wolfcastle
  -  Wolfgang Puck nel ruolo di sé stesso
- Episodio 12 (DABF07) - L'ultima pistola del west
  -  Dennis Weaver nel ruolo di Buck McCoy
  -  Corrado Guzzanti nel ruolo di Buck McCoy
  -  Frank Welker nel ruolo del cane furioso
- Episodio 13 (DABF09) - Nonno a quattro ruote
  -  Olympia Dukakis nel ruolo di Zelda
  -  Bill Saluga nel ruolo di Ray J. Johnson
- Episodio 16 (DABF11) - L'erba di Homer
  -  Phish nel ruolo di sé stessi
    - Trey Anastasio nel ruolo di sé stesso
    - Mike Gordon nel ruolo di sé stesso
    - Jon Fishman nel ruolo di sé stesso
    - Page McConnell nel ruolo di sé stesso
- Episodio 17 (DABF12) - Homer alla berlina
  -  NRBQ Cantano "You'll Never Stop The Simpsons" immediatamente prima dei titoli di coda
  - Molte altre guest stars, ma sono tutte in spezzoni di filmati di repertorio
- Episodio 18 (DABF13) - Papà incacchiato
  -  Stan Lee nel ruolo di sé stesso
  -  Giorgio Locuratolo nel ruolo di Stan Lee
- Episodio 19 (DABF14) - Apu prende una sbandata
  -  James Lipton nel ruolo di sé stesso
- Episodio 20 (DABF15) - Lisa pseudo-universitaria
  -  Robert Pinsky nel ruolo di sé stesso
- Episodio 21 (DABF16) - Scherzo gobbo
  -  Carmen Electra nel ruolo di sé stessa
  -  Frances Sternhagen nel ruolo della Signora Bellamy
- Episodio 22 (DABF17) - Il nuovo distintivo di papà
  -  Joe Mantegna nel ruolo di Tony Ciccione

## Quattordicesima stagione

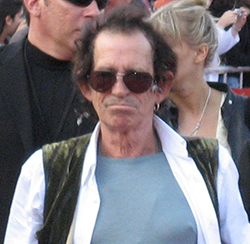
Keith Richards appare con diversi musicisti nell'episodio Come ho passato la mia vacanza a strimpellare.

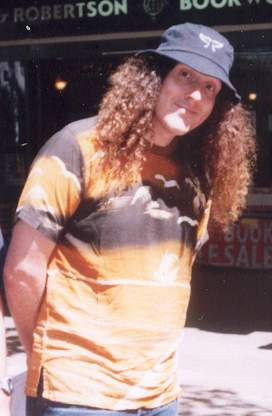
Weird Al" Yankovic appare nel ruolo di sé stesso nell'episodio Due nuovi coinquilini per Homer.

- Episodio 2 (DABF22) - Come ho passato la mia vacanza a strimpellare
  -  Mick Jagger nel ruolo di sé stesso
  -  Keith Richards nel ruolo di sé stesso
  -  Elvis Costello nel ruolo di sé stesso
  -  Lenny Kravitz nel ruolo di sé stesso
  -  Tom Petty nel ruolo di sé stesso
  -  Brian Setzer nel ruolo di sé stesso
  -  Gerolamo Alchieri nel ruolo di Mick Jagger
  -  Roberto Stocchi nel ruolo di Keith Richards
- Episodio 3 (DABF20) - Bart contro Lisa contro la terza classe
  -  Tony Bennett nel ruolo di sé stesso
- Episodio 4 (DABF18) - Marge diventa large
  -  Adam West nel ruolo di Batman
  -  Burt Ward nel ruolo di Robin
  -  Jan Hooks nel ruolo di Manjula Nahasapeemapetilon
  -  Baha Men nel ruolo di sé stessi
    - Patrick Cary nel ruolo di sé stesso
    - Omerit Hield nel ruolo di sé stesso
    - Marvin Prosper nel ruolo di sé stesso
- Episodio 5 (DABF21) - Una casa subito
  -  David Lander nel ruolo di Squiggy
  -  Larry Holmes nel ruolo di sé stesso
- Episodio 6 (EABF01) - Il grande schifoso detective
  -  Kelsey Grammer nel ruolo di Telespalla Bob
- Episodio 7 (EABF02) - Straordinaria Edna
  -  Little Richard nel ruolo di sé stesso
  -  Marcia Wallace nel ruolo di Edna Caprapall
- Episodio 8 (EABF03) - Il padre che sapeva troppo poco
  -  Elliott Gould nel ruolo di sé stesso
- Episodio 9 (EABF04) - Le forti braccia di mamma
  -  Pamela Reed nel ruolo di Ruth Powers
- Episodio 10 (EABF06) - Non per soldi ma per preghiere
  -  Lisa Leslie nel ruolo di sé stessa
- Episodio 11 (EABF05) - Bart mini maggiorenne
  -  Tony Hawk nel ruolo di sé stesso
  -  Jane Kaczmarek nel ruolo del giudice Grazia Negata
  -  Blink-182 nel ruolo di sé stessi
    - Mark Hoppus nel ruolo di sé stesso
    - Tom DeLonge nel ruolo di sé stesso
    - Travis Barker nel ruolo di sé stesso
- Episodio 12 (EABF07) - Lisa viene a parole
  -  George Plimpton nel ruolo di sé stesso
  -  Dante Biagioni voce italiana di George Plimpton
- Episodio 13 (EABF08) - È nata una stella - di nuovo
  -  Marisa Tomei nel ruolo di Sarah Sloane
  -  Helen Fielding nel ruolo di sé stessa
  -  James L. Brooks nel ruolo di sé stesso (Accreditato nel ruolo di Jim Brooks)
  -  Antonella Alessandro nel ruolo di Sarah Sloane
- Episodio 14 (EABF09) - Un clown va a Washington
  -  Joe Mantegna nel ruolo di Tony Ciccione
- Episodio 16 (EABF11) - E le stelle stanno a guardare
  -  Eric Idle nel ruolo di Declan Desmond
  -  Joe Mantegna nel ruolo di Tony Ciccione
- Episodio 17 (EABF12) - Due nuovi coinquilini per Homer
  -  Scott Thompson nel ruolo di Grady
  -  "Weird Al" Yankovic nel ruolo di sé stesso
- Episodio 18 (EABF13) - Pace, quiete e chili
  -  Jonathan Taylor Thomas nel ruolo di Luke Stetson
  -  Andy Serkis nel ruolo di Netturbinolo
  -  David Byrne nel ruolo di sé stesso
- Episodio 19 (EABF14) - Un cane-coniglio in famiglia
  -  Stacy Keach nel ruolo di Howard K. Duff VII
- Episodio 20 (EABF15) - Marge al volante
  -  Jane Kaczmarek nel ruolo del giudice Grazia Negata
  -  Steve Buscemi nel ruolo di sé stesso
  -  Jackson Browne nel ruolo di sé stesso
- Episodio 22 (EABF17) - Boe babysitter
  -  Joe Mantegna nel ruolo di Tony Ciccione

## Quindicesima stagione

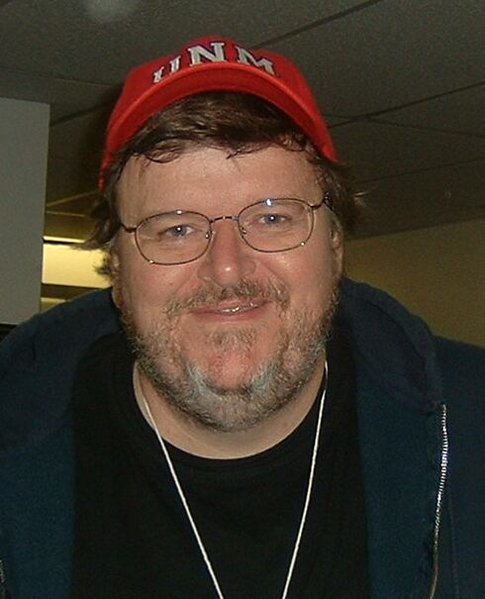
Il regista Michael Moore.

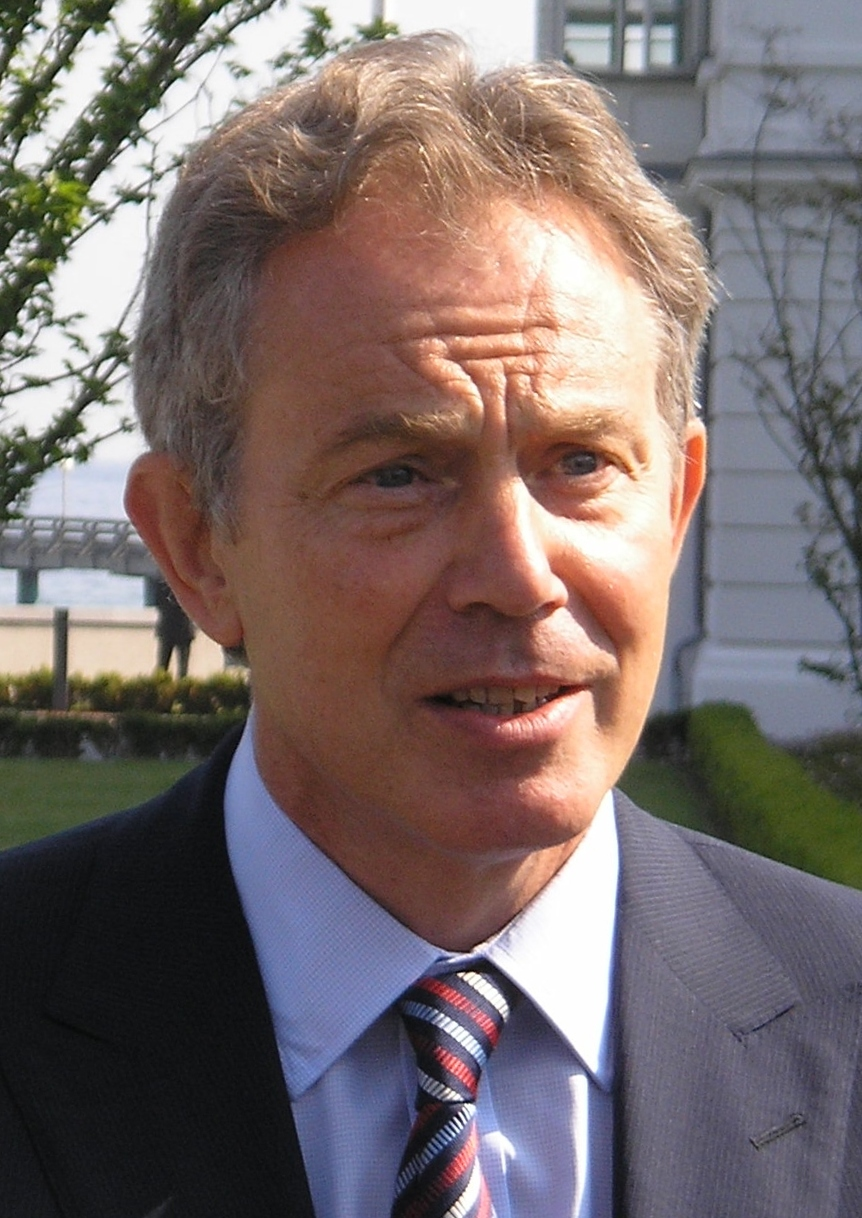
Tony Blair è stato il primo capo del governo a interpretare sé stesso nella serie de I Simpson.

- Episodio 1 (EABF21) - La paura fa novanta XIV
  -  Jerry Lewis nel ruolo del Professor John Frink Sr.
  -  Michele Foresta nel ruolo del Professor John Frink Sr.
  -  Dudley Herschbach nel ruolo di sé stesso
  -  Jennifer Garner nel ruolo di sé stessa
  -  Óscar de la Hoya nel ruolo di sé stesso
- Episodio 2 (EABF18) - Mia madre la fuggiasca
  -  Glenn Close nel ruolo di Mona Simpson
- Episodio 3 (EABF20) - Il presidente indossa le perle
  -  Michael Moore nel ruolo di sé stesso
- Episodio 4 (EABF22) - Lunga sfiga alla regina
  -  Jane Leeves nel ruolo di Edwina
  -  Tony Blair nel ruolo di sé stesso
  -  Evan Marriott nel ruolo di sé stesso
  -  Ian McKellen nel ruolo di sé stesso
  -  J. K. Rowling nel ruolo di sé stessa
  -  Gianni Musy nel ruolo di Ian McKellen
- Episodio 5 (EABF19) - Il panzoso e il peloso
  -  Charles Napier nel ruolo di Grant Connor
- Episodio 6 (FABF01) - Oggi sono un clown
  -  Mr. T nel ruolo di sé stesso
  -  Jackie Mason nel ruolo del Rabbino Hyman Krustofsky
- Episodio 10 (FABF05) - Incertezze di una casalinga arrabbiata
  -  Tom Clancy nel ruolo di sé stesso
  -  Thomas Pynchon nel ruolo di sé stesso
  -  Mary-Kate Olsen nel ruolo di sé stessa
  -  Ashley Olsen nel ruolo di sé stessa
  -  Gerolamo Alchieri nel ruolo di Tom Clancy
- Episodio 12 (FABF07) - Milhouse non vive più qui
  -  Isabel Sanford nel ruolo di sé stessa
  -  Nick Bakay nel ruolo di Salem
  -  William Daniels nel ruolo di KITT
  -  Dick Tufeld nel ruolo del Robot B-9
- Episodio 13 (FABF09) - Intelligente & super intelligente
  -  Simon Cowell nel ruolo di Henry
- Episodio 14 (FABF08) - Lo Ziff che venne a cena
  -  Jon Lovitz nel ruolo di Artie Ziff, Jay Sherman, Llewelyn Sinclair, Aristotle Amadopoulis, Professor Lombardo
- Episodio 15 (FABF10) - Fatti e assuefatti
  -  Brave Combo suonano durante i titoli di coda in una versione Oktoberfest
- Episodio 16 (FABF11) - I due fuggitivi
  -  Sarah Michelle Gellar nel ruolo di Gina Vendetti
  -  Jane Kaczmarek nel ruolo del giudice Grazia Negata
  -  Charles Napier nel ruolo della guardia
- Episodio 17 (FABF12) - Il mio grosso grasso matrimonio sgangherato
  -  Matt Groening nel ruolo di sé stesso
  -  Marcia Wallace nel ruolo di Edna Caprapall
- Episodio 19 (FABF15) - Chi di spada ferisce, di torta perisce
  -  Nichelle Nichols nel ruolo di sé stessa

## Sedicesima stagione

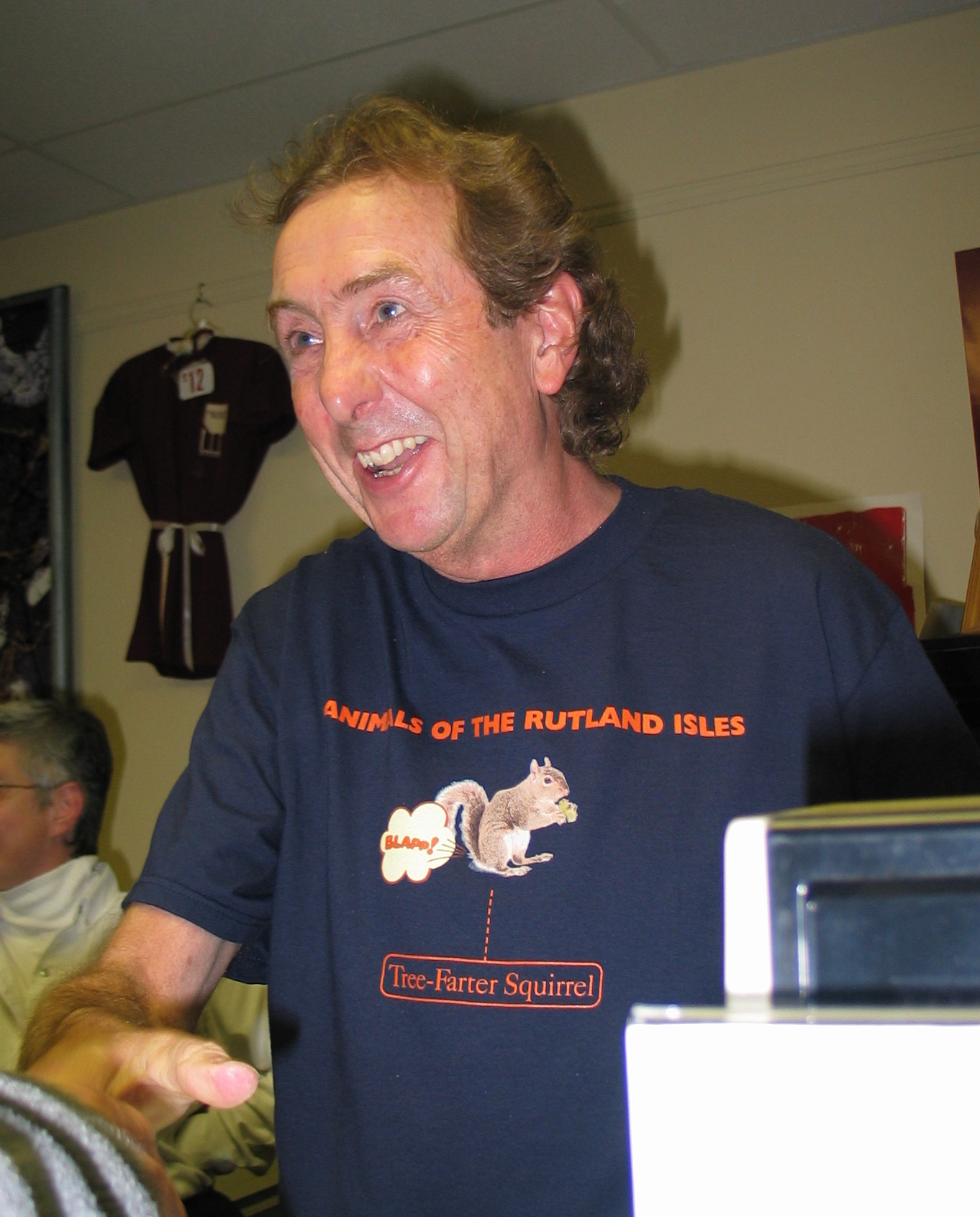
Eric Idle voce di Declan Desmond per la seconda volta.

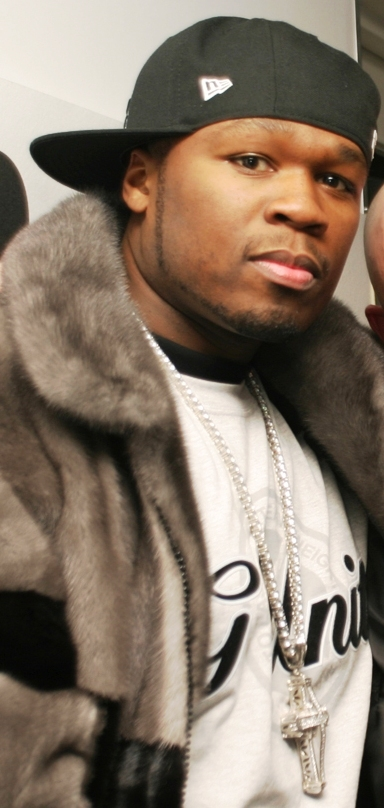
Il rapper 50 Cent appare nel ruolo di sé stesso.

- Episodio 2 (FABF20) - Tutto è lecito in guerra e in cucina
- James Caan nel ruolo di sé stesso
- Thomas Pynchon nel ruolo di sé stesso
- Episodio 4 (FABF22) - Ultime notizie: Marge si ribella
  -  Kim Cattrall nel ruolo di Chloe Talbot
- Episodio 5 (FABF21) - Bart, l'ometto di casa
  -  Eric Idle nel ruolo di Declan Desmond
  -  Leo Gullotta nel ruolo di Gooes Gladwell
- Episodio 7 (GABF01) - Marge a tutta birra
  -  Michele Gammino nel ruolo di Carta di Jack di quadri
- Episodio 8 (GABF02) - Homer annega nel suo diluvio universale
  -  Tom Brady nel ruolo di sé stesso
  -  LeBron James nel ruolo di sé stesso
  -  Michelle Kwan nel ruolo di sé stessa
  -  Yao Ming nel ruolo di sé stesso
  -  Warren Sapp nel ruolo di sé stesso
- Episodio 9 (GABF03) - Marachella rap
  -  50 Cent nel ruolo di sé stesso
- Episodio 11 (GABF05) - Parenti serpenti, fratelli coltelli
  -  Gary Busey nel ruolo di sé stesso
  -  Jane Kaczmarek nel ruolo del giudice Grazia Negata
- Episodio 12 (GABF06) - Adozione made in Cina
  -  Robert Wagner nel ruolo di sé stesso
  -  Lucy Liu nel ruolo di Madam Wu
- Episodio 14 (GABF08) - Homer, un canarino in gabbia
  -  Frank Gehry nel ruolo di sé stesso
  -  Joe Mantegna nel ruolo di Tony Ciccione
  -  Charles Napier nel ruolo dell'ufficiale Krackney
- Episodio 15 (GABF12) - Future-Drama
  -  Amy Poehler nel ruolo di Jenda
  -  John DiMaggio nel ruolo di Bender
- Episodio 16 (GABF10) - Homer fra tetti e Tettone
  -  Stephen Hawking nel ruolo di sé stesso
  -  Ray Romano nel ruolo di Ray Magina
- Episodio 17 (GABF11) - Bart infartato
  -  Albert Brooks nel ruolo di Tab Spangler
- Episodio 18 (GABF13) - Nascerà una stellina
  -  Fantasia Barrino nel ruolo di Clarissa Wellington
  -  Giorgia nel ruolo di Clarissa Wellington
- Episodio 19 (GABF14) - Apocalisse o non apocalisse
  -  Baha Men cantano Who Wants a Haircut
  -  Los Lobos suonano una loro versione dei titoli di coda
- Episodio 20 (GABF15) - Casa alla larga da Homer
  -  Jason Bateman nel ruolo di sé stesso
- Episodio 21 (GABF09) - Padre, figlio e spirito pratico
  -  Liam Neeson nel ruolo di Padre Sean
  -  Massimo Lodolo nel ruolo di Padre Sean

## Diciassettesima stagione

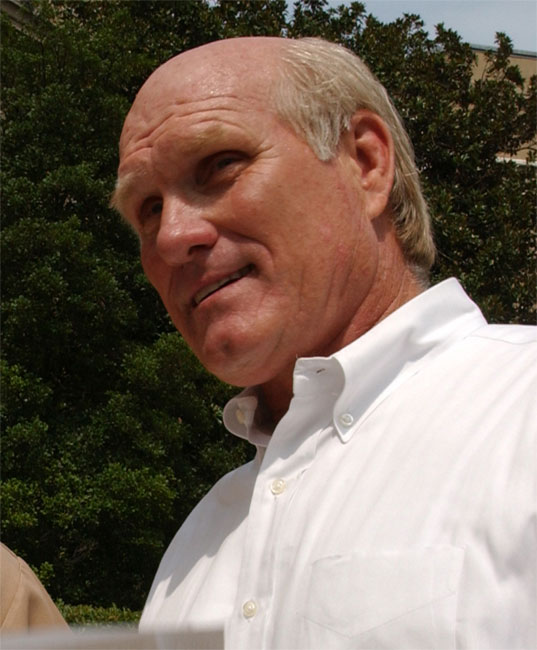
Terry Bradshaw appare nell'episodio La paura fa novanta XVI.

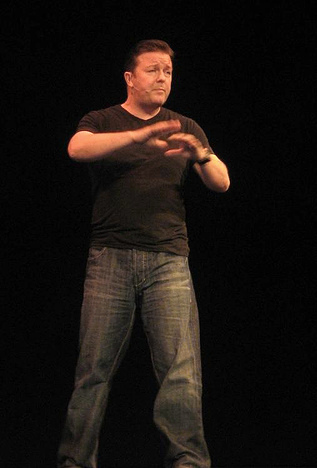
Ricky Gervais ha scritto Homer Simpson, questa è tua moglie e appare nell'episodio nel ruolo di Charles.

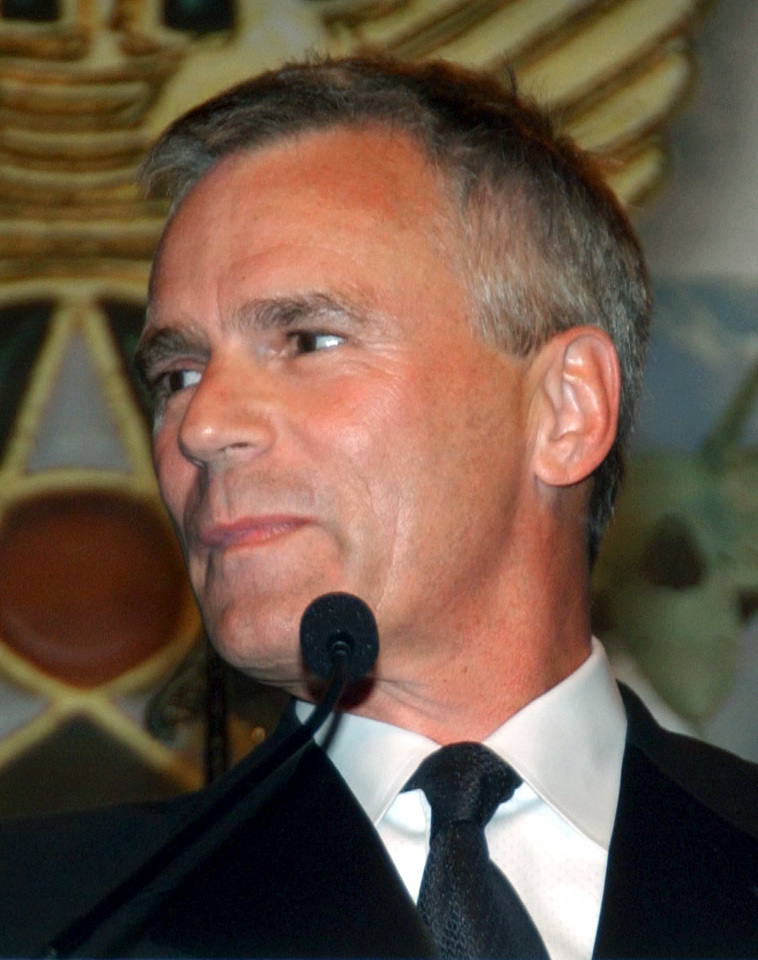
Richard Dean Anderson appare nell'episodio numero 17 Kiss Kiss, Bang Bangalore.

- Episodio 1 (GABF18) - Il falò dei lamantini
  -  Alec Baldwin nel ruolo di Caleb Thorn
  -  Joe Mantegna nel ruolo di Tony Ciccione
- Episodio 4 (GABF17) - La paura fa novanta XVI
  -  Terry Bradshaw nel ruolo di sé stesso
  -  Dennis Rodman nel ruolo di sé stesso
- Episodio 7 (GABF22) - Le allegre comari di Rossor
  -  Lily Tomlin nel ruolo di Tammy
  -  Alessandra Mussolini nel ruolo di Tammy
- Episodio 8 (HABF02) - Il Bob italiano
  -  Kelsey Grammer nel ruolo di Telespalla Bob
  -  Maria Grazia Cucinotta nel ruolo di Francesca
- Episodio 9 (HABF01) - Natale riveduto e corretto
  -  Mike Bongiorno nel ruolo di Babbo Natale
- Episodio 10 (HABF03) - Homer e la paranoia della paternità
  -  Michael York nel ruolo di Mason Fairbanks
  -  William H. Macy nel ruolo di sé stesso
  -  Joe Frazier nel ruolo di sé stesso
- Episodio 12 (HABF05) - My Fair Damerino
  -  Gennaro Gattuso nel ruolo di Krupt
- Episodio 13 (HABF06) - La storia più o meno infinita
  -  Maurice LaMarche nel ruolo del Comandante McBragg
- Episodio 14 (HABF07) - Bart ha due mamme
  -  Susan Sarandon nel ruolo di sé stessa
  -  Randy Johnson nel ruolo di sé stesso
  -  Antonio Fargas nel ruolo di Huggy Bear
  -  Dave Thomas nel ruolo di Bob Hope
- Episodio 15 (HABF08) - Homer Simpson, questa è tua moglie
  -  Ricky Gervais nel ruolo di Charles
- Episodio 16 (HABF09) - Million Dollar Abe
  -  Rob Reiner nel ruolo di sé stesso
- Episodio 17 (HABF10) - Kiss Kiss, Bang Bangalore
  -  Richard Dean Anderson nel ruolo di sé stesso
  -  Saverio Moriones nel ruolo di Richard Dean Anderson
- Episodio 19 (HABF12) - Le ragazze vogliono solo sommare
  -  Frances McDormand nel ruolo di Melanie Upfoot
- Episodio 20 (HABF13) - A proposito di Margie
  -  Sal Bando nel ruolo di sé stesso
  -  Gene Tenace nel ruolo di sé stesso
- Episodio 21 (HABF14) - Lisa, che scimmietta!
  -  Larry Hagman nel ruolo di Wallace Brady
  -  Melanie Griffith nel ruolo di sé stessa
  -  Dante Biagioni nel ruolo di Wallace Brady
- Episodio 22 (HABF16) - Marge e Homer fanno un gioco di coppia
  -  Stacy Keach nel ruolo di Howard K. Duff VII
  -  Mandy Moore nel ruolo di Tabitha Vixx
  -  Ilary Blasi nel ruolo di Tabitha Vixx
  -  Francesco Totti nel ruolo di Buck Mitchell

## Diciottesima stagione

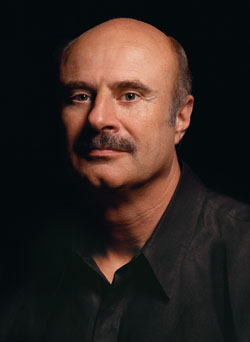
Dr. Phil McGraw appare nell'episodio La paura fa novanta XVII.

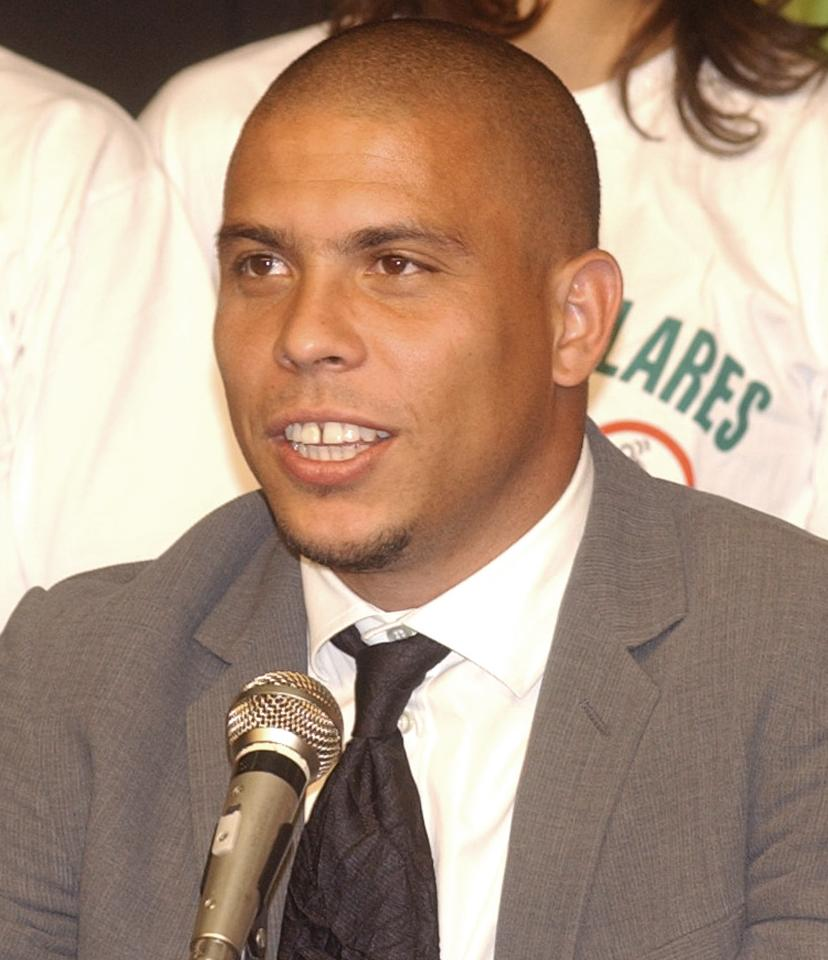
Ronaldo è stato il primo giocatore di calcio ad apparire nella serie come guest star.

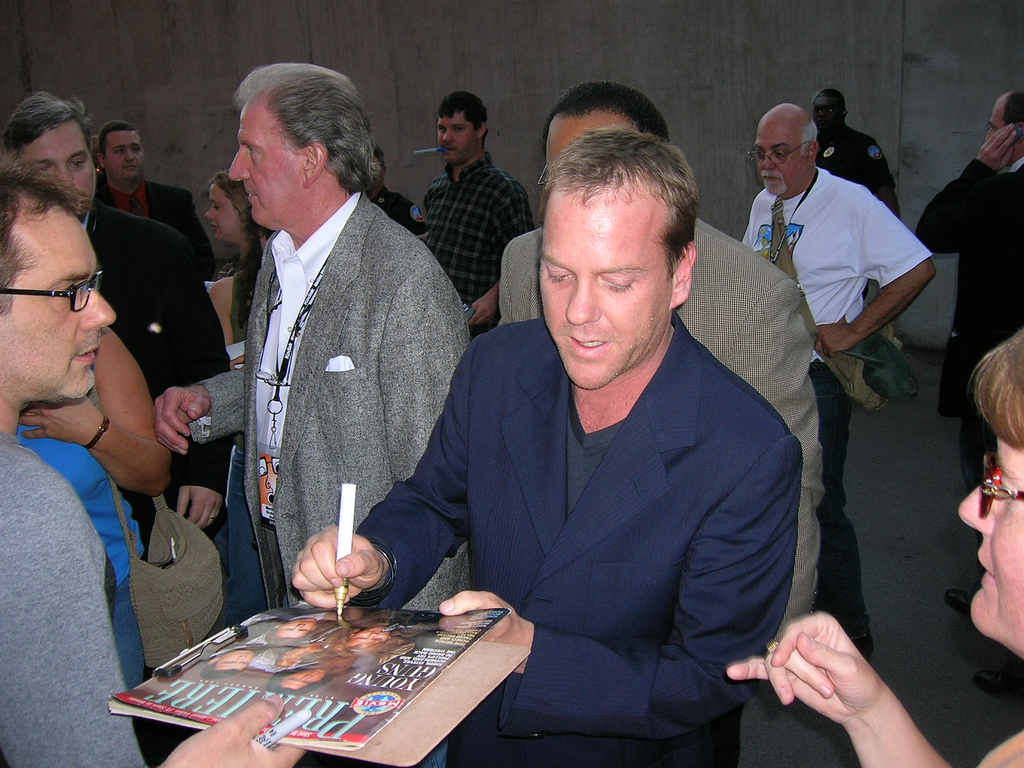
Kiefer Sutherland appare in due episodi nella stagione.

- Episodio 1 (HABF15) - Lo scemo, lo chef, la moglie e il suo Homer
  -  Joe Mantegna nel ruolo di Tony Ciccione
  -  Joe Pantoliano nel ruolo di Dante
  -  Michael Imperioli nel ruolo di Dante Jr.
  -  Metallica nel ruolo di sé stessi
    - James Hetfield nel ruolo di sé stesso
    - Kirk Hammett nel ruolo di sé stesso
    - Lars Ulrich nel ruolo di sé stesso
    - Robert Trujillo nel ruolo di sé stesso
- Episodio 2 (HABF18) - Simpson Session
  -  The White Stripes nel ruolo di sé stessi
    - Jack White nel ruolo di sé stesso
    - Meg White nel ruolo di sé stessa
- Episodio 4 (HABF17) - La paura fa novanta XVII
  -  Richard Lewis nel ruolo del Golem maschio
  -  Fran Drescher nel ruolo del Golem femmina
  -  Phil McGraw nel ruolo di sé stesso
  -  Sir Mix-a-Lot cantano "Baby Likes Fat", titolo originale "Baby Got Back"
  -  Maurice LaMarche nel ruolo di Orson Welles
- Episodio 5 (HABF21) - Soldato D'oh
  -  Kiefer Sutherland nel ruolo del colonnello
  -  Paolo Buglioni nel ruolo del Colonnello
- Episodio 6 (HABF19) - Boe-e-una-Lisa
  -  Tom Wolfe nel ruolo di sé stesso
  -  Gore Vidal nel ruolo di sé stesso
  -  Michael Chabon nel ruolo di sé stesso
  -  Jonathan Franzen nel ruolo di sé stesso
  -  J. K. Simmons nel ruolo di J. Jonah Jameson
- Episodio 9 (JABF01) - Kill Gil, Volumi 1 e 2
  -  Elvis Stojko nel ruolo di sé stesso
- Episodio 10 (JABF03) - La moglie acquatica
  -  Sab Shimono nel ruolo di Master Sushi Chef
  -  Maurice LaMarche nel ruolo del pescatore Billy
- Episodio 12 (JABF04) - Piccolo grande amore
  -  Natalie Portman nel ruolo di Darcy
  -  Francesca Manicone nel ruolo di Darcy
- Episodio 13 (JABF07) - Come eravamo... a Springfield
  -  Eric Idle nel ruolo di Declan Desmond
- Episodio 14 (JABF09) - Accordi di bifolchi
  -  Meg Ryan nel ruolo della Dottoressa Stacy Swanson
  -  Stephen Sondheim nel ruolo di sé stesso
  -  James Patterson nel ruolo di sé stesso
  -  Peter Bogdanovich nel ruolo dello psichiatra
  -  Andy Dick nel ruolo di sé stesso
- Episodio 15 (JABF08) - Rom-antìco e Giuliè
  -  Jane Kaczmarek nel ruolo del giudice Grazia Negata
- Episodio 16 (JABF06) - Homerazzi
  -  J. K. Simmons nel ruolo dell'editore
  -  Betty White nel ruolo di sé stessa
  -  Jon Lovitz nel ruolo di Enrico Irritazio
- Episodio 17 (JABF10) - Marge giocatrice
  -  Ronaldo nel ruolo di sé stesso
- Episodio 20 (JABF12) - Fermati o il cane spara!
  -  Stephen Hawking nel ruolo di sé stesso
  -  Maurice LaMarche nel ruolo di sé stesso
  -  Rudy Giuliani nel ruolo di sé stesso.[7]
- Episodio 21 (JABF14) - "24 minuti"
  -  Kiefer Sutherland nel ruolo di Jack Bauer
  -  Mary Lynn Rajskub nel ruolo di Chloe O'Brian
  -  Luigi Ferraro nel ruolo di Jack Bauer
- Episodio 22 (JABF15) - Non puoi sempre dire quello Kent ti pare
  -  Ludacris nel ruolo di sé stesso
  -  Maurice LaMarche nel ruolo dell'annunciatore della Fox

## Diciannovesima stagione

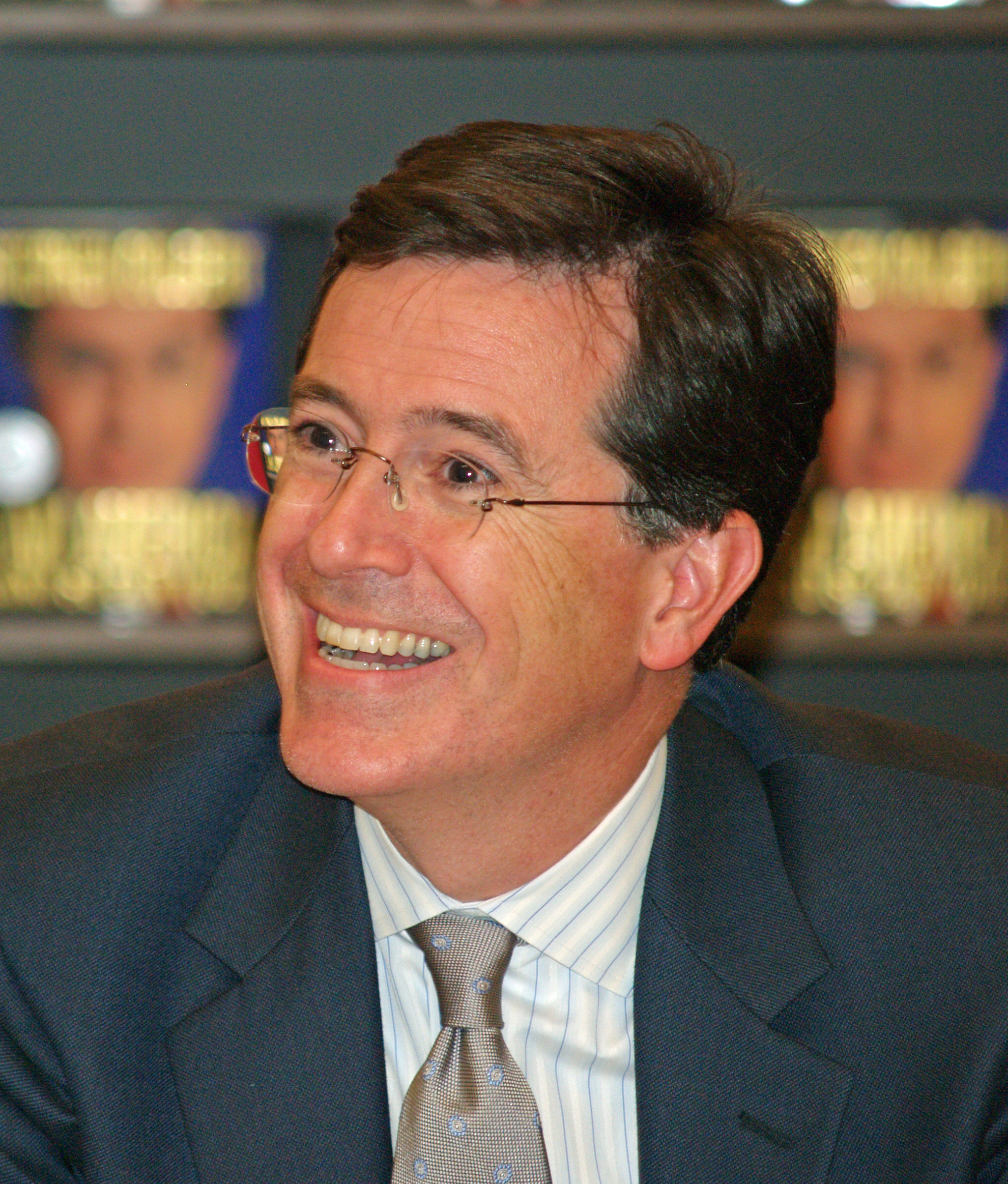
Stephen Colbert appare nel primo episodio della stagione.

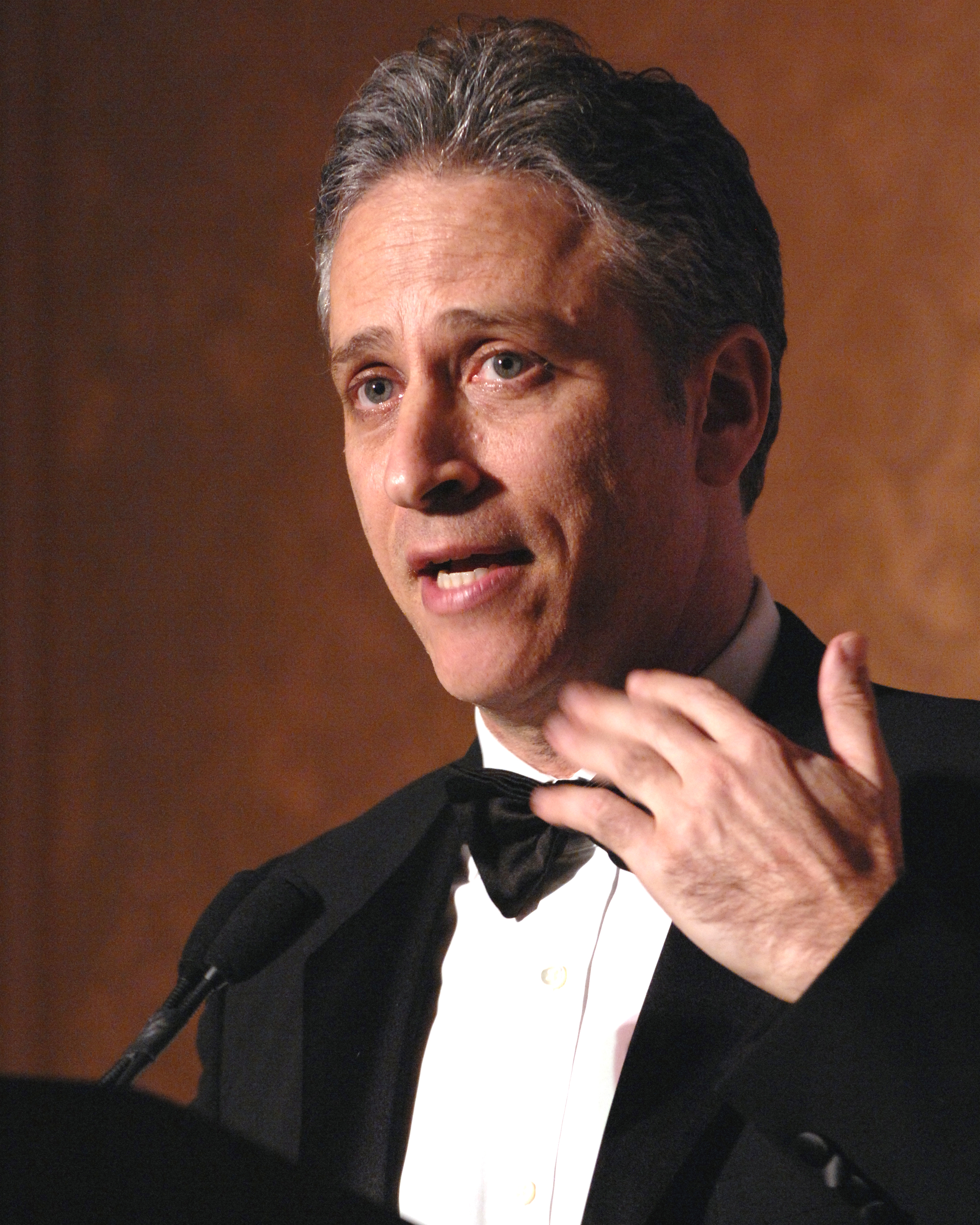
Jon Stewart appare nell'episodio Tra molti, Winchester!.

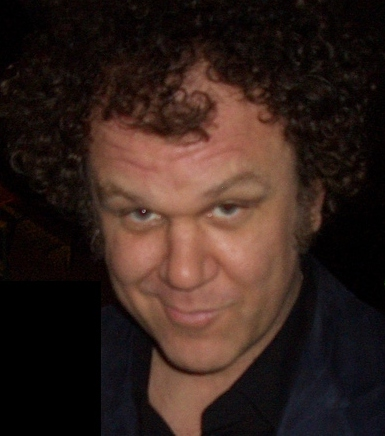
John C. Reilly guest star nell'episodio Ogni maledetto Sundance.

- Episodio 1 (JABF20) - Gli piace volare e d'oh... lo fa!
  -  Stephen Colbert nel ruolo di Colby Kraus
  -  Lionel Richie nel ruolo di sé stesso
- Episodio 2 (JABF18) - Homer di Siviglia
  -  Plácido Domingo nel ruolo di sé stesso
  -  Maya Rudolph nel ruolo di Julia
- Episodio 3 (JABF21) - Un uomo da carroattrezzi
  -  Matt Dillon nel ruolo di Louie
- Episodio 4 (JABF19) - Non voglio sapere perché canta l'uccello in gabbia
  -  Steve Buscemi nel ruolo di Dwight
  -  Luca Laurenti nel ruolo di Dwight
  -  Ted Nugent nel ruolo di sé stesso
  -  Julia Louis-Dreyfus nel ruolo di Gloria
- Episodio 5 (JABF16) - La paura fa novanta XVIII
  -  Maurice LaMarche nel ruolo del funzionario governativo
- Episodio 7 (JABF17) - Mariti e coltelli
  -  Jack Black nel ruolo di Milo
  -  Jovanotti nel ruolo di Milo
  -  Alan Moore nel ruolo di sé stesso
  -  Art Spiegelman nel ruolo di sé stesso
  -  Daniel Clowes nel ruolo di sé stesso
  -  Maurice LaMarche nel ruolo di Jock
- Episodio 8 (KABF01) - Funerale per un cattivo
  -  Kelsey Grammer nel ruolo di Telespalla Bob
  -  David Hyde Pierce nel ruolo di Cecil Terwilliger
  -  John Mahoney nel ruolo del sig. Robert Terwilliger
  -  Keith Olbermann nel ruolo di sé stesso
  -  Stefano Crescentini nel ruolo di Cecil
  -  Michele Kalamera nel ruolo di Robert
- Episodio 10 (KABF03) - Tra molti, Winchester!
  -  Jon Stewart nel ruolo di sé stesso
  -  Emilio Fede nel ruolo di Jon Stewart
  -  Dan Rather nel ruolo di sé stesso
- Episodio 11 (KABF04) - Lo show degli anni '90
  -  Kurt Loder nel ruolo di sé stesso
  -  "Weird Al" Yankovic nel ruolo di sé stesso
- Episodio 13 (KABF06) - The Debarted
  -  Topher Grace nel ruolo di Donny
  -  Marco Materazzi nel ruolo di Donny
  -  Terry Gross nel ruolo di sé stessa
- Episodio 16 (KABF09) - Papà non fare scherzi
  -  Beverly D'Angelo nel ruolo di Lurleen Lumpkin
  -  Ambra Angiolini nel ruolo di Lurleen Lumpkin
  -  The Chicksn el ruolo di sé stessi
    - Natalie Maines nel ruolo di sé stessa
    - Martie Maguire nel ruolo di sé stessa
    - Emily Robison nel ruolo di sé stessa
- Episodio 17 (KABF10) - Il manzo dell'Apocalisse
  -  Zooey Deschanel nel ruolo di Mary
  -  Antonella Baldini nel ruolo di Mary
- Episodio 18 (KABF11) - Ogni maledetto Sundance
  -  Jim Jarmusch nel ruolo di sé stesso
  -  John C. Reilly nel ruolo di sé stesso
- Episodio 19 (KABF12) - Mona se ne va
  -  Glenn Close nel ruolo di Mona Simpson
  -  Lance Armstrong nel ruolo di sé stesso
  -  Sonia Scotti nel ruolo di Mona Simpson
- Episodio 20 (KABF13) - Lisa contro Lisa
  -  Drew Carey nel ruolo di sé stesso

## Ventesima stagione

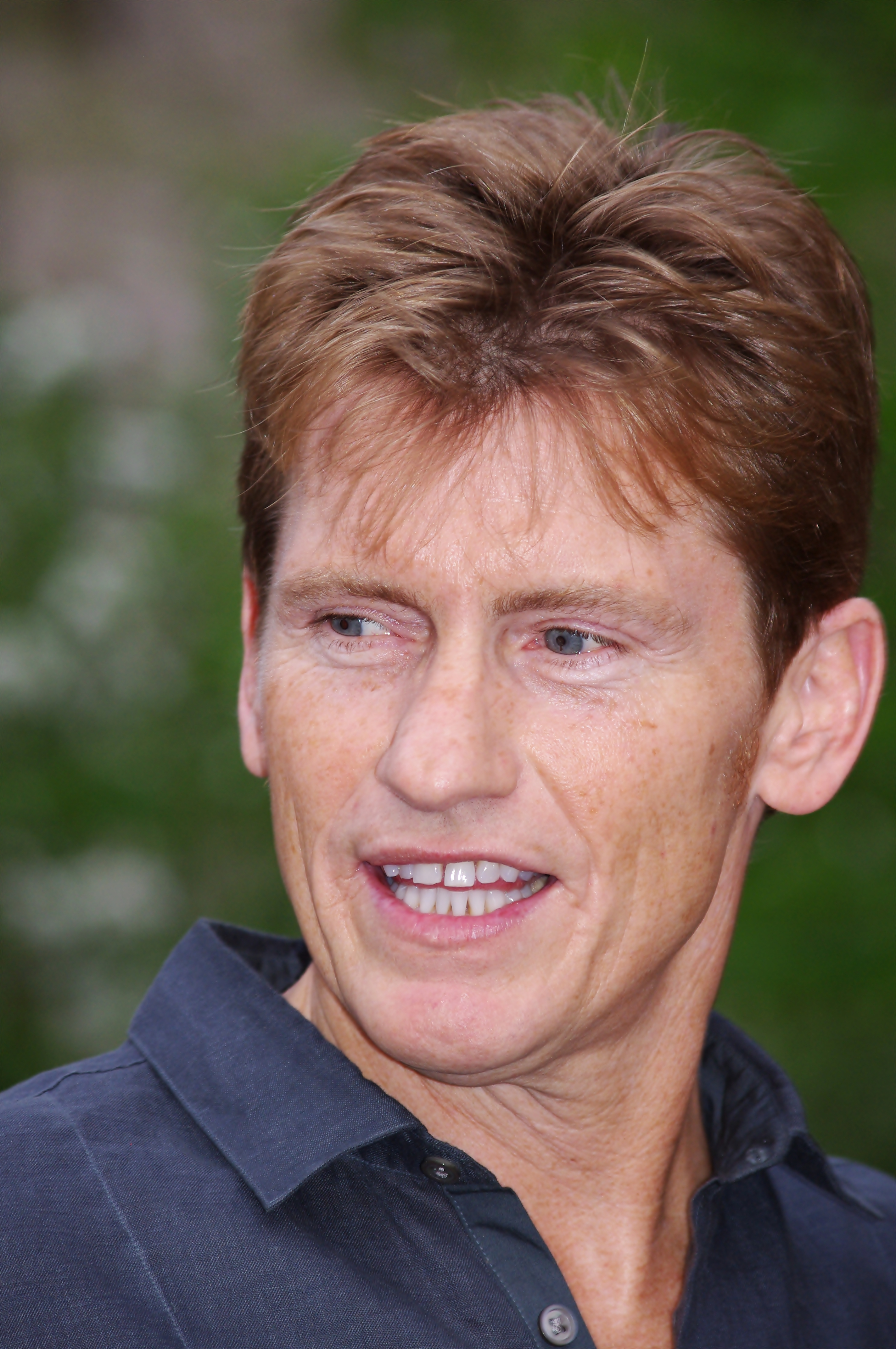
Denis Leary nel ruolo di sé stesso in Operatore perduto.

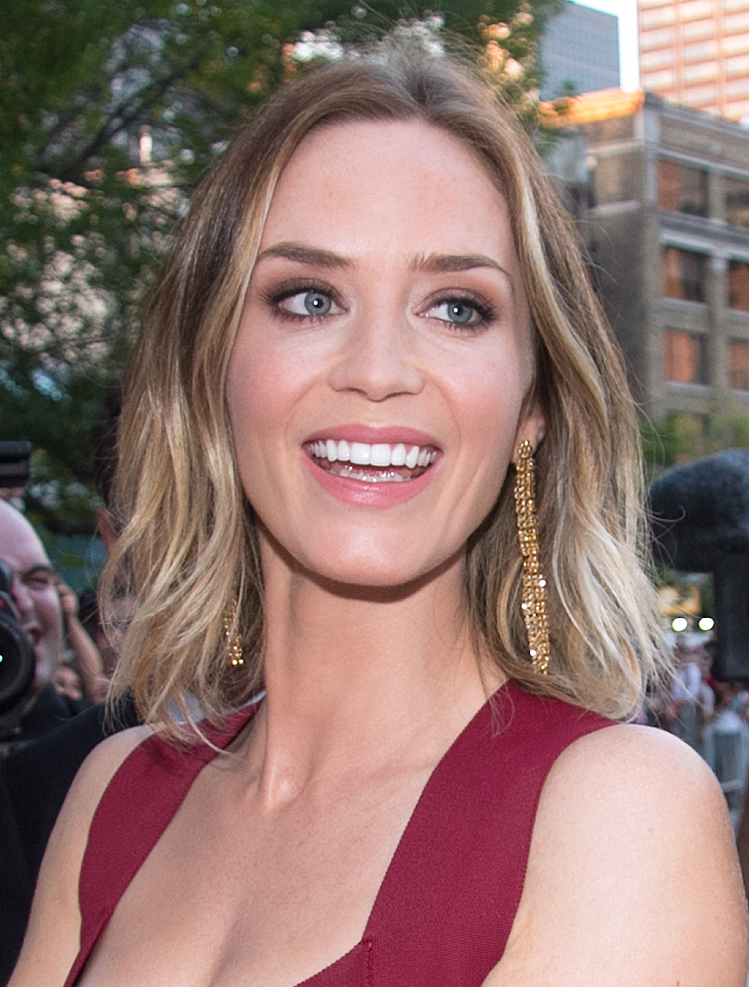
Emily Blunt nel ruolo di Juliet nell'episodio Lisa la regina delle sceneggiate.

- Episodio 1 (KABF17) - Sesso, pasticcerie e video-taglie
  -  Robert Forster nel ruolo di Lucky Jim
  -  Julia Louis-Dreyfus nel ruolo di Gloria
  -  Joe Mantegna nel ruolo di Tony Ciccione
- Episodio 2 (KABF15) - Operatore perduto
  -  Denis Leary nel ruolo di sé stesso
  -  Pino Insegno nel ruolo di Denis Leary
  -  Brian Grazer nel ruolo di sé stesso
- Episodio 3 (KABF14) - Dai e ridai, Bart, quanti danni fai!
  -  Joe Montana nel ruolo di sé stesso
- Episodio 4 (KABF16) - La paura fa novanta XIX
  -  Marcia Wallace nel ruolo di Edna Caprapall
- Episodio 5 (KABF18) - Curve pericolose
  -  Maurice LaMarche nel ruolo di Toucan Sam
- Episodio 6 (KABF19) - Homer e Lisa si scambiano paroloni crociati
  -  Merl Reagle nel ruolo di sé stesso
  -  Will Shortz nel ruolo di sé stesso
  -  Scott Thompson nel ruolo di Grady
  -  Marcia Wallace nel ruolo di Edna Caprapall
- Episodio 7 (KABF20) - Mypod d'ottone e manicotti di dinamite
  -  Shohreh Aghdashloo nel ruolo di Mina
- Episodio 8 (KABF21) - Come nascono i Burns e come nascono le api
  -  Mark Cuban nel ruolo di sé stesso
  -  Jeff Bezos nel ruolo di sé stesso
  -  Marv Albert nel ruolo di sé stesso
- Episodio 9 (KABF22) - Lisa la regina delle sceneggiate
  -  Emily Blunt nel ruolo di Juliet
  -  Fall Out Boy nel ruolo di loro stessi, suonano durante i titoli di coda
- Episodio 10 (LABF01) - Prendi la mia vita, per favore
  -  Marcia Wallace nel ruolo di Edna Caprapall
- Episodio 11 (LABF02) - La conquista del test
  -  Marcia Wallace nel ruolo di Edna Caprapall
- Episodio 12 (LABF03) - Mai più mutuo, naturalmente!
  -  Maurice LaMarche nel ruolo di Robert D. Eisenhower
  -  Marcia Wallace nel ruolo di Edna Caprapall
- Episodio 13 (LABF04) - Ciao Maggie, ciao!
  -  Ed Begley Jr. nel ruolo di sé stesso
- Episodio 14 (LABF11) - Nel nome del nonno
  -  Colm Meaney nel ruolo di Tom O'Flanagan
  -  Glen Hansard nel ruolo di cantante di strada del film Once (Una volta)
  -  Markéta Irglová nel ruolo della ragazza del film Once (Una volta)
  -  Marcia Wallace nel ruolo di Edna Caprapall
- Episodio 15 (LABF05) - Matrimonio per un disastro
  -  Kelsey Grammer nel ruolo di Telespalla Bob
- Episodio 17 (LABF07) - Il buono, il tristo e il drogattivo
  -  Anne Hathaway nel ruolo di Jenny
- Episodio 18 (LABF08) - Papà la sa più corta!
  -  Marcia Wallace nel ruolo di Edna Caprapall
- Episodio 19 (LABF10)- Waverly Hills 9021-D'oh
  -  Ellen Page nel ruolo di Alaska Nebraska
  -  Maurice LaMarche nel ruolo dell'ispettore
  -  Marcia Wallace nel ruolo di Edna Caprapall
- Episodio 20 (LABF09)- Quattro grandi donne e manicure
  -  Jodie Foster nel ruolo di Maggie Simpson adulta.
  -  Laura Boccanera nel ruolo di Maggie Simpson adulta

## Ventunesima stagione

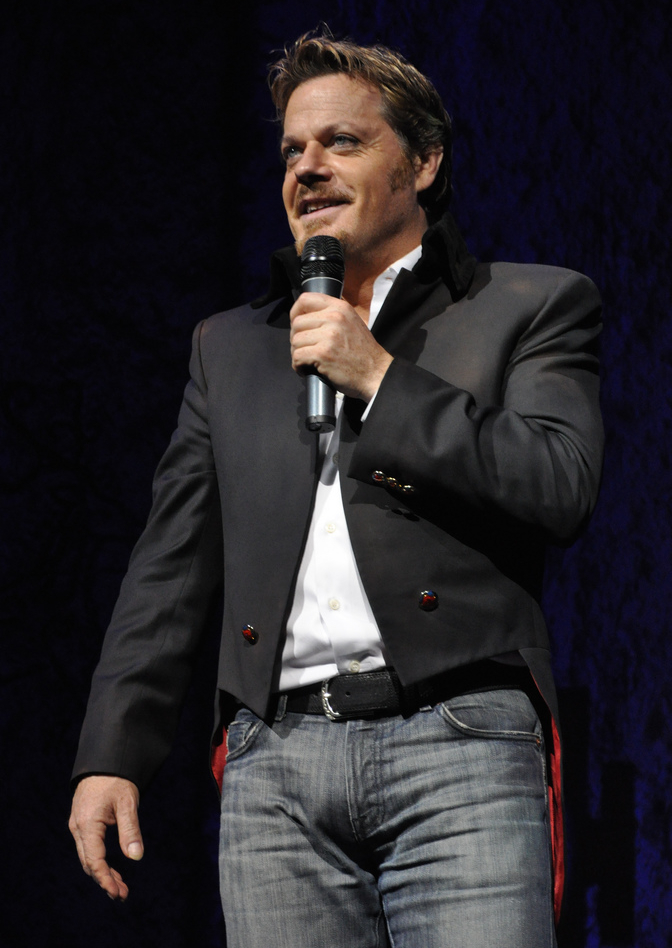
Eddie Izzard interpreta la Regina Elisabetta II e il Principe Carlo.

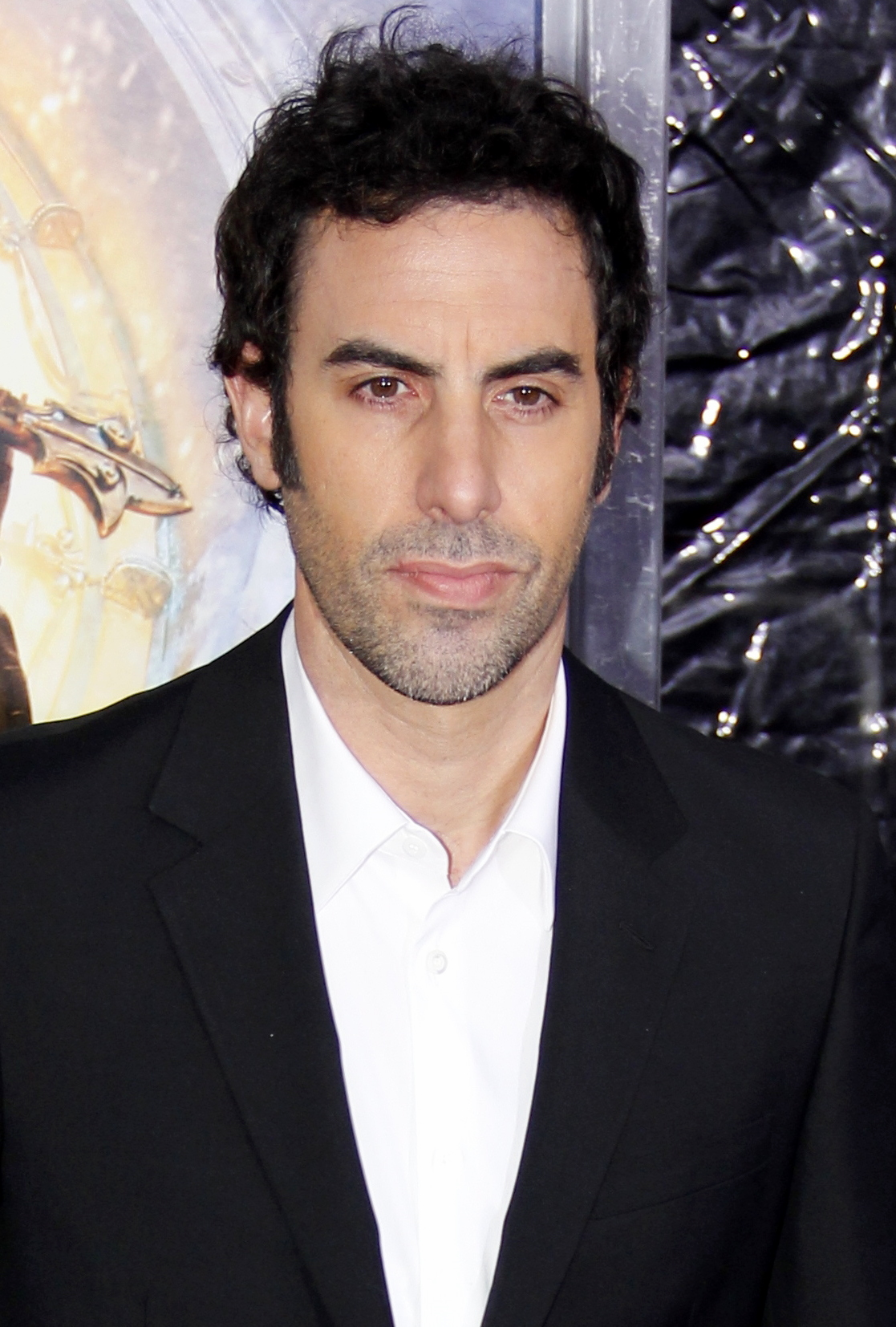
L'attore e comico Sacha Baron Cohen appare nell'episodio La più grande storia mai ra-d'oh-ntata.

- Episodio 1 (LABF13) - Homer il ciccione
  -  Matt Groening nel ruolo di sé stesso
  -  Seth Rogen nel ruolo di Lyle McCarthy
  -  Kevin Michael Richardson nel ruolo della guardia di sicurezza
- Episodio 2 (LABF15) - Bart prende uno zero
  -  Marcia Wallace nel ruolo di Edna Caprapall
- Episodio 3 (LABF16) - Per salire più in basso con la moglie
  -  Chuck Liddell nel ruolo di sé stesso
  -  Marcia Wallace nel ruolo di Edna Caprapall
- Episodio 4 (LABF14) - La paura fa novanta XX
  -  Marcia Wallace nel ruolo di Edna Caprapall
- Episodio 5 (LABF17) - Il diavolo veste nada
  -  Marcia Wallace nel ruolo di Edna Caprapall
- Episodio 6 (LABF18) - Scherzi e salute
  -  Jonah Hill nel ruolo di Andy Hamilton
  -  Marcia Wallace nel ruolo di Edna Caprapall
- Episodio 7 (LABF19) - Bifolchi di coccio e manici di scopa
  -  Neve Campbell nel ruolo di Cassandra
- Episodio 8 (MABF01) - Fratello di Bart, dove sei?
  -  Kim Cattrall nel ruolo del quarto figlio della famiglia Simpson
  -  Huell Howser nel ruolo di sé stesso
  -  Cooper Manning nel ruolo di sé stesso
  -  Eli Manning nel ruolo di sé stesso
  -  Peyton Manning nel ruolo di sé stesso
  -  Jordan Nagai nel ruolo di Charlie
  -  Smothers Brothers nel ruolo di loro stessi
- Episodio 9 (MABF02) - I miei giovedì con Abie
  -  Mitch Albom nel ruolo di sé stesso
  -  Marcia Wallace nel ruolo di Edna Caprapall
- Episodio 10 (LABF20) - C'era una volta a Springfield
  -  Anne Hathaway nel ruolo della principessa Penelope
  -  Eartha Kitt nel ruolo di sé stessa
  -  Maurice LaMarche nel ruolo della guardia della centrale nucleare
  -  Gary Larson nel ruolo di sé stesso
  -  Jackie Mason nel ruolo del Rabbino Hyman Krustofsky
  -  Connie Bismuto nel ruolo della Principessa Penelope
- Episodio 11 (MABF03) - Million dollar... magari!
  -  Chris Martin nel ruolo di sé stesso
  -  Marcia Wallace nel ruolo di Edna Caprapall
- Episodio 12 (MABF05) - Un incontro con il curling
  -  Bob Costas nel ruolo di sé stesso
- Episodio 13 (MABF06) - Il colore giallo
  -  Wren T. Brown nel ruolo di Virgil
- Episodio 14 (MABF04) - Cartoline dall'interno
  -  Marcia Wallace nel ruolo di Edna Caprapall
- Episodio 15 (MABF07) - Rubare la prima base
  -  Angela Bassett nel ruolo di Michelle Obama
  -  Sarah Silverman nel ruolo di Nikki
- Episodio 16 (MABF10) - La più grande storia mai ra-d'oh-ntata
  -  Sacha Baron Cohen nel ruolo di Jacob
  -  Yael Naim nel ruolo di Doreet
- Episodio 17 (MABF08) - American history X-cellente
  -  Joe Mantegna nel ruolo di Tony Ciccione
  -  Kevin Michael Richardson nel ruolo del prigioniero
  -  Bruno Conti nel ruolo del prigioniero
- Episodio 18 (MABF09) - Capo di cuori
  -  Jane Kaczmarek nel ruolo del giudice Grazia Negata
  -  Maurice LaMarche nel ruolo di una voce supplementare
  -  Joe Mantegna nel ruolo di Tony Ciccione
- Episodio 20 (MABF12) - Videosorveglianza e reality show
  -  Eddie Izzard nel ruolo di: Elisabetta II del Regno Unito, Carlo, principe di Galles e Nigel Bakerbutcher
  -  Marcia Wallace nel ruolo di Edna Caprapall
- Episodio 21 (MABF13) - Boe letter blues
  -  Don Pardo nel ruolo di sé stesso
- Episodio 22 (MABF11) - Il Bob vicino di casa
  -  Kelsey Grammer nel ruolo di Telespalla Bob
- Episodio 23 (MABF15) - Giudicami delicatamente
  -  Simon Cowell nel ruolo di sé stesso
  -  Ellen DeGeneres nel ruolo di sé stessa
  -  Kara DioGuardi nel ruolo di sé stessa
  -  Randy Jackson nel ruolo di sé stesso
  -  Rupert Murdoch nel ruolo di sé stesso
  -  Ryan Seacrest nel ruolo di sé stesso

## Ventiduesima stagione

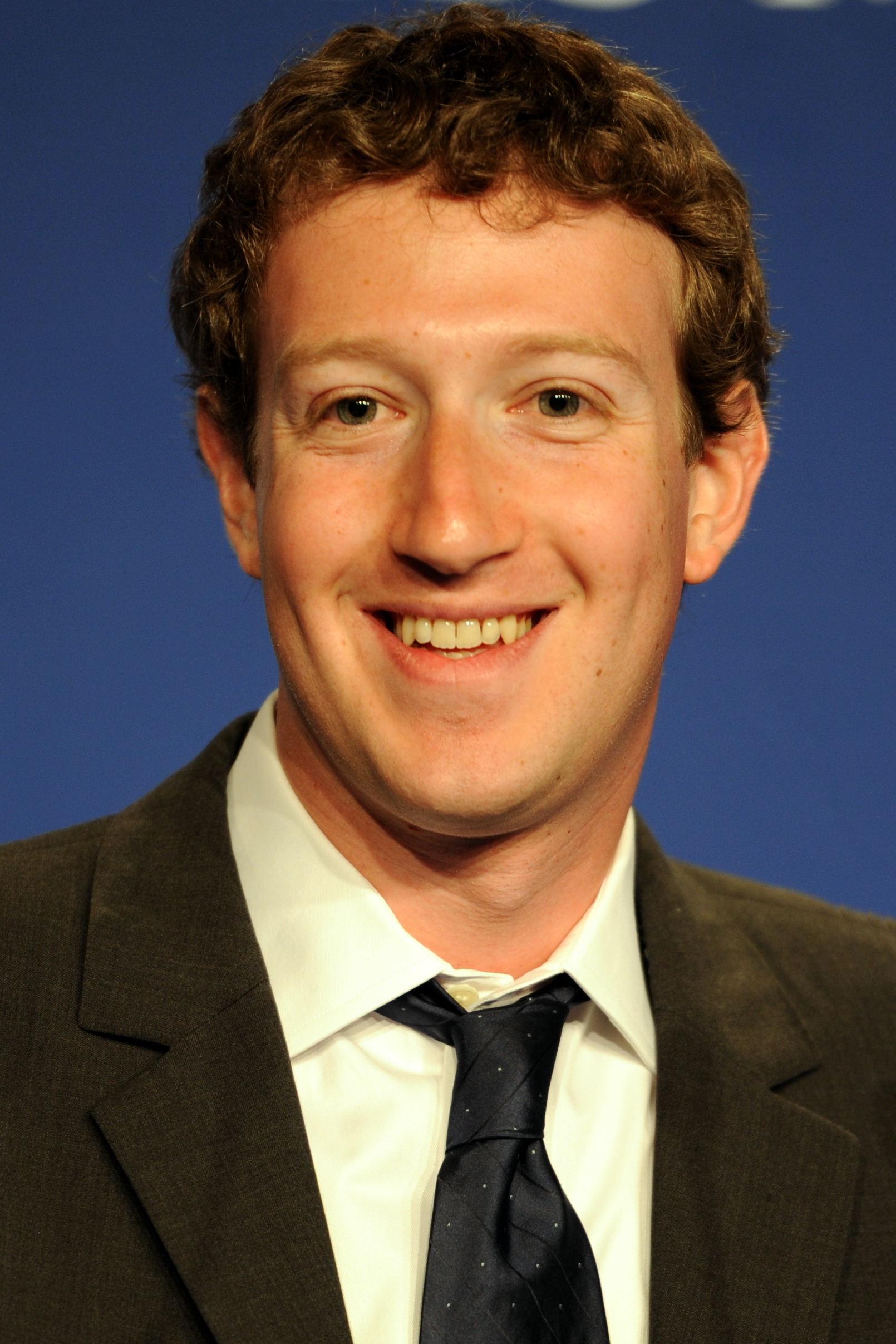
Il fondatore di Facebook Mark Zuckerberg appare nell'episodio Presta Lisa.

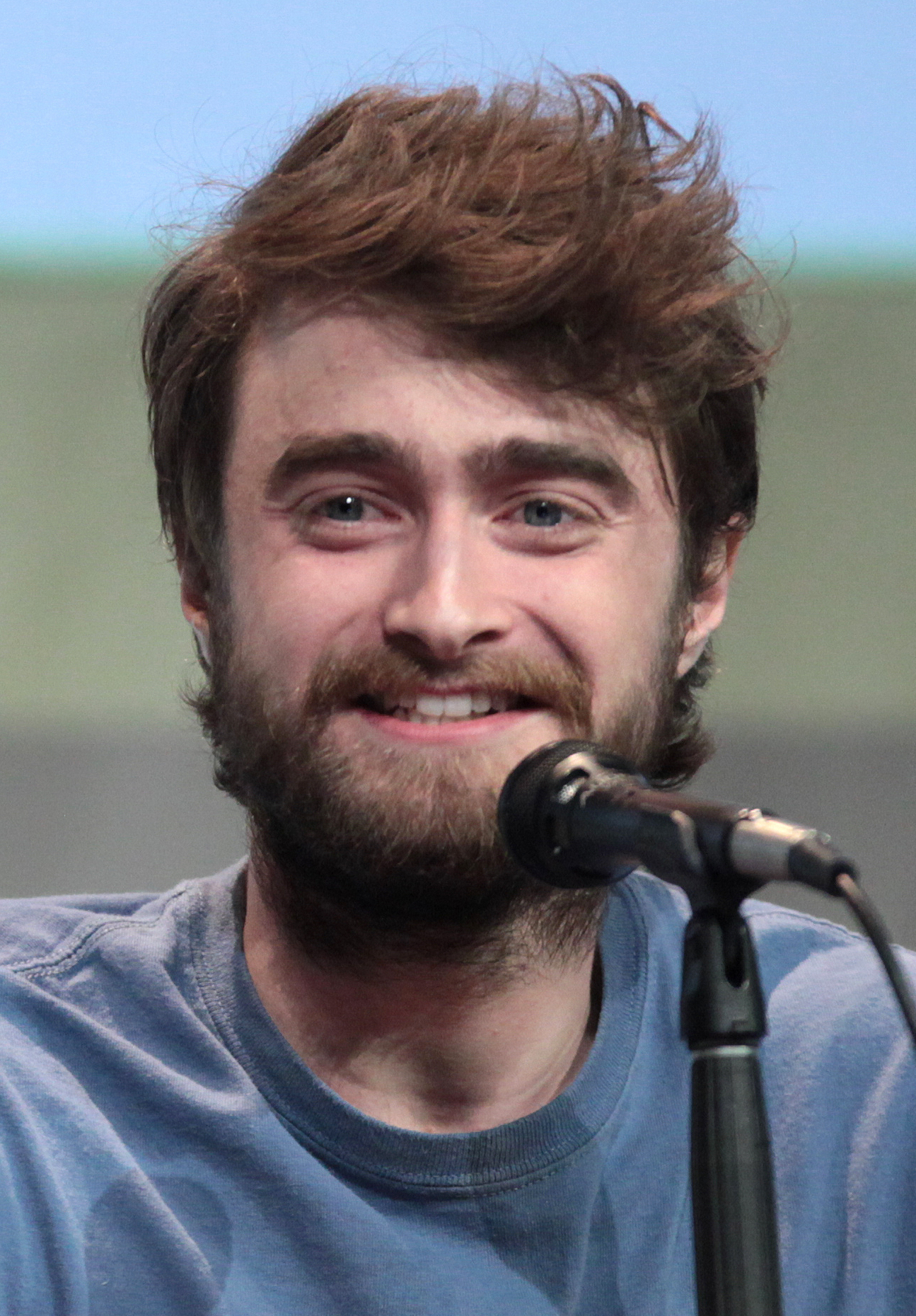
Daniel Radcliffe, l'attore che interpreta Harry Potter, nel ruolo di Edmund nell'episodio La paura fa novanta XXI.

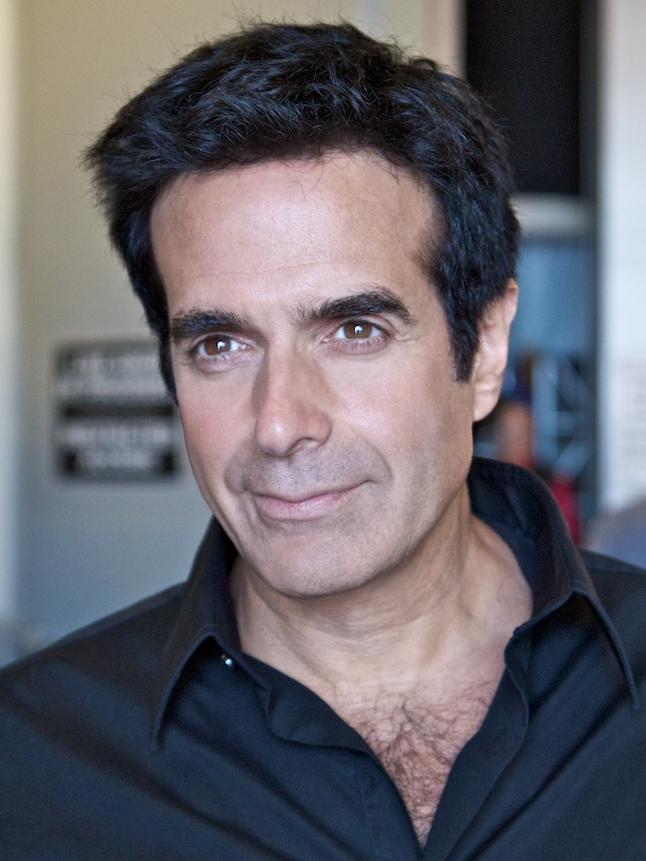
L'illusionista David Copperfield appare nell'episodio La grande Simpsina.

- Episodio 1 (MABF21) - Elementary School Musical
  -  Jemaine Clement nel ruolo di Ethan
  -  Ira Glass nel ruolo di sé stesso
  -  Stephen Hawking nel ruolo di sé stesso
  -  Bret McKenzie nel ruolo di Kurt
  -  Lea Michele nel ruolo di Sarah
  -  Cory Monteith nel ruolo di Flynn
  -  Amber Riley nel ruolo di Aiesha
- Episodio 2 (MABF17) - Presta Lisa
  -  Mark Zuckerberg nel ruolo di sé stesso
  -  Muhammad Yunus nel ruolo di sé stesso
  -  Chris Hansen nel ruolo di sé stesso
- Episodio 3 (MABF18) - BaseBART
  -  Bill James nel ruolo di sé stesso
  -  Mike Scioscia nel ruolo di sé stesso
- Episodio 4 (MABF16) - La paura fa novanta XXI
  -  Hugh Laurie nel ruolo di Roger
  -  Daniel Radcliffe nel ruolo di Edmund
  -  Stefano Crescentini nel ruolo di Edmund
- Episodio 7 (NABF02) - Quanto è malridotto quell'uccellino alla finestra?
  -  Danica Patrick nel ruolo di sé stessa
  -  Rachel Weisz nel ruolo della dottoressa Thurmond
  -  Marcia Wallace nel ruolo di Edna Caprapall
  -  Gregg Berger nel ruolo di vari animali
- Episodio 8 (MABF22) - La battaglia prima del Natale
  -  Katy Perry nel ruolo di sé stessa
  -  Martha Stewart nel ruolo di sé stessa
  -  Francesca Guadagno nel ruolo di Katy Perry
- Episodio 9 (MABF19) - Donnie Grass-co
  -  Jon Hamm nel ruolo dell'investigatore FBI
  -  Joe Mantegna nel ruolo di Tony Ciccione/Fitness Tony
- Episodio 10 (NABF03) - Mamme che vorrei dimenticare
  -  Marcia Wallace nel ruolo di Edna Caprapall
- Episodio 11 (NABF04) - Il bar delle pazze
  -  Alyson Hannigan nel ruolo di Melody Juniper
  -  Scott Thompson nel ruolo di Grady
  -  Kristen Wiig nel ruolo di Calliope Juniper
- Episodio 12 (NABF05) - Homer il padre
  -  Michael Paul Chan nel ruolo dell'agente CIA
  -  James Lipton nel ruolo di sé stesso
  -  David Mamet nel ruolo di sé stesso
  -  Garry Marshall nel ruolo di Sheldon Leavitt
- Episodio 13 (NABF06) - L'azzurro e il grigio
  -  Marcia Wallace nel ruolo di Edna Caprapall
- Episodio 14 (NABF07) - Papà arrabbiato: il film
  -  Halle Berry nel ruolo di sé stessa
  -  Russell Brand nel ruolo di sé stesso
  -  Ricky Gervais nel ruolo di sé stesso
  -  Maurice LaMarche nel ruolo di Anthony Hopkins
  -  Nick Park nel ruolo di sé stesso
  -  J. B. Smoove nel ruolo di DJ Kwanzaa
  -  Francesca Guadagno nel ruolo di Halle Berry
  -  Roberto Pedicini nel ruolo di Ricky Gervais
- Episodio 15 (NABF08) - Il racconto dello scorpione
  -  Werner Herzog nel ruolo di Walter Hottenhoffer
  -  Kevin Michael Richardson nel ruolo dell'inserviente del Castello di Riposo
- Episodio 16 (NABF09) - Un bel sogno di mezza estate
  -  Tommy Chong nel ruolo di sé stesso
  -  Cheech Marin nel ruolo di sé stesso
  -  Sergio Di Giulio nel ruolo di Tommy Chong
  -  Gerolamo Alchieri nel ruolo di Cheech Marin
- Episodio 17 (NABF10) - L'amore è una cosa molto strangolata
  -  Kareem Abdul-Jabbar nel ruolo di sé stesso
  -  Kevin Michael Richardson nel ruolo del massaggiatore
  -  Paul Rudd nel ruolo del dottor Zander
  -  Marcia Wallace nel ruolo di Edna Caprapall
- Episodio 18 (NABF11) - La grande Simpsina
  -  David Copperfield nel ruolo di sé stesso
  -  Ricky Jay nel ruolo di sé stesso
  -  Martin Landau nel ruolo de Il Grande Raymondo
  -  Jack McBrayer nel ruolo di Ewell Freestone
  -  Penn & Teller nel ruolo di loro stessi
  -  Bruno Alessandro nel ruolo de Il Grande Raymondo
- Episodio 19 (NABF12) - Le vere casalinghe di Tony Ciccione
  -  Joe Mantegna nel ruolo di Tony Ciccione
- Episodio 20 (NABF13) - Homer mani di forbice
  -  Kristen Schaal nel ruolo di Taffy
  -  Marcia Wallace nel ruolo di Edna Caprapall
- Episodio 21 (NABF14) - 500 chiavi
  -  Albert Brooks nel ruolo di Hank Scorpio
- Episodio 22 (NABF15) - La pesca di Ned
  -  Ken Burns nel ruolo di sé stesso
  -  Joey Kramer nel ruolo di sé stesso
  -  Marcia Wallace nel ruolo di Edna Caprapall

## Ventitreesima stagione

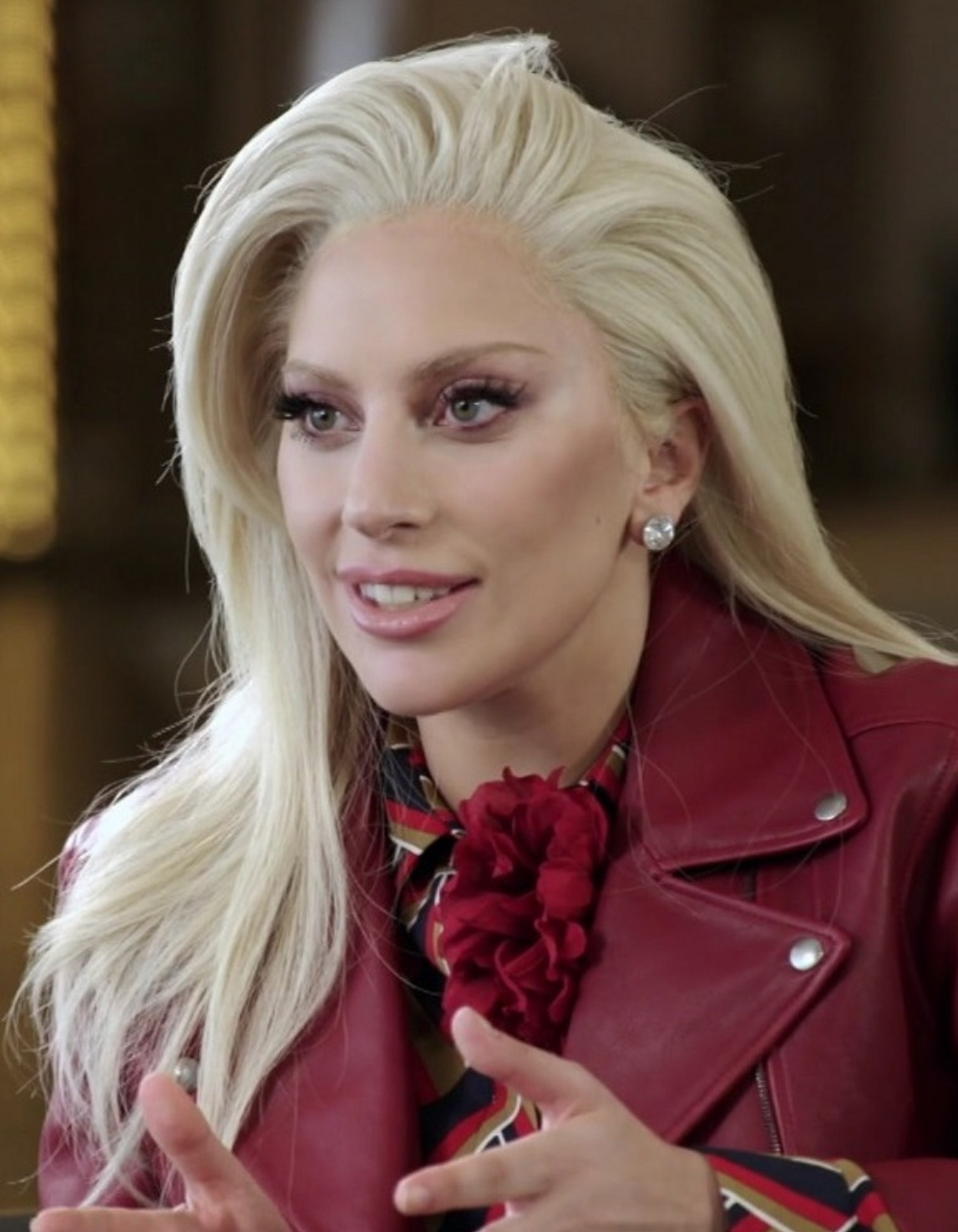
Lady Gaga appare nell'episodio Lisa diventa Gaga.

- Episodio 1 (NABF16) - La spia venuta da... d'oh!
  -  Tom Colicchio nel ruolo di sé stesso
  -  Kevin Michael Richardson nel ruolo del corriere di SendEx
  -  Kiefer Sutherland nel ruolo di Wayne Slater
  -  Marcia Wallace nel ruolo di Edna Caprapall
- Episodio 2 (NABF17) - Bart si ferma ad annusare le Roosevelt
  -  Theodore Roosevelt nel ruolo di sé stesso
  -  Marcia Wallace nel ruolo di Edna Caprapall
- Episodio 3 (NABF19) - La paura fa novanta XXII
  -  Jackie Mason nel ruolo del Rabbino Hyman Krustofsky
  -  Aron Ralston nel ruolo dell'operatore del 911
- Episodio 4 (NABF21) - Rimpiazzabile te
  -  Jane Lynch nel ruolo di Roz Davis
- Episodio 5 (NABF20) - Quando la moglie è in cucina
  -  Mario Batali nel ruolo di sé stesso
  -  Anthony Bourdain nel ruolo di sé stesso
  -  Tim Heidecker nel ruolo di Amos Bruse
  -  Gordon Ramsay nel ruolo di sé stesso
  -  Eric Wareheim nel ruolo di Fois Garth
- Episodio 6 (NABF22) - Il colpo del libro
  -  Neil Gaiman nel ruolo di Fois Garth
  -  Andy García nel ruolo dell'editore di TweenLit Inc.
- Episodio 7 (PABF01) - L'uomo dai pantaloni blu
  -  Kevin Michael Richardson nel ruolo di un ospite della festa
  -  John Slattery nel ruolo di Robert Marlowe
  -  Matthew Weiner nel ruolo del regolatore nucleare
- Episodio 8 (PABF02) - La soluzione dieci-percento
  -  Kevin Dillon nel ruolo di sé stesso
  -  Janeane Garofalo nel ruolo di sé stessa
  -  Jackie Mason nel ruolo del Rabbino Hyman Krustofsky
  -  Joan Rivers nel ruolo di Annie Dubinsky
- Episodio 9 (NABF18) - Vacanze di un passato futuro
  -  Matt Groening nel ruolo dell'annunciatore
- Episodio 10 (PABF03) - Politicamente inetto, con Homer Simpson
  -  Dana Gould nel ruolo del maresciallo
  -  Ted Nugent nel ruolo di sé stesso
- Episodio 11 (PABF04) - Il D'oh-cial Network
  -  Armie Hammer nel ruolo di Cameron e Tyler Winklevoss
  -  David Letterman nel ruolo di sé stesso
  -  The Tiger Lillies nel ruolo di sé stessi
- Episodio 12 (PABF05) - Boe dagli stracci ai ricchi
  -  Jeremy Irons nel ruolo dello straccio
- Episodio 13 (PABF06) - La figlia sorge ancora
  -  Michael Cera nel ruolo di Nick
  -  Jamie Hyneman nel ruolo di sé stesso
  -  Adam Savage nel ruolo di sé stesso
- Episodio 14 (PABF07) - Finalmente se ne vanno!
  -  Julian Assange nel ruolo di sé stesso
  -  Kelsey Grammer nel ruolo di Telespalla Bob
  -  Alison Krauss and Union Station cantano la sigla
  -  Jackie Mason nel ruolo del Rabbino Hyman Krustofsky
- Episodio 15 (PABF09) - Fuga dal Jet Market
  -  Robbie Conal nel ruolo di sé stesso
  -  Ron English nel ruolo di sé stesso
  -  Shepard Fairey nel ruolo di sé stesso
  -  Kenny Scharf nel ruolo di sé stesso
- Episodio 16 (PABF08) - E alla fine arriva mamma
  -  David Byrne canta Dream Operator
  -  Glenn Close nel ruolo di Mona Simpson
- Episodio 17 (PABF10) - I robot
  -  Brent Spiner nel ruolo di robot
- Episodio 18 (PABF11) - Attento mio Bart ingannatore
  -  Bill Plympton nel ruolo di uno spettatore
  -  Kevin Michael Richardson nel ruolo di una guardia di sicurezza
- Episodio 19 (PABF12) - Una cosa troppo divertente che Bart non farà mai più
  -  Steve Coogan nel ruolo di Rowan Priddis
  -  Renee Ridgeley nel ruolo della receptionist della crociera
  -  Treat Williams nel ruolo di sé stesso
- Episodio 20 (PABF13) - La spia che mi insegnò
  -  Bryan Cranston nel ruolo di Stradivarius Cain
  -  Eric Idle nel ruolo di Declan Desmond
  -  Marcia Wallace nel ruolo di Edna Caprapall
- Episodio 21 (PABF15) - La stupenda agenda di Ned e Edna
  -  Marcia Wallace nel ruolo di Edna Caprapall
- Episodio 22 (PABF14) - Lisa diventa Gaga
  -  Lady Gaga nel ruolo di sé stessa
  -  Kevin Michael Richardson nel ruolo del conduttore

## I Simpson - Il film

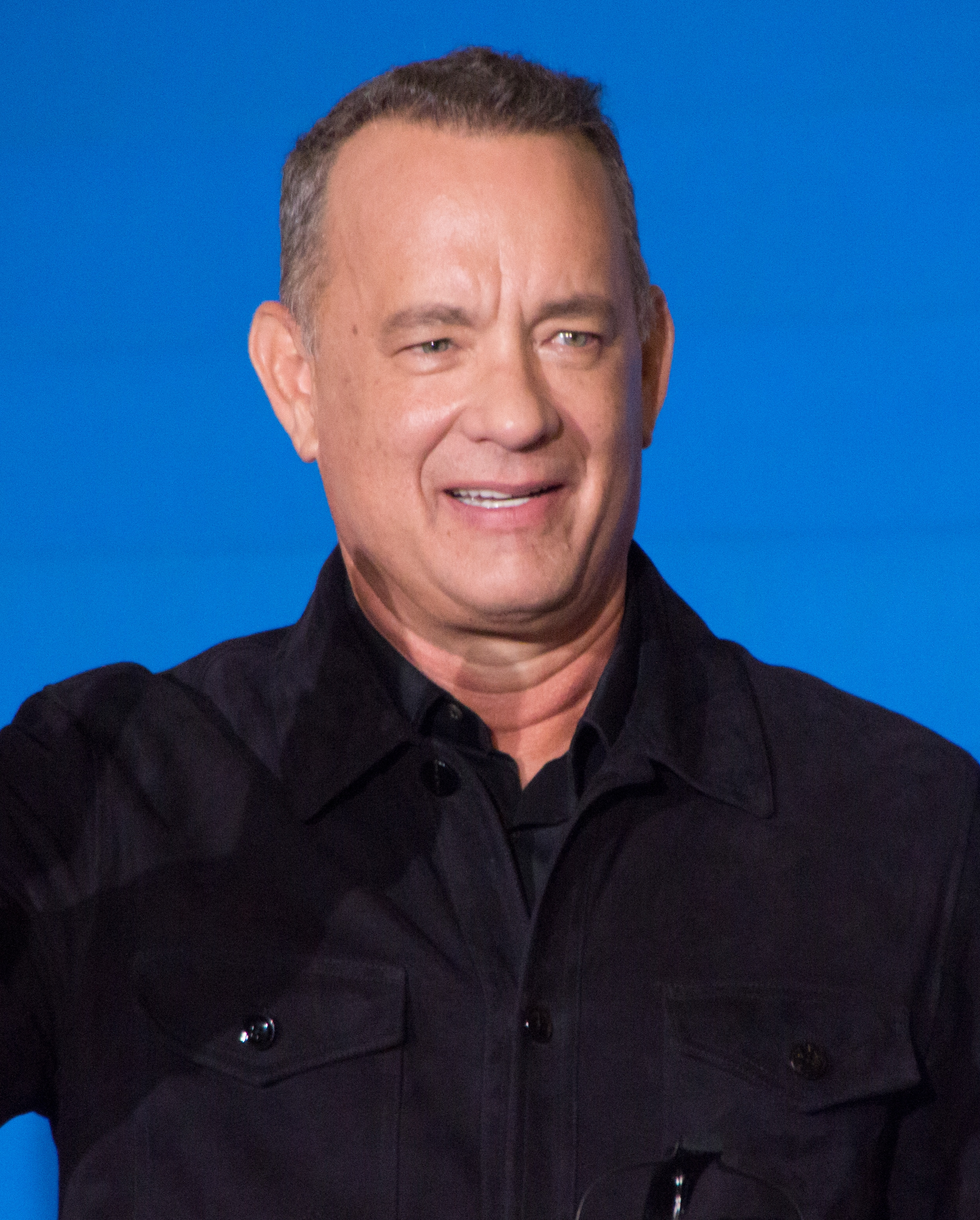
Tom Hanks appare nel ruolo di sé stesso in I Simpson - Il film.

- Albert Brooks nel ruolo di Russ Cargill
- Joe Mantegna nel ruolo di Tony Ciccione
- Marcia Wallace nel ruolo di Edna Caprapall
- Green Day nel ruolo di loro stessi
  - Billie Joe Armstrong nel ruolo di sé stesso
  - Mike Dirnt nel ruolo di sé stesso
  - Tré Cool nel ruolo di sé stesso
- Tom Hanks nel ruolo di sé stesso
- Philip Rosenthal nel ruolo di padre televisivo
  -  Omero Antonutti nel ruolo di Russ Cargill
  -  Angelo Maggi nel ruolo di Tom Hanks

Minnie Driver, Isla Fisher, Erin Brockovich e Edward Norton hanno registrato anche loro parti per il film, ma sono state tagliate.
Kelsey Grammer ha registrato la parte per Telespalla Bob, che è stato poi tagliato.

## Guest stars - apparizioni multiple
Vengono elencate esclusivamente le guest stars che appaiono almeno 3 volte
- 52 volte

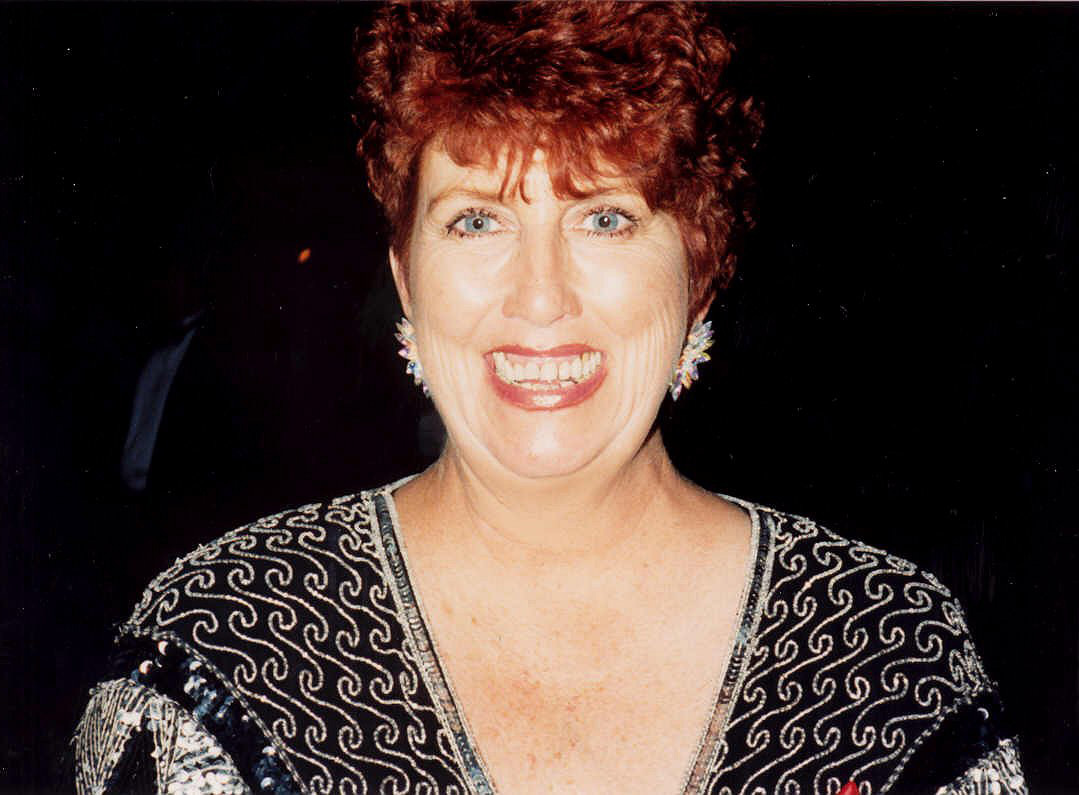
La guest star de facto Marcia Wallace, nel ruolo di Edna Caprapall fin dalla prima stagione.

  -  Phil Hartman nel ruolo di Troy McClure, Lionel Hutz, annunciatori vari, Charlton Heston, Bill Clinton, e molti altri
- 26 volte
  -  Joe Mantegna nel ruolo di Tony Ciccione; inclusa partecipazione a I Simpson - Il film
- 20 volte
  -  Frank Welker nel ruolo di Piccolo aiutante di Babbo Natale e molti animali vari (non sempre è stato accreditato nel ruolo di guest star)
- 17 volte
  -  Maurice LaMarche nel ruolo di George C. Scott, Orson Welles, Comandante McBragg, Billy e altri
- 14 volte
  -  Kelsey Grammer nel ruolo di Telespalla Bob
- 10 volte
  -  Jon Lovitz nel ruolo di Artie Ziff, Jay Sherman, Llewelyn Sinclair, Aristotle Amadopolis, Professor Lombardo, Enrico Irritazio e altri
- 9 volte
  -  Kevin Michael Richardson
- 8 volte
  -  Jane Kaczmarek nel ruolo del giudice Grazia Negata
- 7 volte
  -  Albert Brooks nel ruolo di Hank Scorpio, Tab Spangler e vari altri; inclusa partecipazione a I Simpson - Il film
- 6 volte
  -  Jan Hooks nel ruolo di Manjula Nahasapeemapetilon
  -  Jackie Mason nel ruolo del Rabbino Hyman Krustofsky
- 4 volte
  -  Michael Carrington
  -  Glenn Close nel ruolo di Mona Simpson
  -  Stephen Hawking nel ruolo di sé stesso
  -  Eric Idle nel ruolo di Declan Desmond
  -  Charles Napier nel ruolo del direttore, Grant il cacciatore e l'ufficiale Krackney
- 3 volte
  -  Gary Coleman nel ruolo di sé stesso
  -  Zooey Deschanel
  -  Danny DeVito
  -  Anne Hathaway
  -  James Earl Jones nel ruolo del Promotore, di Serak il Preparatore, del Narratore e di Maggie in un universo alternativo
  -  John Kassir
  -  Stacy Keach nel ruolo di Howard K. Duff VII
  -  Joan Kenley nel ruolo della voce telefonica
  -  Julia Louis-Dreyfus nel ruolo di Gloria
  -  Pamela Reed nel ruolo di Ruth Powers
  -  Alex Rocco nel ruolo di Roger Meyers, Jr.
  -  Sab Shimono nel ruolo dell'operaio della fabbrica e di Mr. Brillio e di Master Sushi Chef
  -  Sally Stevens
  -  Kiefer Sutherland
  -  George Takei nel ruolo di Akira e di Wink: presentatore del gioco TV
  -  Scott Thompson
  -  NRBQ suonano diverse canzoni in vari episodi